# Le Jugement dernier (Michel-Ange)
Pour les articles homonymes, voir Jugement dernier (homonymie).
Le Jugement dernier (italien : Il Giudizio Universale) est une fresque réalisée par Michel-Ange, alors âgé de soixante ans, sur la paroi derrière l'autel de la chapelle Sixtine au Vatican. Commandé par le pape Clément VII (Jules de Médicis), le travail dura six ans et fut inauguré par son successeur Paul III le 1er octobre 1541. C'est l'un des plus grands chefs-d'œuvre de l'art occidental.
C'est une représentation de la Parousie, la seconde venue du Christ, et du Jugement dernier, final et éternel de toute l'humanité, par Dieu. Les morts ressuscitent et descendent vers leur destin, tel que jugé par le Christ qui est entouré de saints éminents. Au total, y figurent plus de 300 personnages, avec presque tous les hommes et les anges à l'origine représentés nus ; beaucoup ont ensuite été en partie recouverts de draperies peintes, dont certaines subsistent après une restauration et un nettoyage récents.
L'œuvre marque la fin d'une époque et constitue un tournant dans l'histoire de l'art et de la pensée humaine : l'homme fort et confiant de l'Humanisme et du début de la Renaissance, que Michel-Ange lui-même avait exalté dans les Ignudi de la voûte, est remplacé par une vision chaotique et angoissée qui investit à la fois les damnés et les bienheureux, dans l'absence totale de certitude qui reflète la dérive et les insécurités de la nouvelle ère.
Les travaux ont duré plus de quatre ans entre 1536 et 1541, la préparation du mur ayant débuté en 1535. Michel-Ange a commencé à y travailler vingt-cinq ans après avoir terminé le plafond de la chapelle Sixtine, et avait près de 67 ans à son achèvement. Il a été achevé sous le pape Paul III dont les vues réformatrices plus fortes que celles de son prédécesseur, le commanditaire de l'ouvrage, ont probablement affecté le traitement final.
Dans la partie inférieure de la fresque, Michel-Ange a suivi la tradition en montrant le sauvé montant à gauche et le damné descendant à droite. Dans la partie supérieure, les habitants du Ciel sont rejoints par les nouveaux sauvés. La fresque est plus monochrome que les fresques du plafond et est dominée par les tons chair et ciel. Le nettoyage et la restauration ont cependant révélé une gamme chromatique plus étendue qu'auparavant. L'orange, le vert, le jaune et le bleu y sont dispersés, animant et unifiant la scène complexe.
L'accueil du tableau est mitigé dès le départ, avec beaucoup d'éloges mais aussi de critiques à la fois religieuses et artistiques. La quantité de nudité et le style musculaire des corps ont été un sujet de discorde, et la composition globale, un autre.

## Historique

### Clément VII

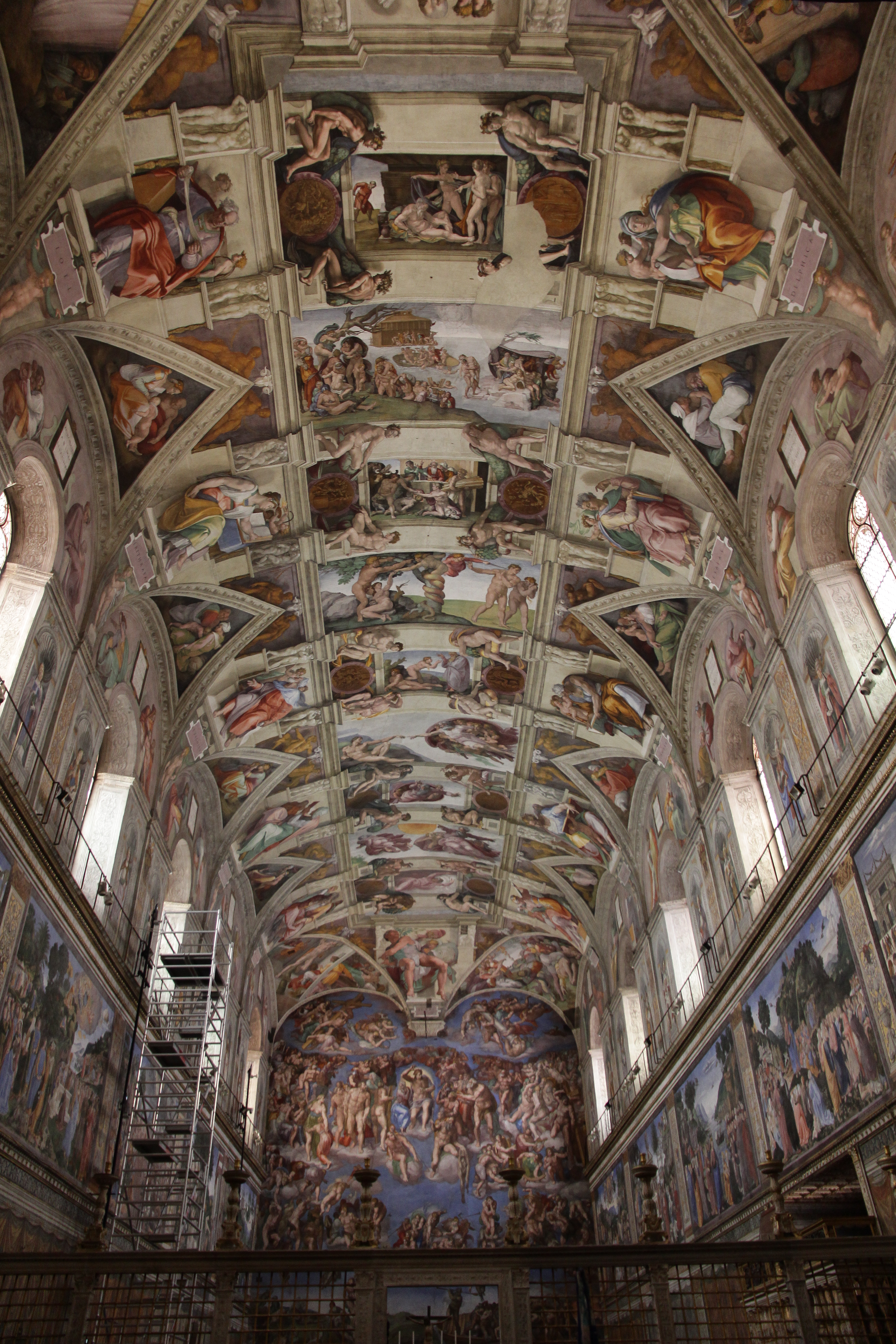
Vue de la chapelle Sixtine avec Le Jugement dernier sur le mur.

En 1522, la Résurrection peinte par Domenico Ghirlandaio sur le mur d'entrée de la chapelle Sixtine est très abîmée ; en 1525, un incendie de l'autel endommage sans doute les fresques du Pérugin. Clément VII a, semble-t-il, l'idée de commander à Michel-Ange de nouvelles fresques pour ces deux murs : il a suivi avec grand plaisir son travail dans la nouvelle sacristie à Florence et tient absolument à léguer à Rome une œuvre de l'artiste initiée par lui-même. Une Résurrection avait été envisagée pour la lunette surmontant l'autel de la Chapelles des Médicis à laquelle des dessins de Michel-Ange semblent se rapporter.
En 1532, Michel-Ange revient à Rome après un séjour de plusieurs années à Florence, où il a pris parti contre Clément VII dans le conflit qui l'opposait à Charles Quint. En 1533, il travaille sur divers projets dans la basilique San Lorenzo de Florence pour le pape Clément VII qui a pardonné. Le 22 septembre de la même année, l'artiste se rend à San Miniato al Tedesco pour rencontrer le pape en route pour la France et il semble qu'à cette occasion, le pontife ait exprimé son désir de lui faire peindre le mur derrière l'autel de la chapelle Sixtine avec un Jugement dernier monumental, un thème qui aurait dignement conclu les récits bibliques, évangéliques et apostoliques de la Chapelle.
Le désir du pape Clément est probablement dû au souhait de lier également son nom à l'entreprise de la chapelle Sixtine, comme l'avaient fait ses grands prédécesseurs : Sixte IV avec les Histoires de Moïse et du Christ des peintres florentins du XVe siècle (1481-1482 ), Jules II avec le Plafond de la chapelle Sixtine de Michel-Ange lui-même (1508-1512), Léon X avec les tapisseries de Raphaël (vers 1514-1519). Pour figurer sur cette prestigieuse liste, Clément VII veut bien fermer les yeux sur les œuvres florentines sur lesquelles travaille Michel-Ange qui est de plus en plus las et qui a un nombre croissant d'élèves. Le pape lui demande donc de remplacer les peintures des deux extrémités de la chapelle Sixtine par deux représentations grandioses : La Chute des anges rebelles et Le Jugement dernier. Presque aussitôt, le peintre entame les études nécessaires à ce projet démesuré.
Le projet reste longtemps en gestation car il n'est alors pas attrayant pour l'artiste. Un certain nombre de lettres et d'autres sources décrivent le sujet original comme une « Résurrection », mais il semble très probable que cela a toujours été signifié dans le sens de la Résurrection des morts, suivie dans l'eschatologie chrétienne par le Jugement dernier, plutôt que la Résurrection de Jésus,,. D'autres chercheurs pensent qu'il y a effectivement eu une substitution du sujet final plus sombre, reflétant l'ambiance naissante de la Contre-Réforme, et à la suite d'une extension de la surface du mur à couvrir,. Toutefois, un certain nombre de dessins de Michel-Ange du début des années 1530 développent une Résurrection de Jésus,.
Le 25 septembre 1534, le pape meurt : pensant que la commission est vouée à disparaître, Michel-Ange laisse de côté le Jugement et se consacre à d'autres projets.

### Paul III

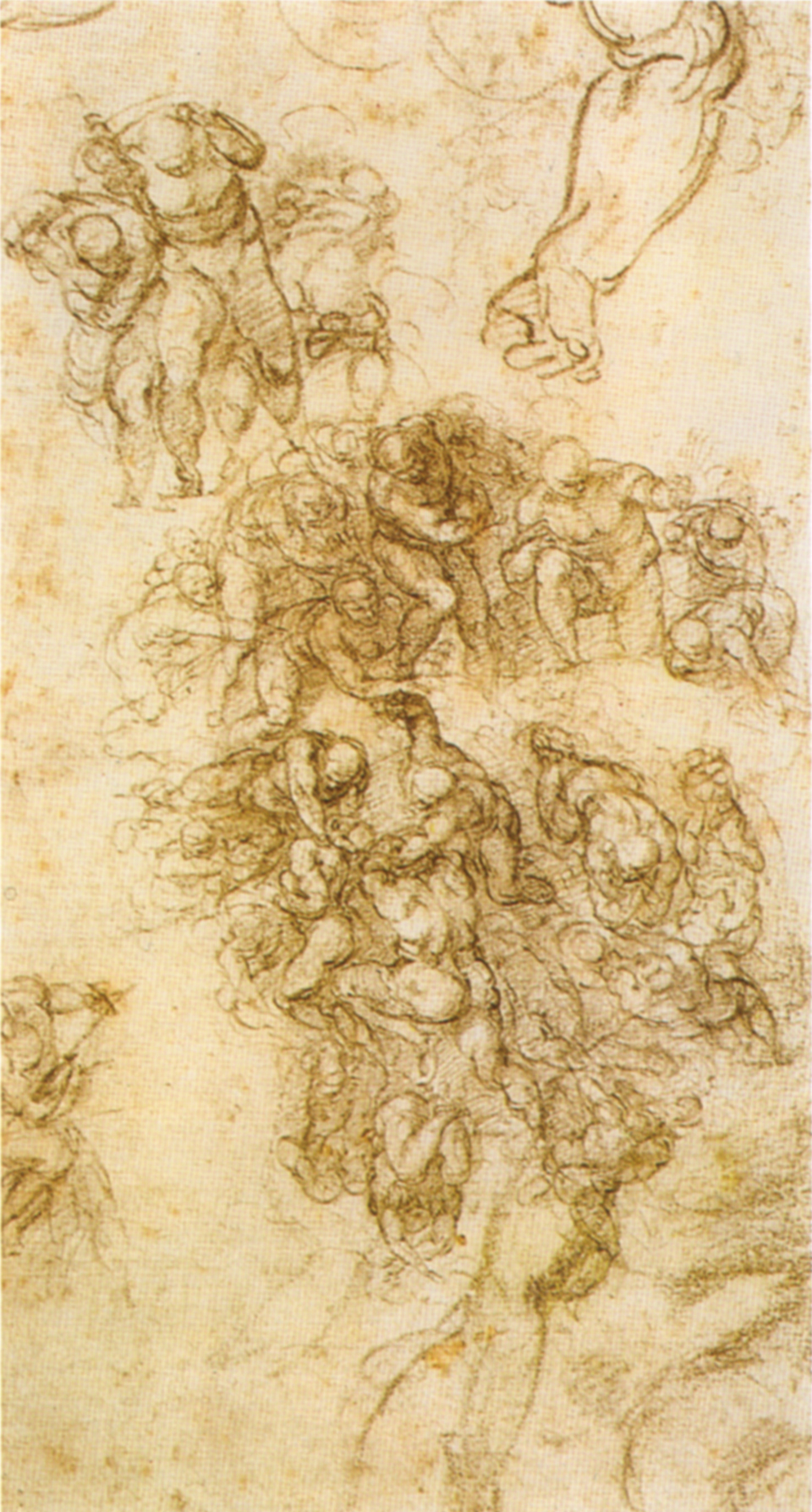
Dessin préparatoire, British Museum, crayon,.

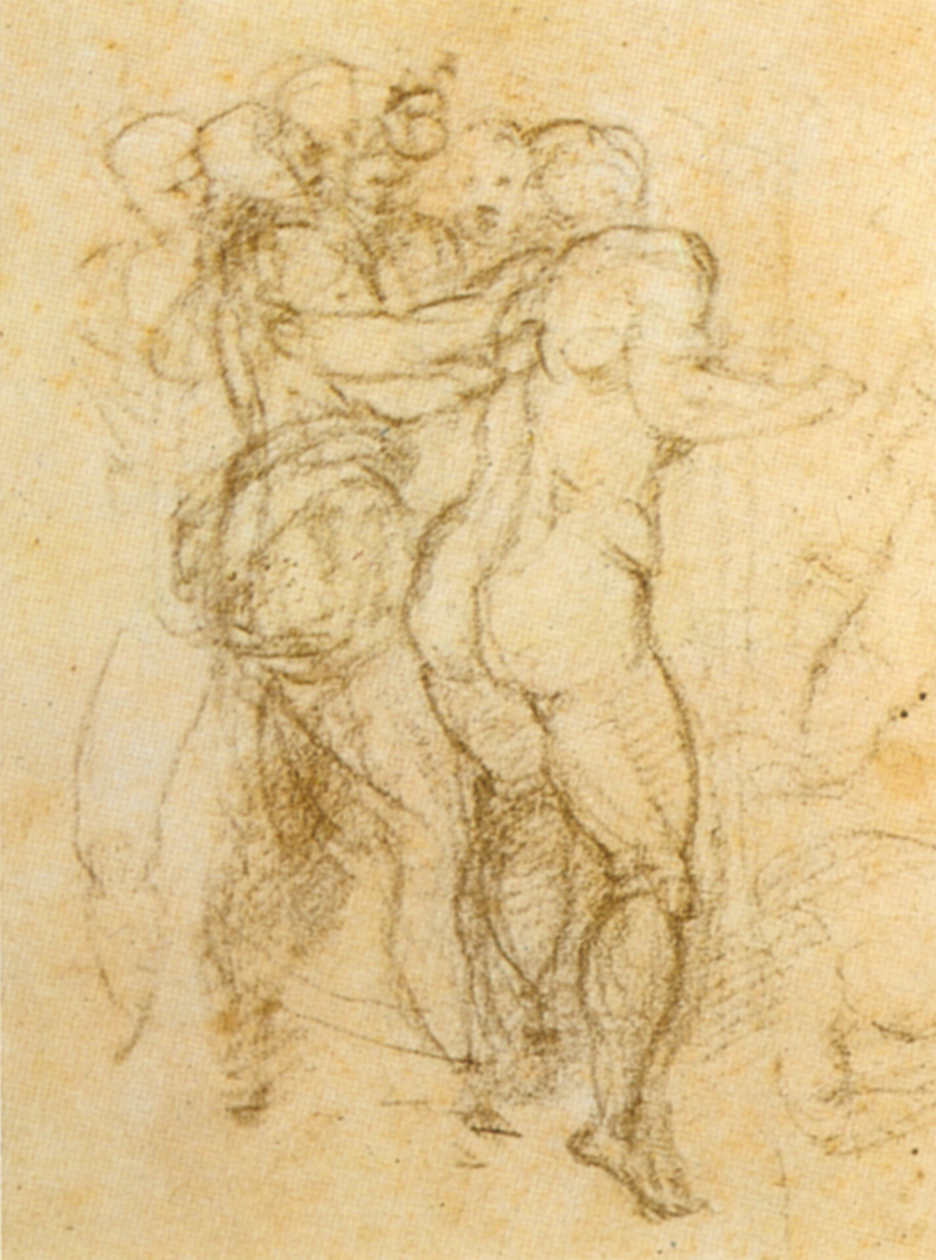
Étude, musée Bonnat, Bayonne, crayon,.

Quand Clément VII meurt, Michel-Ange espère pouvoir renoncer à cette tâche écrasante pour se remettre au Tombeau de Jules II qu'il regrette de n'avoir pu achever. Mais le nouveau pape Paul III entend que le projet de son prédécesseur soit mené à terme. Par bref apostolique de 1535, il le nomme aux fonctions d'architecte en chef, sculpteur et peintre du Vatican, faisant de lui un familiaris de la cour pontificale, avec des pleins pouvoirs étendus et un salaire annuel exorbitant de 107 florins d'or. Celui-ci ne peut se dérober, mais seul Le Jugement dernier sera exécuté. La Chute des anges rebelles est confiée à Matteo da Leccio, collaborateur de Michel-Ange, mais le projet n'aboutit pas.
La structure de la chapelle, construite à la va-vite dans les années 1470, avait posé problème dès le départ, avec l'apparition fréquente de fissures. À Noël 1525, un garde suisse est tué en entrant avec le pape dans la chapelle lorsque le linteau de pierre de la porte s'est fendu et est tombé sur lui. Le site est sur un sol sablonneux, drainant une grande surface ; la « Grande Chapelle » précédente avait eu des problèmes similaires.
Giorgio Vasari, seul parmi les sources contemporaines, dit qu'à l'origine Michel-Ange avait l'intention de peindre l'autre mur d'extrémité avec une Guerre des anges en correspondance,. En avril 1535, la préparation du mur a commencé, mais il faut plus d'un an avant que la peinture ne débute. Michel-Ange exige le remplissage de deux fenêtres étroites, la suppression de trois corniches, et la construction d'un « sabot » en brique légèrement incliné vers l'intérieur afin de créer une petite pente qui évite le dépôt de poussière et autres désagréments lors de la phase de peinture (la pente atteint une demi-brasse en haut, environ 38 cm).
La nouvelle fresque nécessite, contrairement au plafond de la chapelle Sixtine, une destruction considérable d'œuvres d'art existantes. Il y a un retable de l'Assomption par Le Pérugin au-dessus de l'autel (pour lequel un dessin est conservé à l'Albertina (musée)) qui est aussi le retable de la chapelle et donc la représentation la plus sacrée qu'elle contient. Il est flanqué de tapisseries issus des cartons de Raphaël ; ceux-ci, bien sûr, pourraient simplement être utilisés ailleurs. Au-dessus, deux peintures appartiennent aux cycles du XVe siècle de Moïse et du Christ qui occupent encore la zone médiane des murs latéraux. Il s'agit probablement du Moïse sauvé des eaux et de l'Adoration des mages du Pérugin qui commencent les deux cycles. Au-dessus d'eux se trouvent le premier de la série des papes debout dans des niches, dont saint Pierre lui-même probablement, ainsi qu'un saint Paul et une figure centrale du Christ. Enfin, le projet nécessite la destruction de deux lunettes avec les deux premiers Ancêtres du Christ peintes par Michel-Ange lui-même plus de vingt ans plus tôt. Certaines de ces œuvres ont peut-être déjà été endommagées par l'accident d'avril 1525, lorsque le ciborium de l'autel a pris feu ; les dommages causés au mur ne sont pas clairement connus.
Michel-Ange n'avait pas l'intention de détruire l'œuvre de son prédécesseur, mais il apprit que Clément VII avait déjà fait démolir la fresque de Pérugin avec le portrait de son prédécesseur, ce qui était lu comme une vengeance personnelle tardive du pape, né Giulio de' Medici, contre Sixte IV, responsable de l'assassinat de son père Julien de Médicis lors de la conjuration des Pazzi.
Le nouveau schéma du mur de l'autel et les autres changements nécessités par des problèmes structurels ont notamment entraîné une perte de symétrie et de « continuité des rythmes des fenêtres et des corniches », ainsi que certaines des parties les plus importantes des schémas iconographiques précédents,. Le Jugement est la première intervention « destructive » dans l'histoire de la Chapelle, déformant le cadre spatial et iconographique d'origine qui a été esquissé lors des contributions antérieures, jusque-là substantiellement coordonnées. La destruction a dû être une décision tourmentée, comme en témoigne la présence des cadres originaux dans les premiers dessins préparatoires, mais finalement nécessaire pour disposer de la totalité du mur et l'annuler dans l'abstraction spatiale du ciel sans limites. Comme le montrent ces dessins, dans la conception initiale du Jugement dernier, Michel-Ange conservait le retable existant et travaillait autour de lui, arrêtant la composition sous les fresques de Moïse et du Christ.
La préparation du mur conduit à la fin de plus de vingt ans d'amitié entre Michel-Ange et Sebastiano del Piombo, qui a essayé de persuader le Pape et Michel-Ange d'exécuter la peinture avec sa technique préférée, l'huile sur plâtre, mais surtout dans un souci lié à la capacité du maître, désormais sexagénaire, à se lancer dans la technique difficile et physiquement fatigante de la fresque. Il réussit à obtenir la finition en plâtre lisse nécessaire pour cette application. Il est possible qu'à ce stade, l'idée ait flotté que Sebastiano ferait la peinture proprement dite sur les dessins de Michel-Ange, car ils ont collaboré près de 20 ans plus tôt. Selon Vasari, après quelques mois de passivité, Michel-Ange insiste furieusement pour qu'il soit exécuté à fresque et fait à cet effet enduire le mur avec l'arriccio brut nécessaire comme base,. C'est à cette occasion qu'il dit que la peinture à l'huile est « un art pour les femmes et pour les gens tranquilles et oisifs comme Fra Sebastiano ». Des documents d'archives confirment ces démarches préparatoires, entre janvier et mars 1536. Le début des travaux est encore retardé de quelques mois pour l'achat de couleurs, notamment le précieux bleu outremer, qui satisfera pleinement l'artiste.
Une fois l'échafaudage installé, Michel-Ange y monte à l'été 1536. En novembre de la même année, le pontife, pour libérer Michel-Ange de ses engagements avec les héritiers Della Rovere, notamment Guidobaldo II della Rovere, émet un motu proprio qui est en vigueur pendant toute la durée nécessaire à l'achèvement du Jugement. En 1540, une fois l'échafaudage abaissé pour peindre la partie inférieure, Michel-Ange tombe et se blesse, un mois de repos lui est nécessaire pour se soigner.
Michel-Ange travaille seul sur l'ensemble de l'œuvre, avec de simples aides pour le travail manuel de préparation des couleurs et la fabrication de l'arriccio, ainsi qu'un fidèle assistant, Urbino, qui s'est probablement occupé de colorer le fond. Comme déjà à l'époque du caveau, il ne fait pas confiance aux assistants, préférant travailler seul, comme le confirment également les analyses qui, mis à part les ajouts ultérieurs des « culottes », ne révèlent aucun coup de pinceau autre que celui du maître. Toutefois, la restauration intégrale de la fresque entre 1990 et 1994 permet de supposer que les figures les plus importantes furent préalablement transposées sur le mur par des assistants à l'aide de cartons. La fresque nécessite au total environ quatre cent cinquante « jours », réalisés en larges bandes horizontales, de haut en bas comme d'habitude, qui épousent la forme de l'échafaudage qui est progressivement abaissé.
L'œuvre est achevée en 1541 et découverte à la Toussaint, la même nuit où, en 1512, le furent les fresques de la voûte.

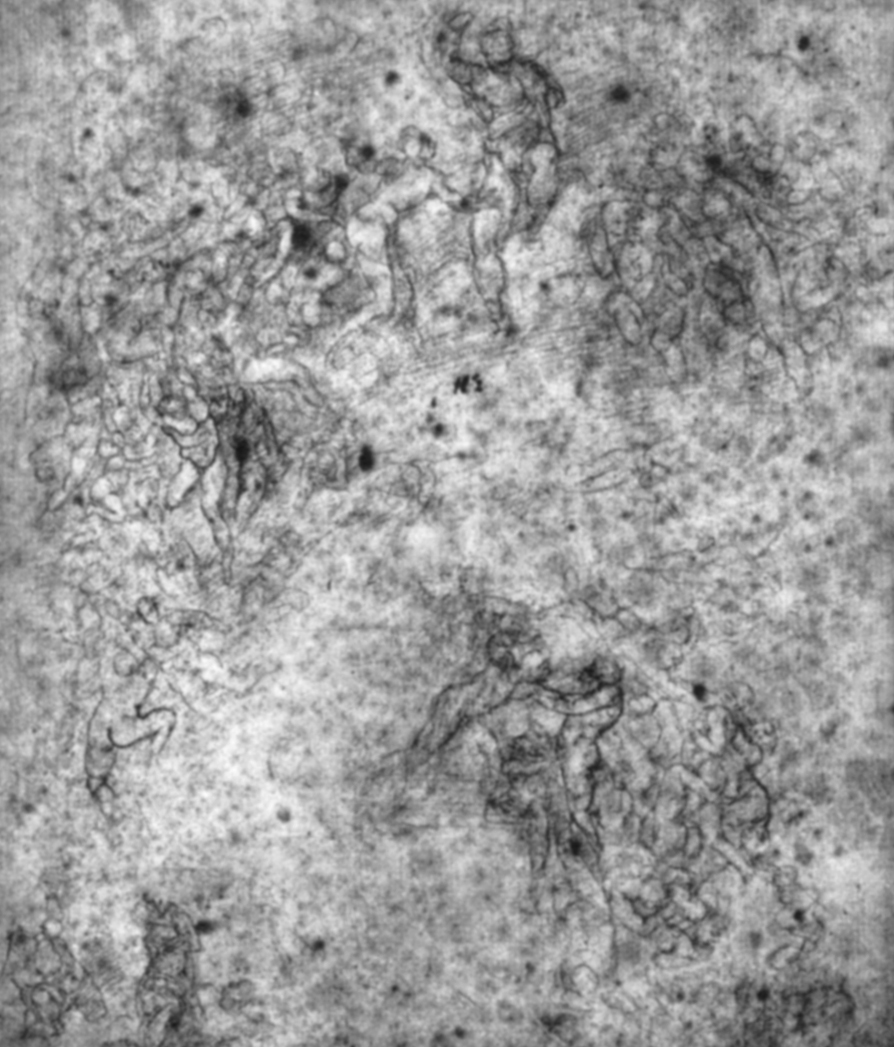
Étude, Casa Buonarroti, 41,8 × 28,8 cm. Le cadre de L'Assomption du Pérugin est encore visible.
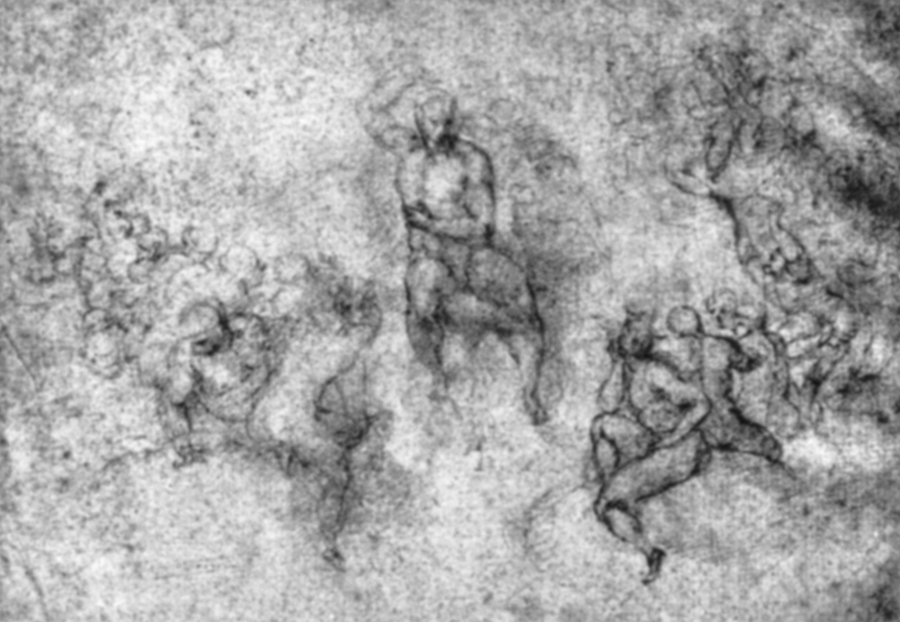
Étude, musée Bonnat de Bayonne, crayon, 34,5 × 29,1 cm.
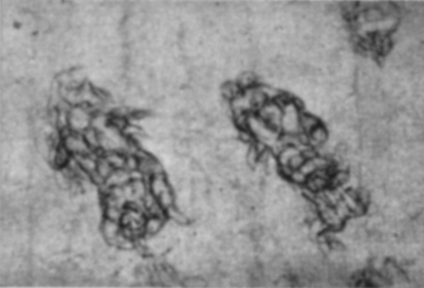
Étude pour les résurgents, château de Windsor, crayon, 27,7 × 41,9 cm.

La chapelle Sixtine était dédiée à l'Assomption de la Vierge, qui avait fait l'objet du retable du Pérugin. Une fois qu'il a été décidé de l'enlever, il semble qu'une tapisserie du Couronnement de la Vierge, un sujet souvent lié à l'Assomption, a été commandée, qui a été accrochée au-dessus de l'autel pour les grandes occasions liturgiques au XVIIIe siècle, et peut-être des années 1540 jusque-là. La tapisserie, au format vertical (4,3 × 3 m), est toujours dans les Musées du Vatican. Une estampe de 1582 montre la chapelle en service, avec un grand tissu d'à peu près cette forme suspendu derrière l'autel, et un auvent au-dessus. L'étoffe est présentée comme unie, mais l'artiste omet également les peintures sous le plafond, et peut très bien ne pas avoir été présent lui-même, travaillant à partir d'estampes et de descriptions.

## Description et style
La fresque s'étend sur un vaste mur de 16 mètres de haut sur 13 mètres de large, en forme de double lunette. Son thème, le Jour du jugement, est un sujet fréquemment représenté sur le mur d'entrée des églises.
Le Jugement, bien que volontairement structuré en évitant la composition traditionnelle de l'image en ordres superposés, est cependant divisible, pour faciliter la discussion, en trois domaines fondamentaux :
1. Les anges avec les instruments de la Passion en haut dans les nuages ;
2. Le Christ et la Vierge parmi les bienheureux ;
3. La fin des temps, avec les anges jouant des trompettes de l'Apocalypse, la résurrection des corps, la montée au ciel des justes et la chute des damnés en enfer.

Il y a un peu plus de quatre cents figures, avec des hauteurs allant de 250 cm et plus pour celles des zones supérieures, jusqu'à 155 pour celles des zones inférieures.

### Anges avec les instruments de la Passion

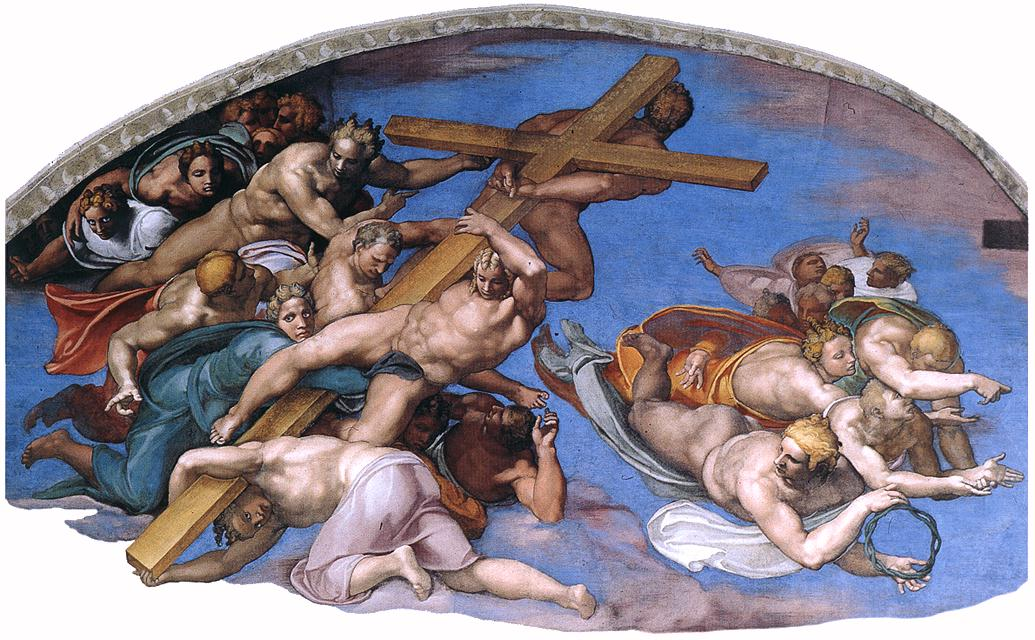
Anges avec les instruments de la Passion, lunette gauche.

Les deux lunettes supérieures sont occupées par des groupes d'anges portant les symboles de la Passion du Christ, symbolisant son sacrifice et l'accomplissement de la rédemption humaine. Ils marquent le point de départ de la lecture de la fresque et prédisent les sentiments qui dominent toute la scène.
Ce sont des anges ouverts, c'est-à-dire sans ailes, que Vasari appelle simplement des « figures nues », composées en vues extrêmement complexes, émergeant au premier plan sur le fond lumineux du ciel bleu outremer. Les images sont très audacieuses, les contrastes lumineux accentués. Les anges sont peut-être parmi toutes les figures de la fresque les plus proches des idéaux de beauté, de vigueur anatomique et de canon proportionnel des sculptures du maître, ainsi que ceux qui semblent réussir la fusion entre la beauté incomparable des Ignudi de la voûte avec l'impulsion des personnages de La Bataille de Cascina. Dans leurs expressions, tantôt tendues par l'effort, tantôt les yeux grands ouverts comme à la réception d'une révélation choquante, l'une des raisons les plus récentes et les plus inquiétantes de la représentation de la fin des temps de Michel-Ange est anticipée : le partage des bienheureux dans l'angoisse, dans l'inquiétude troublée, devant l'égarement intérieur et oppressant de l'âme, si radicalement différent de l'exultation traditionnelle, de l'immobilité spirituelle et du rayonnement intérieur des représentations précédentes.
Si les lunettes, avec leur vitalité incomparable, font l'objet d'une grande admiration, elles sont aussi au centre des critiques pour l'excès de virtuosité dans l'exposition anatomique. Gilio écrit en 1564 : « Je ne loue pas les efforts que font les anges dans le Jugement de Michelagnolo, je veux dire ceux qui soutiennent la Croix, la colonne et les autres mystères sacrés, qui représentent plutôt des mattaccini et des jongleurs que des anges ».
La croix et le colonne de la flagellation sont aussi en relation avec les préfigurations de la Passion du Christ représentées dans les pendentifs, le Châtiment d'Haman et le Serpent d'airain.
Deux figures opaques soutiennent le profil du peduccio sous Jonas.

#### Lunette de gauche

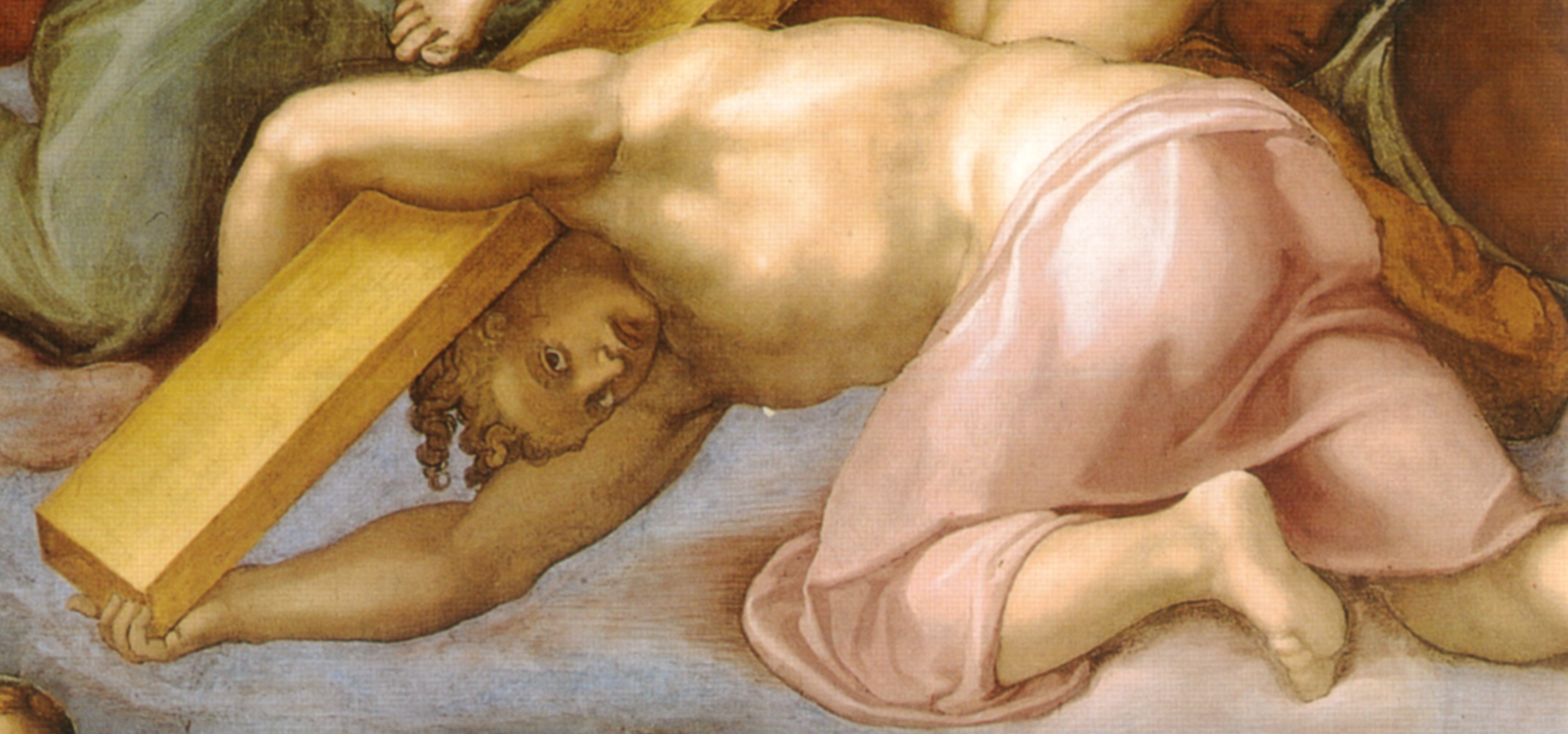
Détail.

La lunette de gauche montre le motif traditionnel de l'élévation de la Croix en présence du Christ Juge, résolu comme un enchevêtrement de corps athlétiques submergés par une tempête impétueuse.
Parmi les anges tenant physiquement la Croix, celui de dos, en haut, celui au corps nu placé transversalement au premier plan, et celui en bas, agenouillé, avec le regard vers le spectateur et la tête à l'envers, se détachent ; puis, en importance, suivent un ange blond vêtu de vert, qui embrasse le bois sacré, et un, très concentré, juste au-dessus qui semble montrer tout l'effort de la charge ; derrière, deux anges semblent diriger le transport, dont se détache celui au corps massif et nu, représenté en pied ; derrière encore, vers l'extrémité supérieure, la lumière devient plus incidente, donnant des profils violemment éclairés, dont celui d'un garçon bouclé aux yeux brillants et grands ouverts ; sept autres figures et visages peuvent être vues dans l'ombre, pour un total de seize figures, auxquelles il faut ajouter les quatre principales et cinq contours (onze), qui à droite forment une sorte de Vesica piscis de draperie gonflée par le vent, occupées à porter la couronne d'épines, tandis que d'autres tendent les mains en avant comme pour ramasser quelque chose que l'un d'eux est sur le point de laisser tomber, selon toute vraisemblance, les clous de la Passion ou les dés avec lesquels le vêtement du Christ a été disputé.
Un groupe de quatre personnages opaques se tient près du peduccio.

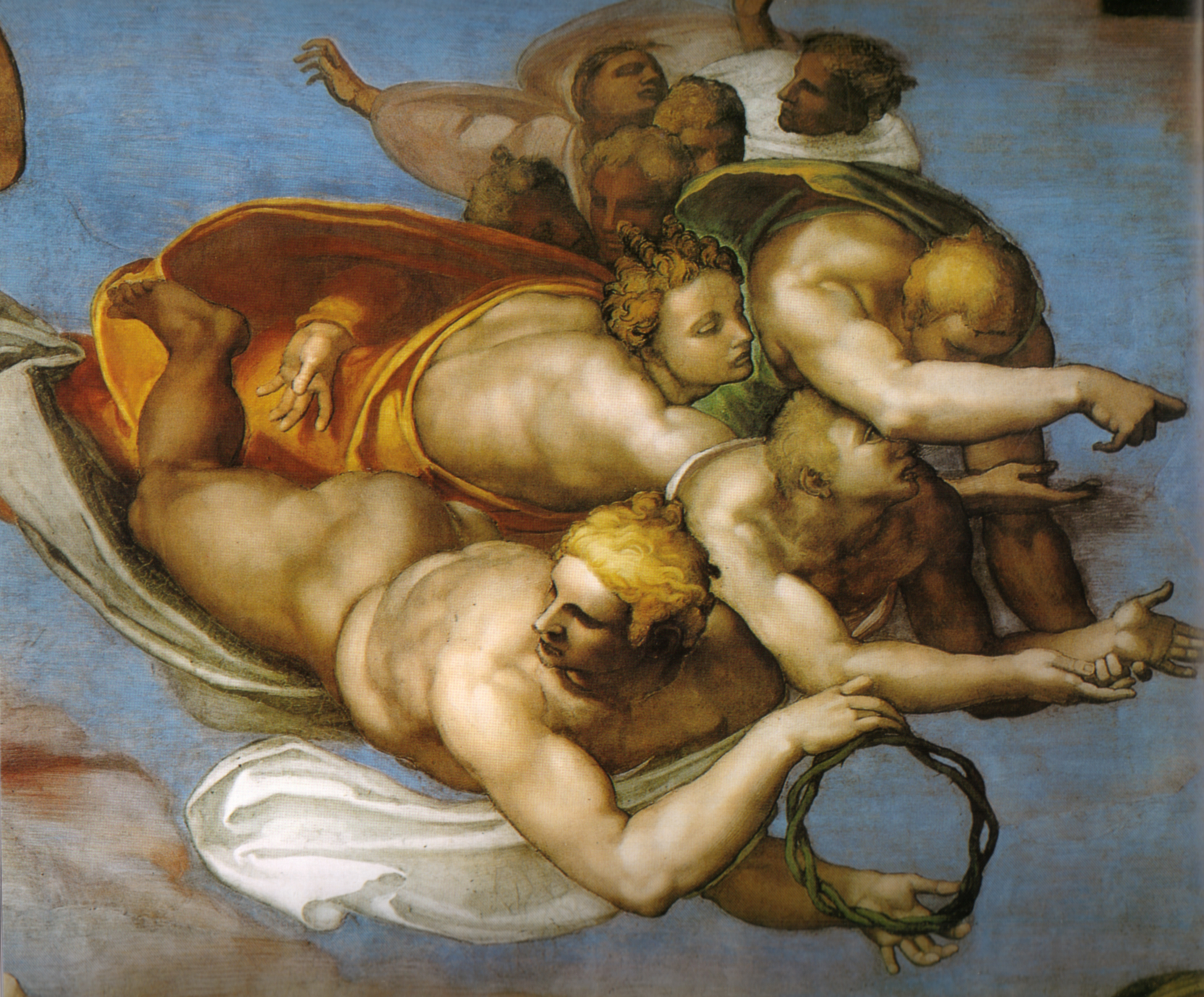
Détail.
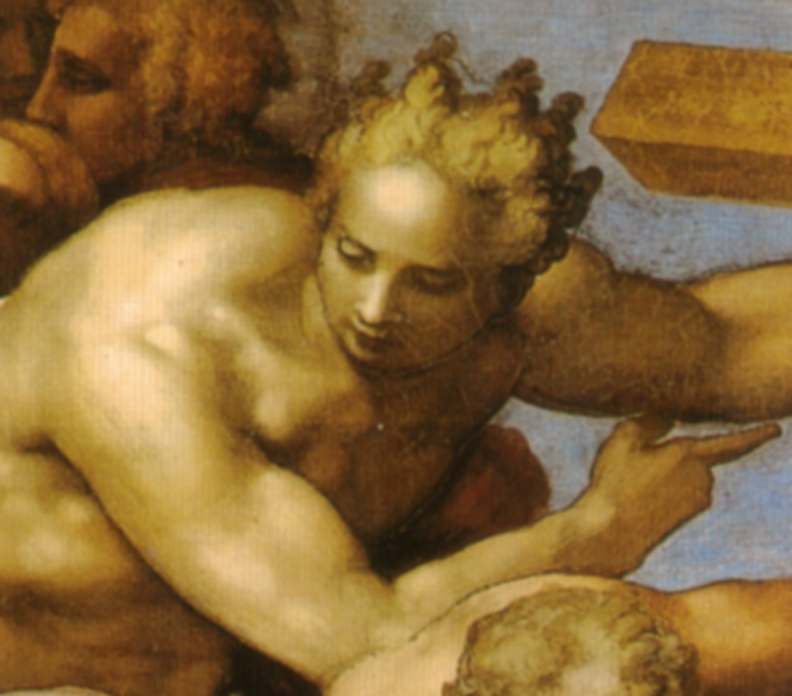
Détail.
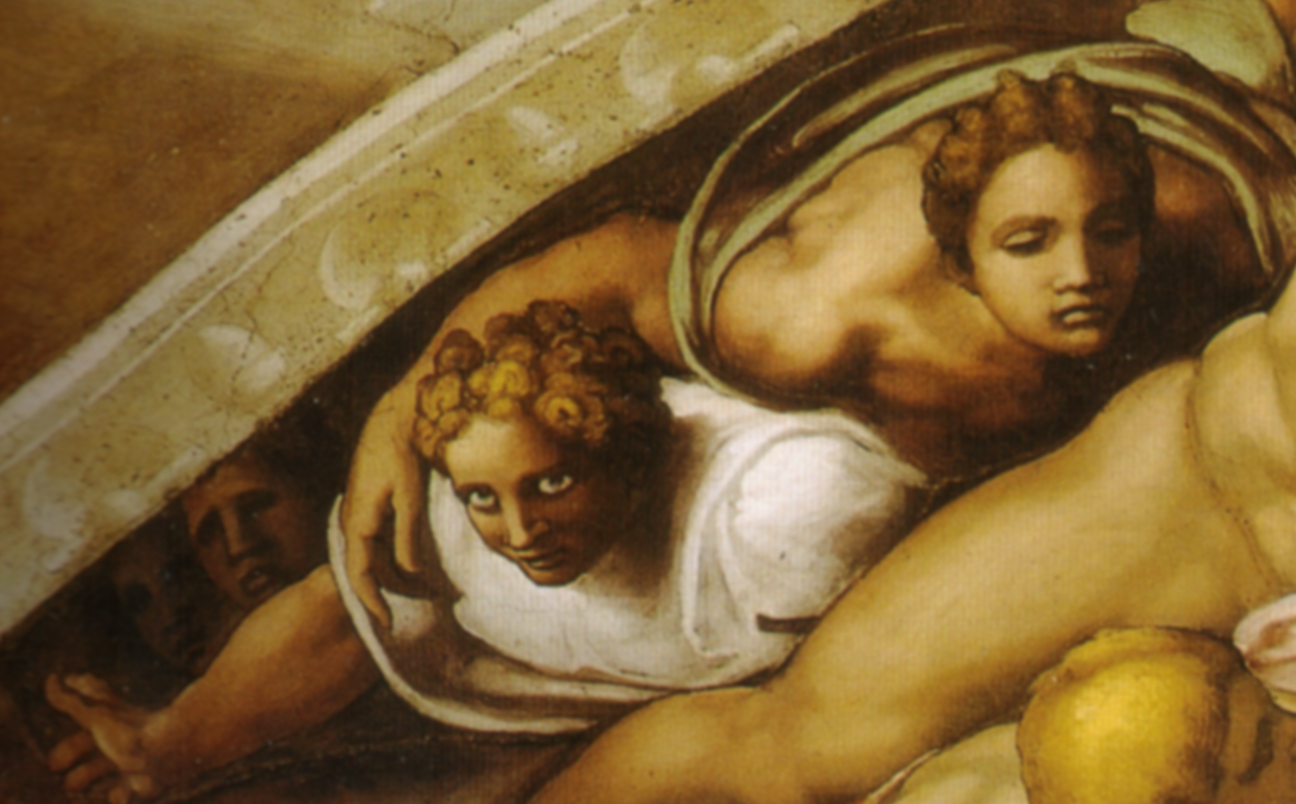
Détail.

#### Lunette de droite

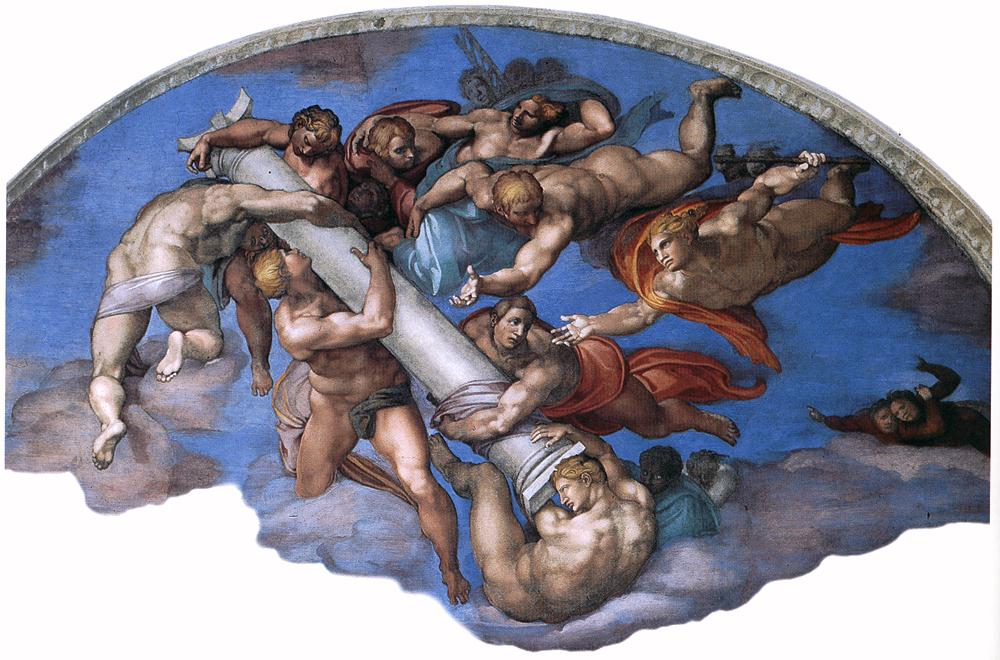
Anges aux instruments de la Passion.

Dans la lunette de droite quelques anges tentent de soulever la colonne de la flagellation, planant dans le ciel sillonné par quelques nuages, dans des poses acrobatiques, dynamiquement entrelacés, avec un mouvement symétrique à celui de la lunette opposée. Les principaux acteurs des transports sont cette fois cinq, auxquels s'ajoutent quelques figures d'ombres et d'autres anges qui s'élancent en vol. En haut, un jeune homme semble être assis et tenir le chapiteau de la colonne, à côté de celui qui tient la hampe sur son épaule, pliant les épaules et montrant, dans la pénombre, un visage renversé avec des yeux grands ouverts. Suit un garçon blond, au physique puissant, qui la serre dans ses bras et un, à droite, qui l'enveloppe d'un linge, tandis qu'un garçon nu, accroupi juste en dessous, a la lourde tâche de tenir le socle.
D'autres anges se précipitent vers la droite, deux enveloppés de draperies aux regards intenses, et deux nus, parmi lesquels se détache l'ange blond qui apparaît éblouissant tenant le bâton dans lequel était placée la Sainte Éponge destinée à Jésus. Plus loin, est représentée l'échelle utilisée pour déposer le Christ de la Croix. Au total, il y a dix personnages au premier plan, bien cernés, et au moins sept flous à l'arrière-plan, qui se perdent dans des taches en forme de têtes.

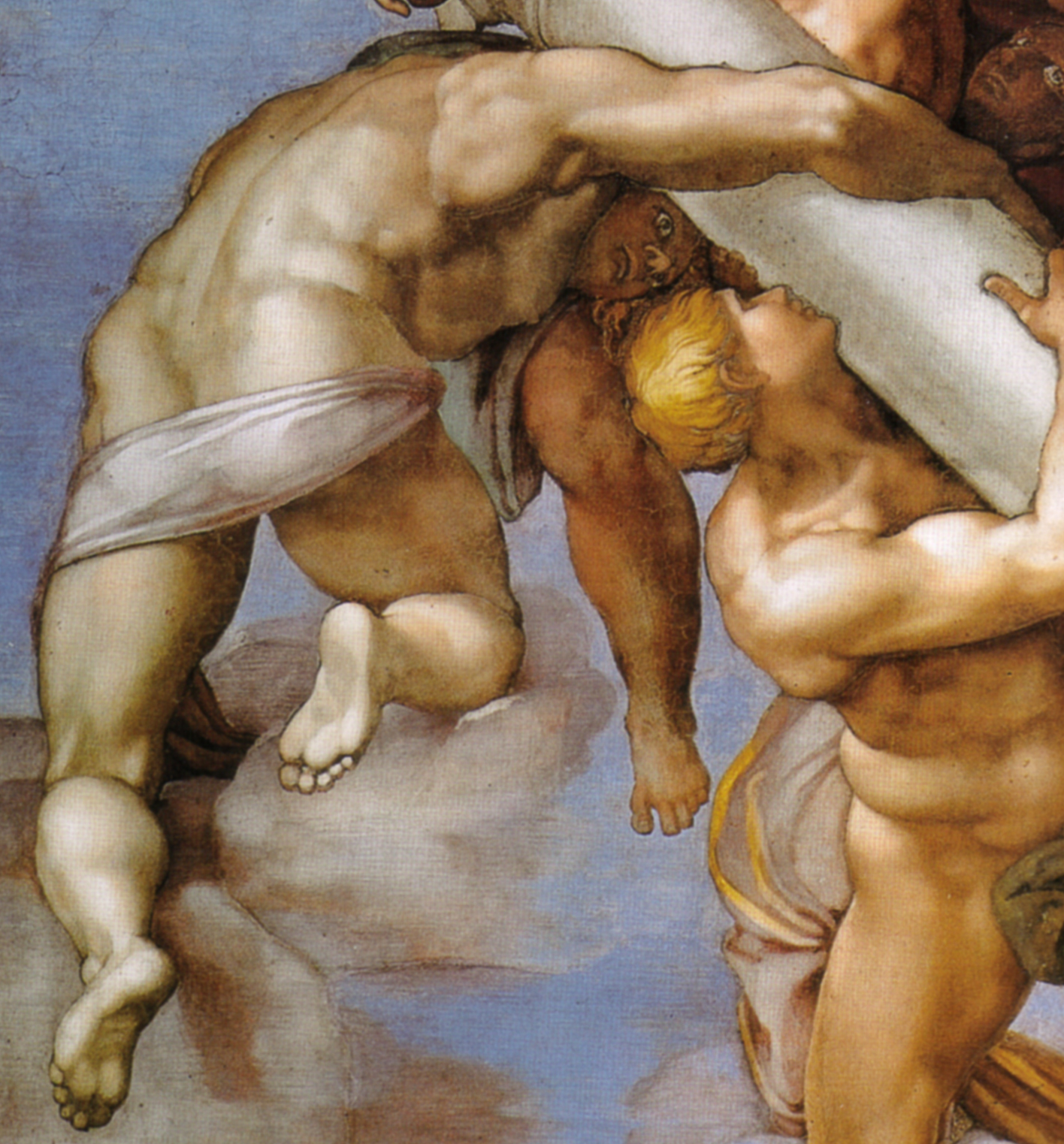
Détail.
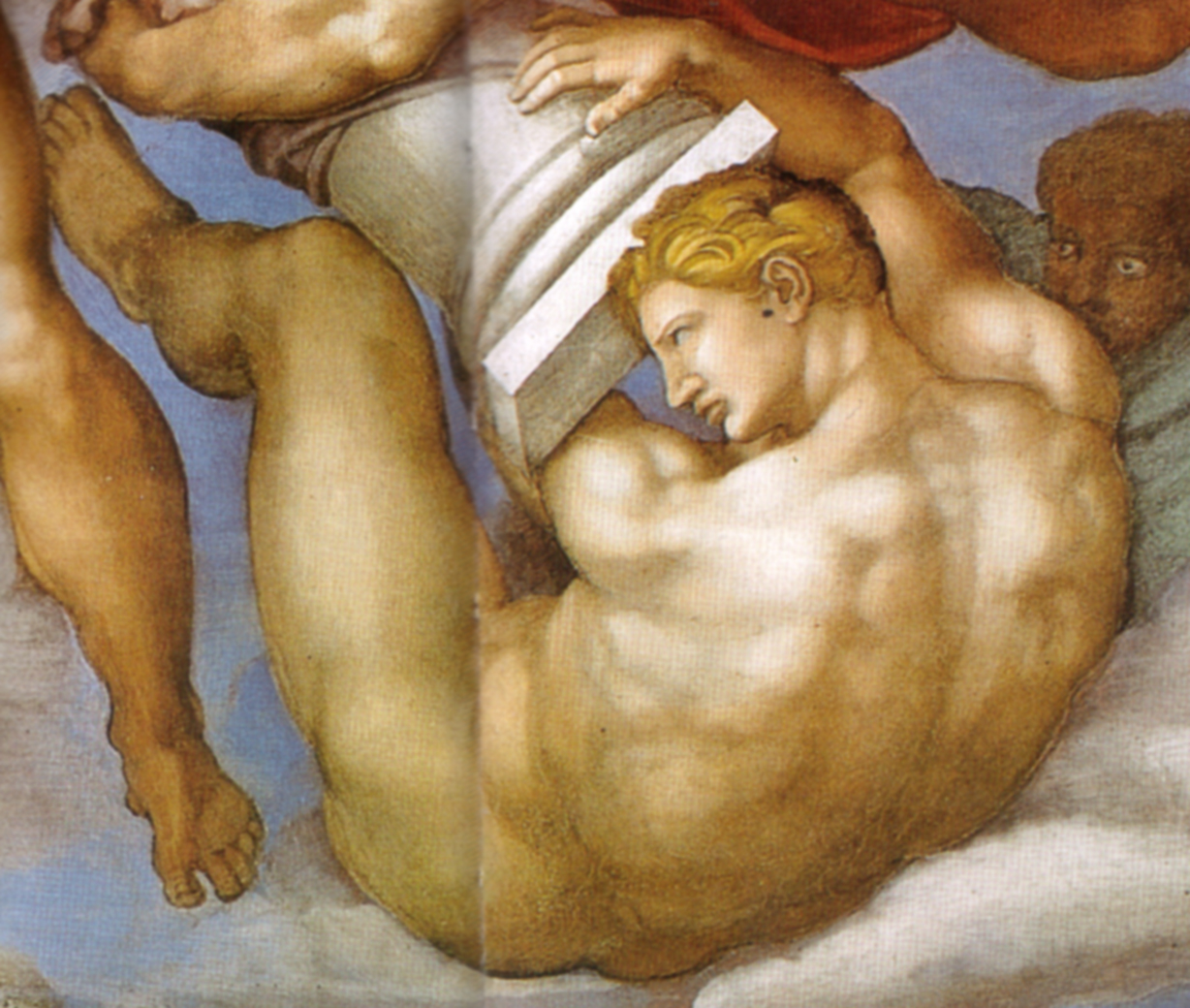
Détail.
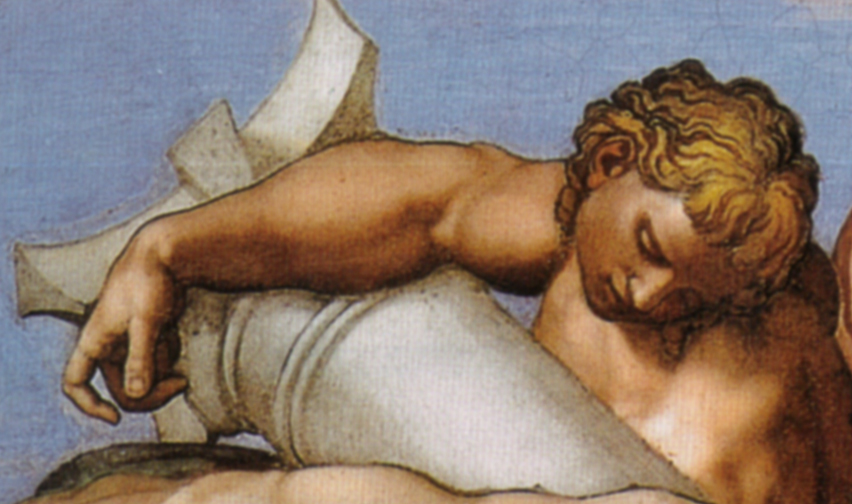
Détail.
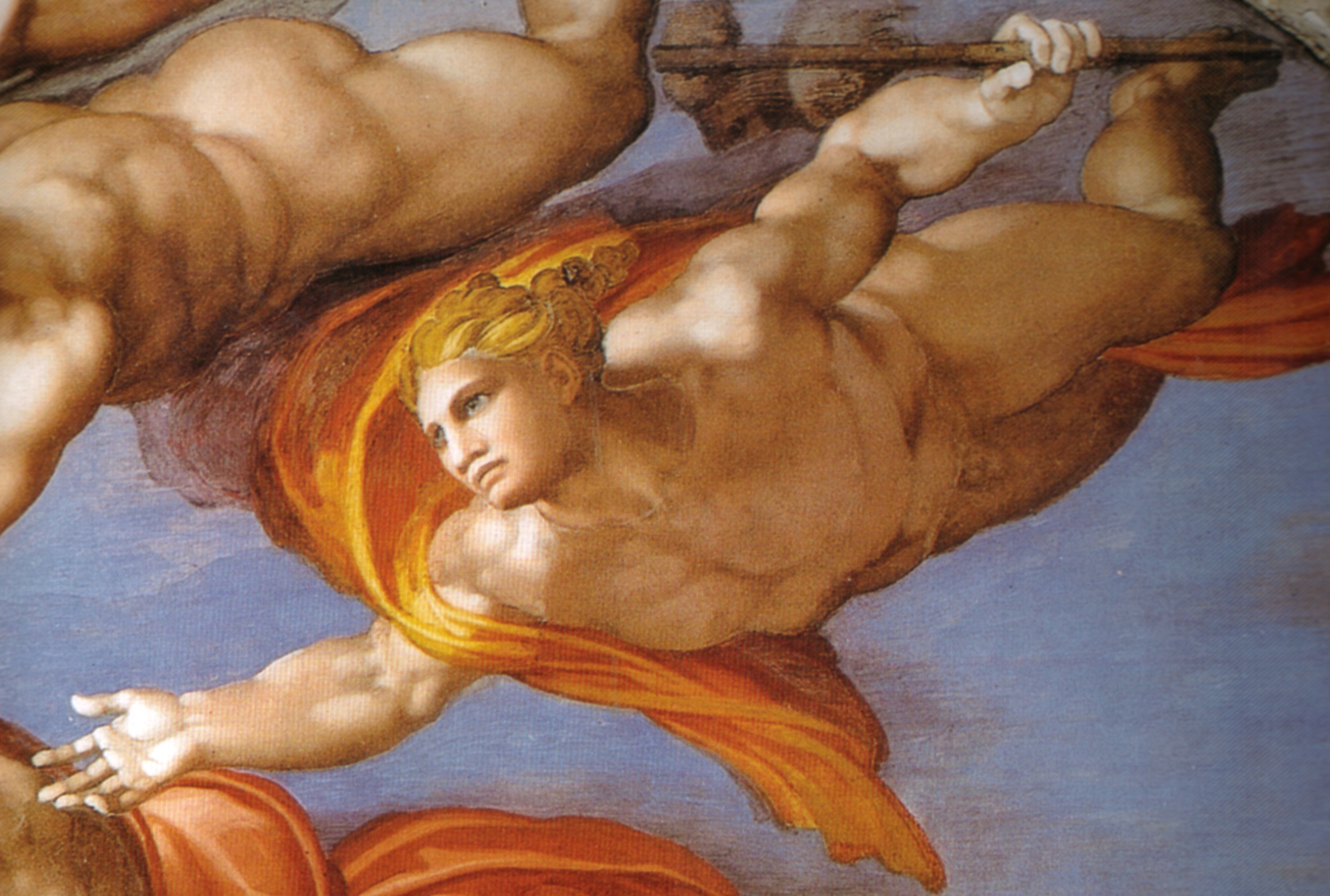
Détail.

### Le Christ juge

#### Le Christ et Jonas

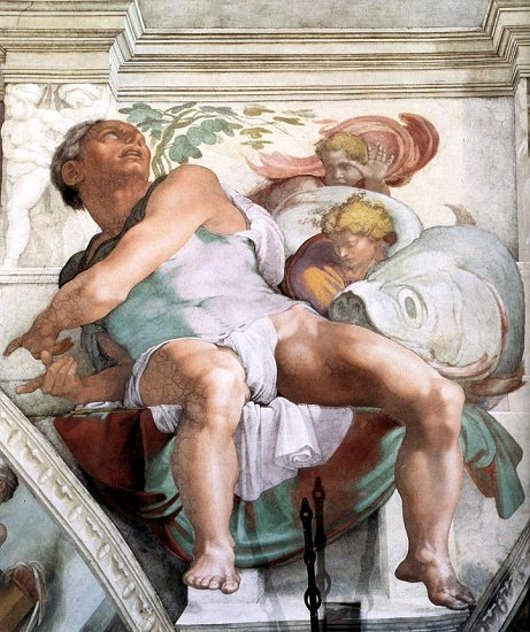
Jonas.

Le point d'appui de toute la composition est la figure du Christ Juge avec la Vierge à côté de lui, représentée dans une auréole au centre d'une foule d'apôtres, de prophètes, de patriarches, de sibylles, d'héros de l'Ancien Testament, de martyrs, de vierges et de saints qui forment tous autour une double couronne de corps tourbillonnants.
Au-dessus de la représentation du Christ, à l'endroit où commence la voûte de la chapelle Sixtine, le prophète Jonas est représenté sur un grand trône architectural sur un pédiccio. La connexion entre la voûte et le mur de la chapelle Sixtine correspond aux périodes historico-religieuses avant et après la naissance de Jésus ; Jonas est considéré comme la meilleure connexion symbolique entre ces deux périodes, préfigurateur de la résurrection de Jésus car, comme lui, il est revenu à la vie au bout de trois jours du ventre du poisson qui l'avait avalé, comme explicitement indiqué dans l'Évangile selon Matthieu : « Aucun signe ne lui sera donné [à cette génération], si ce n'est le signe de Jonas le prophète. Comme en effet Jonas est resté trois jours et trois nuits dans le ventre du poisson, de même le Fils de l'homme restera trois jours et trois nuits au cœur de la terre ».
Vasari et Ascanio Condivi admiraient déjà l'extraordinaire tournure corporelle du personnage de Jonas : penché le buste en arrière et le doigt pointé vers le Christ en gloire, il remplit sa fonction de liaison entre l'Ancien et le Nouveau Testament, mais aussi iconographiquement, indiquant aux figures peintes sur la voûte leur rôle de précurseurs du Christ, du christianisme et du christocentrisme.

#### Le Christ et Marie

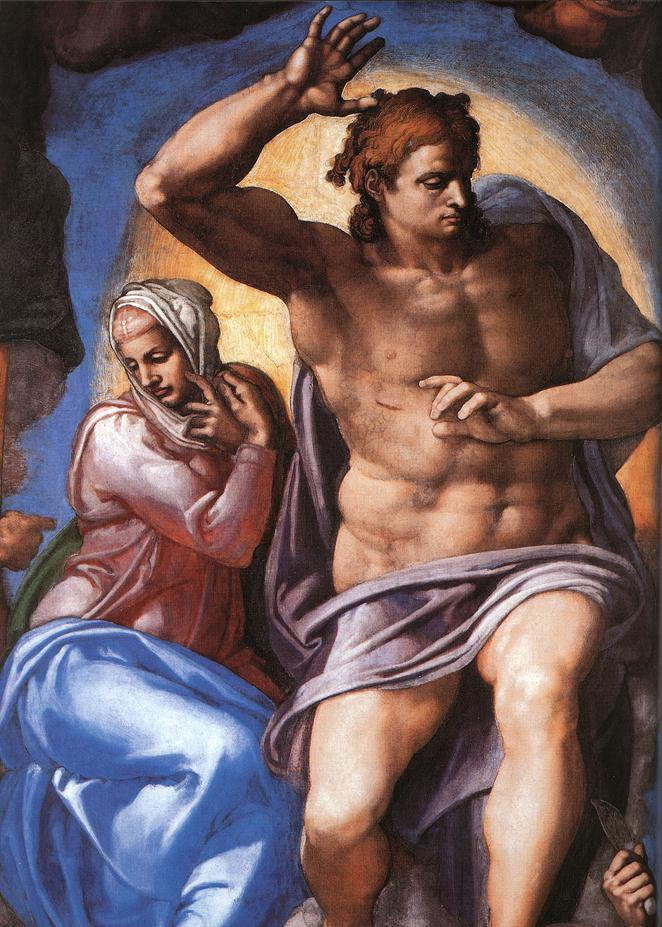
Marie et le Christ.

Le Christ se trouve au centre de la zone céleste, presque exactement au milieu du tiers supérieur de cette zone, représenté alors que les verdicts individuels du Jugement dernier sont prononcés, baissant les yeux vers les damnés. Il est imberbe, et « composé à partir probablement des conceptions antiques d'Héraclès, d'Apollon et de Jupiter Fulminator », en particulier de l'Apollon du Belvédère, apporté au Vatican par le pape Jules II, marquant la volonté de Michel-Ange de rivaliser avec les modèles antiques dans la représentation du nu héroïque, dont la beauté physique apparaît comme une manifestation de la gloire. Cependant, il existe des parallèles pour sa pose dans les Jugements Derniers antérieurs, en particulier dans le Camposanto de Pise, que Michel-Ange aurait vu : les anges portant les instruments de la Passion dans la partie supérieure et le rapprochement côte à côte du Christ et de la vierge apparaissaient dans la fresque aujourd'hui perdue de Bonamico Buffalmaco où les deux figures n'étaient toutefois pas aussi proches l'une de l'autre. Ici la main levée fait partie d'un geste d'ostentatio vulnerum (« exposition des plaies »), par lequel le Christ ressuscité révèle les plaies de sa crucifixion,,.
Dans les versions traditionnelles du Jugement, le Christ est représenté sur un trône, comme le rapporte l'Évangile de Matthieu, à partir duquel il dirige la séparation des justes des méchants. La position surélevée du bras droit au-dessus de la tête, en signe de règne, ou pour signifier l'appel des élus (main levée) et la condamnation du réprouvé (main baissée), mais aussi comme stratagème pour montrer les blessures de la Passion du Christ est fréquente, en particulier dans les scènes les plus proches dans le temps du Jugement de Michel-Ange (comme par Fra Angelico dans la chapelle San Brizio ou par Melozzo da Forlì dans les fresques de Basilique des Saints-Apôtres de Rome). Michel-Ange n'a repris que partiellement cette iconographie, représentant le Christ au fond des nuages, non pas vêtu en juge divin mais à moitié nu et en train de se lever et d'avancer. La draperie de Jésus est particulièrement sculpturale : elle rappelle les draps tendus et élastiques de Pietà , comme la Pietà Bandini ou la Pietà di Palestrina.
Le Christ n'est pas impartial, par exemple dans le Jugement dernier de Giotto di Bondone dans l'église de l'Arena de Padoue, mais courroucé et menaçant : ayant souffert pour l'humanité, il exige que soit puni celui qui méprise son sacrifice, tandis que les saints autour de lui demandent justice. Son geste, impérieux et calme, semble à la fois attirer l'attention et calmer l'agitation environnante : il initie la fin des temps et, du point de vue de l'iconographie, le mouvement de rotation large et lent dans lequel ils sont impliqués. Mais il peut aussi se lire comme un geste menaçant, souligné par le visage concentré, bien qu'impassible, ne montrant ni colère ni fureur, comme le note également Vasari : « Le Christ assis, le visage effrayant et dur, se tourne vers les damnés pour les maudire. »
La nudité du Christ a été parmi les plus critiquées de la chapelle, ainsi que celle qui a demandé le plus de temps à l'artiste, dix jours de fresque, avec des indices de repentirs. La physionomie imberbe a également été discutée, qui dans de nombreuses copies, a été remplacée par le visage barbu plus traditionnel.
À gauche du Christ se trouve Marie, qui tourne la tête pour regarder vers le Sauvé, dans un geste de résignation : en effet elle ne peut plus intervenir dans la décision, mais seulement attendre l'issue du Jugement ; il semble que le moment soit passé pour elle d'exercer son rôle traditionnel de plaidoirie en faveur des morts. Avec Jean le Baptiste, cette Déisis est un motif fréquent dans les compositions antérieures,,,. Marie observe les élus au royaume des cieux, équilibrant la direction du regard du Christ. Ni miséricorde sur son visage, ni pitié pour les damnés, ni jubilation pour les bienheureux : la nouvelle venue du Christ est accomplie, le temps des hommes et des passions est terminé ; la dynamique du monde mortel fait place au triomphe de l'éternité divine.
Des dessins préparatoires montrent Marie debout et face au Christ, les bras tendus, dans une posture d'intercession plus traditionnelle.

#### Premier groupe

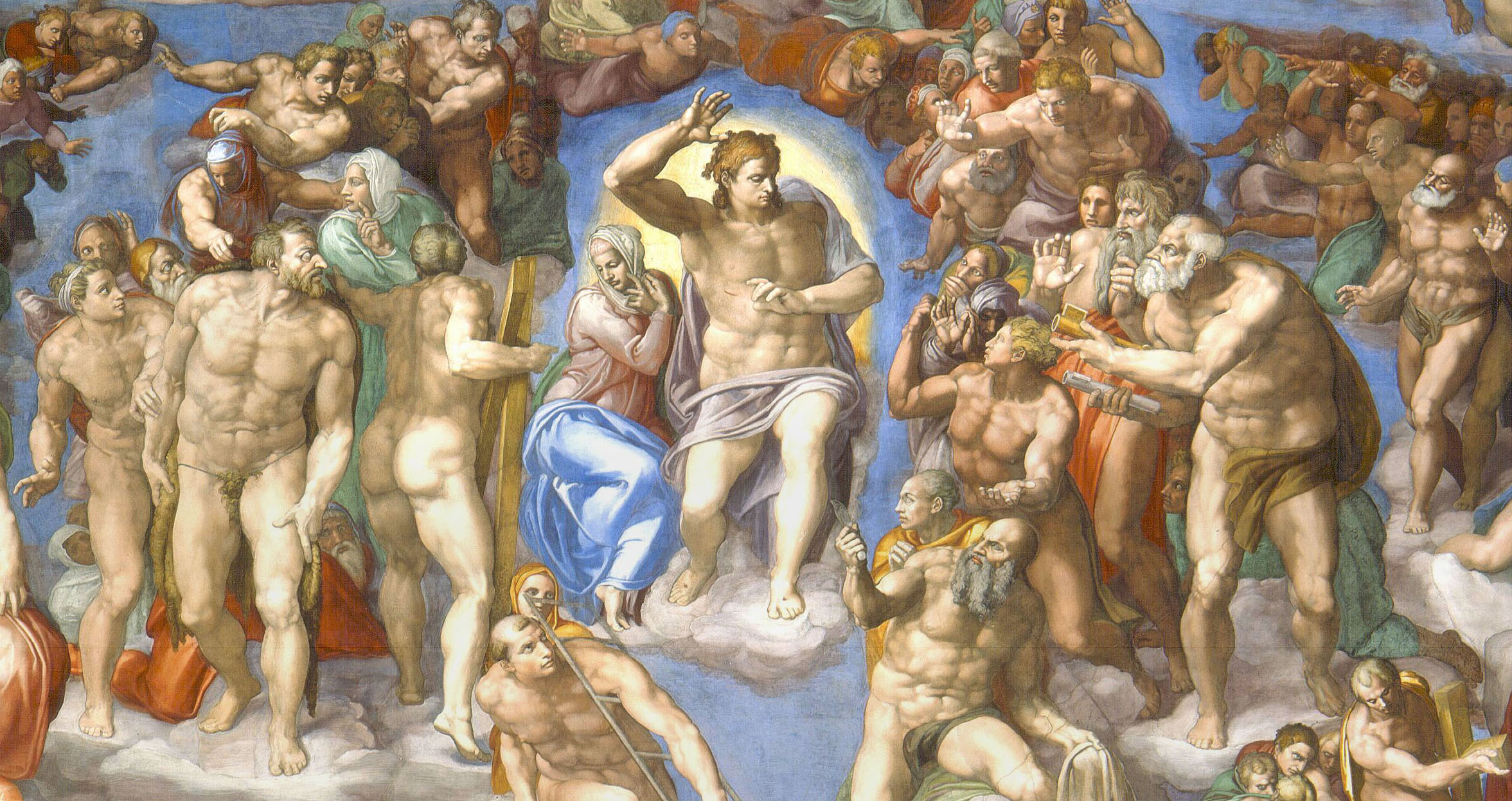
Groupe central autour du Christ.

Toujours selon l'iconographie traditionnelle, le groupe des bienheureux les plus proches du Christ est généralement réservé aux Apôtres sur les trônes des douze Tribus d'Israël, élément éliminé par Michel-Ange qui synthétise aussi la Déisis (la Vierge et saint Jean qui intercèdent sur la côtés du Christ) dans la Vierge seule. Autour des deux figures centrales se dresse une première couronne tourbillonnante de saints, patriarches et apôtres, composée d'innombrables figures qui sont reliées les unes aux autres dans une séquence dense de gestes et d'aperçus, jusqu'à ce qu'elles se perdent au plus profond de l'horizon. Ce ne sont pas des juxtapositions aléatoires, tout est lié à des rythmes précis, faits de symétries interprétées avec liberté et dynamisme.
Toutes les figures principales participent activement et émotionnellement au Jugement, avec des expressions faciales, des gestes des mains et des bras, qui émergent au premier plan pour affirmer ou interroger ou implorer, repliés sur la poitrine et le visage pour exprimer l'angoisse, la peur ou le bouleversement à la vue de l'accomplissement du destin de l'humanité, entraînant le spectateur dans l'immense catastrophe. Vasari note déjà la richesse et la profondeur des expressions de l'âme représentées, ainsi que le talent inégalé à figurer le corps humain « dans les gestes étranges et différents des jeunes, des vieux, des hommes et des femmes ».
Certaines figures éloignées, non prévues dans les cartons, ont été ajoutées à sec avec un style rapide et condensé, qui crée des images simples, mettant en évidence le balayage spatial des figures : les plus proches sont frappées par la lumière et donc claires, les plus éloignées sont sombres et floues.
Les saints patrons de Rome, peut-être du fait que la chapelle, en plus de l'Assomption, est également dédiée à eux deux, sont représentés aux pieds de Jésus et de sa mère, dans une position prédominante : saints Laurent, avec son gril, et Barthélémy, tenant dans la main droite le couteau de son martyre et dans la main gauche sa peau écorchée, présentés sous les traits de Pierre l'Arétin et de Michel-Ange. Le visage du saint serait celui de Pierre l'Arétin, jaloux et critique de l'œuvre de Michel-Ange ; le visage de l'écorché serait la représentation du peintre lui-même, un autoportrait de Michel-Ange âgé alors de 70 ans et traversant une période de doutes. Cette hypothèse a été avancée en 1925 par Francesco La Cava (it) et fait désormais consensus chez les historiens d'art.
Aux côtés de Jésus et de sa mère figurent les saints, un grand nombre de personnages, et le reste des élus. Certains saints sont facilement reconnaissables, tandis que d'autres, sans attributs, ont fait l'objet d'hypothèses contradictoires qui ne peuvent pas être affirmées. Contrairement à l'iconographie traditionnelle, Michel-Ange n'a pas cherché à donner une représentation exhaustive des différents groupes de saints. La plupart des douze apôtres sont absents, les prophètes, patriarches, pères de l'Église ne sont même pas représentés, ou pas de manière identifiable, et les anges ne sont pas caractérisés comme tels.
Plusieurs des principaux saints semblent montrer au Christ leurs attributs, preuve de leur martyre. Cela était autrefois interprété comme les saints appelant à la damnation de ceux qui n'avaient pas servi la cause du Christ, mais d'autres interprétations sont devenues plus courantes, y compris celle où les saints eux-mêmes ne sont pas certains de leurs propres verdicts, et essaient au dernier moment de rappeler au Christ leurs souffrances.
À droite du Christ, saint André, nu de dos avec la croix à la main, Jean le Baptiste, dans une position prédominante reconnaissable par le manteau en poil de chameau dans la matière duquel Daniele da Volterra a également peint le pagne, à côté d'un garçon difficile à identifier et devant un vieillard barbu couché, peut-être un patriarche. Andrea, dont les fesses ont été libérées lors de la restauration du tissu qui les recouvrait, se tourne vers une femme, difficile à interpréter, peut-être Rachel
Sur une échelle similaire à celle du Christ, saint Pierre se distingue dans le groupe à la gauche de ce dernier, avec les deux clés du Paradis qui sont présentées à son unique propriétaire (alors que dans la fresque du Pérugin dans la même chapelle Sixtine, le Christ les donnent à l'apôtre) car elles ne seront plus utilisées pour ouvrir et fermer les portes du ciel. À côté de lui, l'autre figure doit être saint Paul, avec un drap rouge, tandis que le jeune homme nu le plus proche de Jésus est indiscernable, hypothétiquement un apôtre, peut-être Jean. De ce côté se dresse la figure d'un jeune homme qui surgit et se penche la main tendue comme pour attirer l'attention du Christ et lui demander quelque chose. La figure agenouillée derrière Pierre, qui dépasse avec son visage à la hauteur de la cuisse, est sans doute saint Marc.
Dans toute la couronne se trouvent 53 visages, plus la peau de Barthélemy.

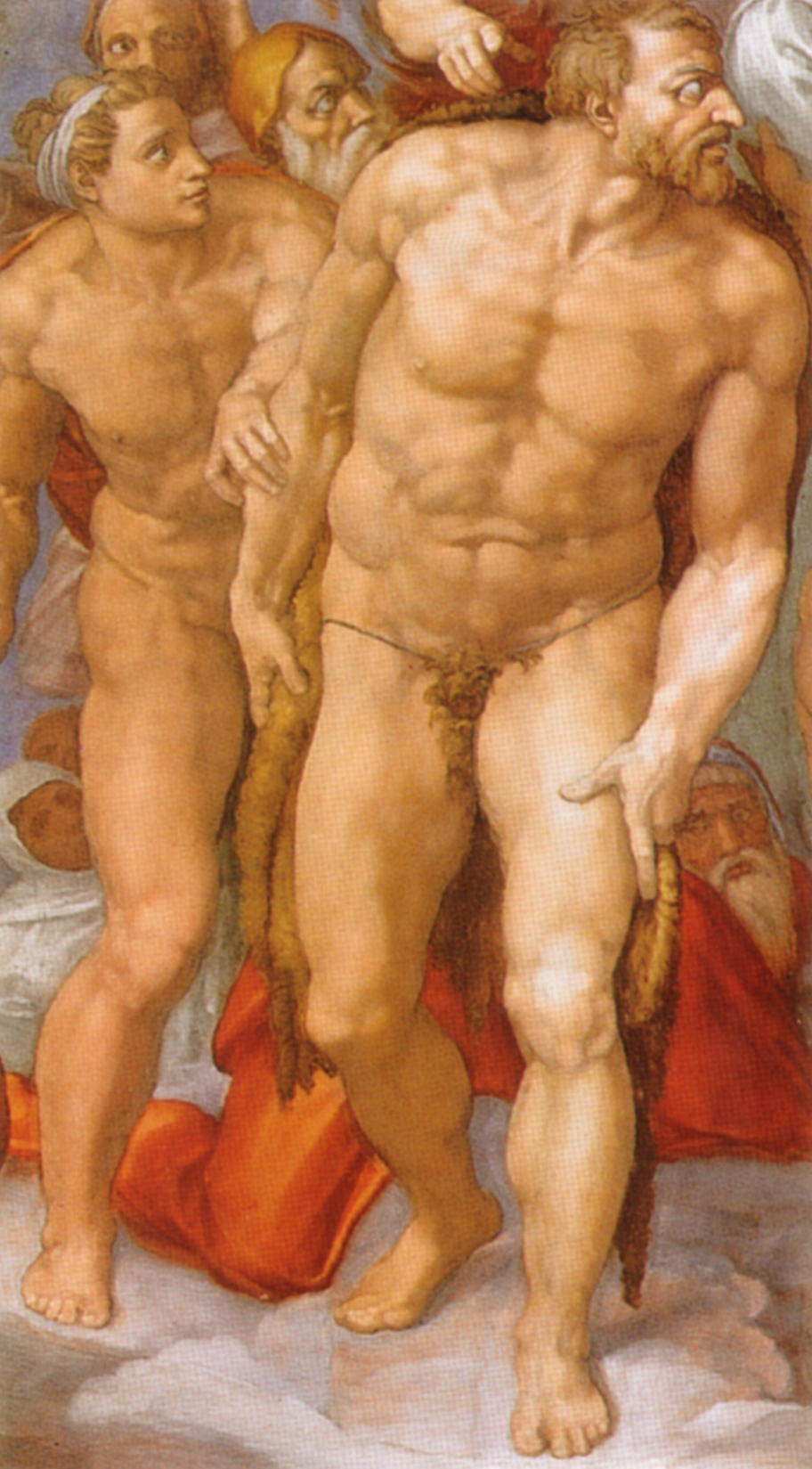
Saint Jean-Baptiste.
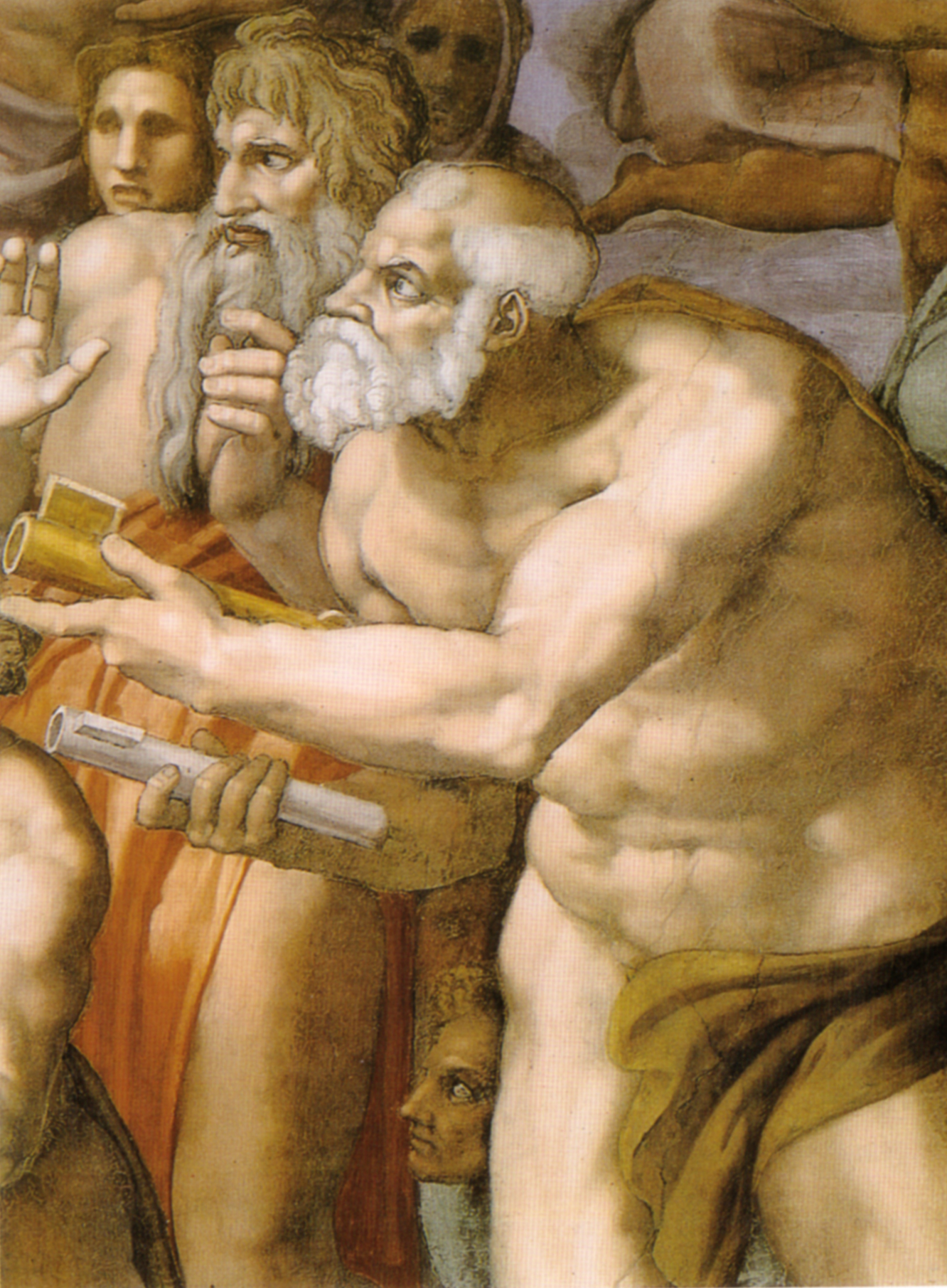
Saint Pierre.
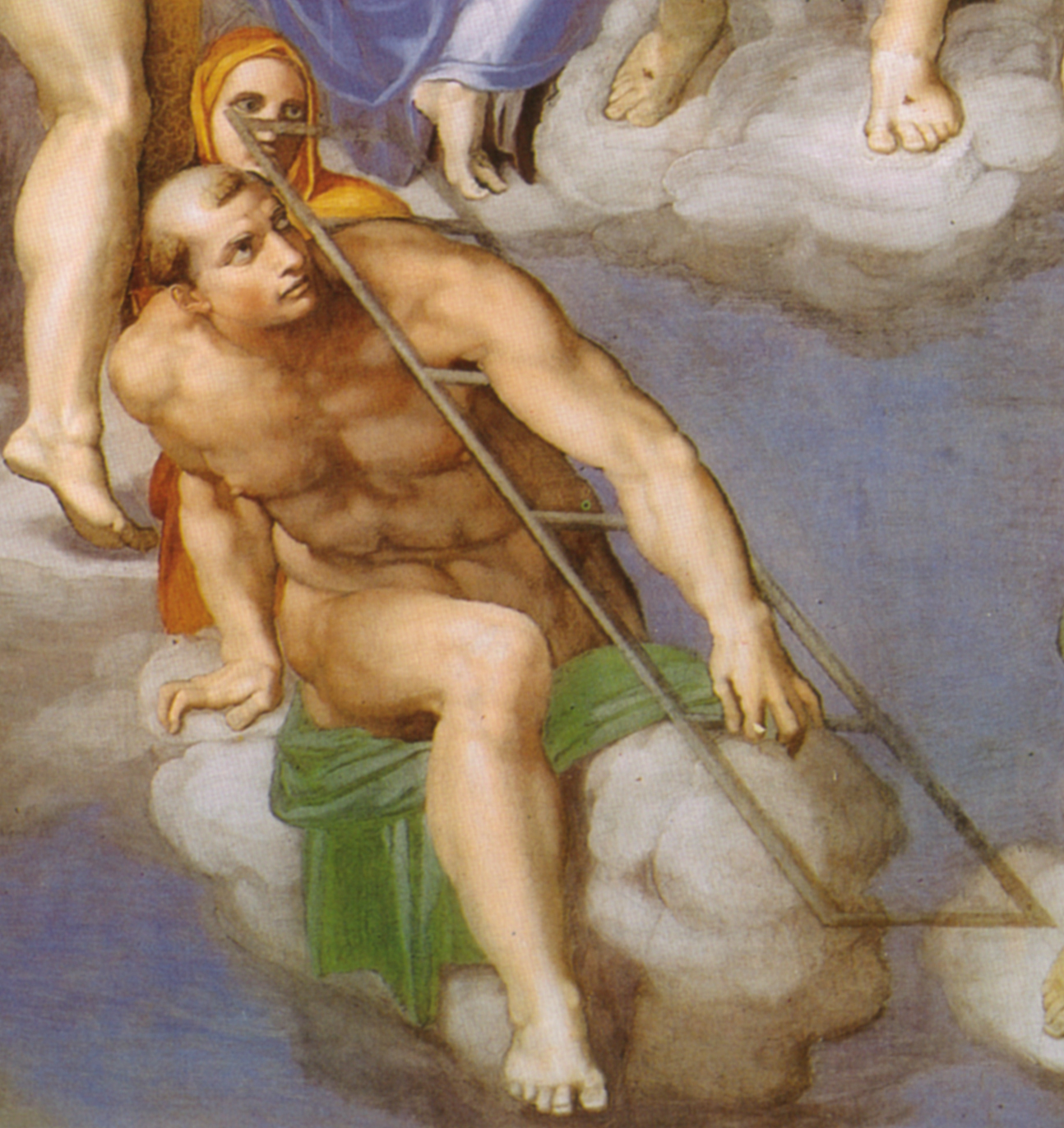
Saint Laurent.

#### Deuxième groupe à gauche

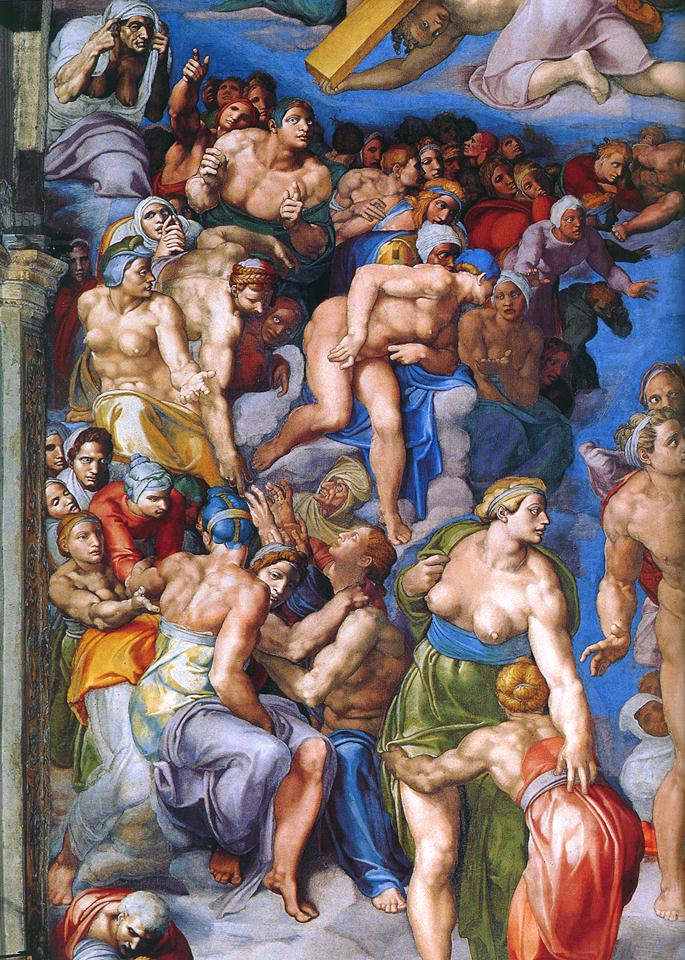
Groupe de gauche.

Le second groupe est composé de martyrs, confesseurs de l'Église, vierges et autres bienheureux.
Dans le groupe de gauche, sont représentées presque exclusivement des femmes, des vierges, des sibylles et des héroïnes de l'Ancien Testament. La femme monumentale au premier plan aux seins nus se détache, faisant un geste protecteur envers une autre qui s'approche d'elle en embrassant ses hanches ; elles ont été identifiés comme la personnification de l'Église miséricordieuse et pieuse. Parmi les nombreuses figures de ce groupe, les propositions d'identification sont rares et difficilement documentables. Un sens dynamique des figures, une partie de la bande inférieure étant aidée à s'élever vers la supérieure, continue le mouvement ascendant qui, dans la bande inférieure, concerne les bienheureux du même côté. Les visages sont intensément caractérisés, tandis que les gestes et les attitudes montrent une excitation bien plus grande que les personnages de la couronne centrale.
Parmi les meilleures figures, se distinguent celles de femmes nues au centre, dont une qui se retourne pour converser, et celle de la vieille femme, en haut à gauche, qui se couvre la tête d'un voile qui laisse à découvert ses seins flétris et tombants.
En tout, cinquante figures peuvent être comptées dans cette section.

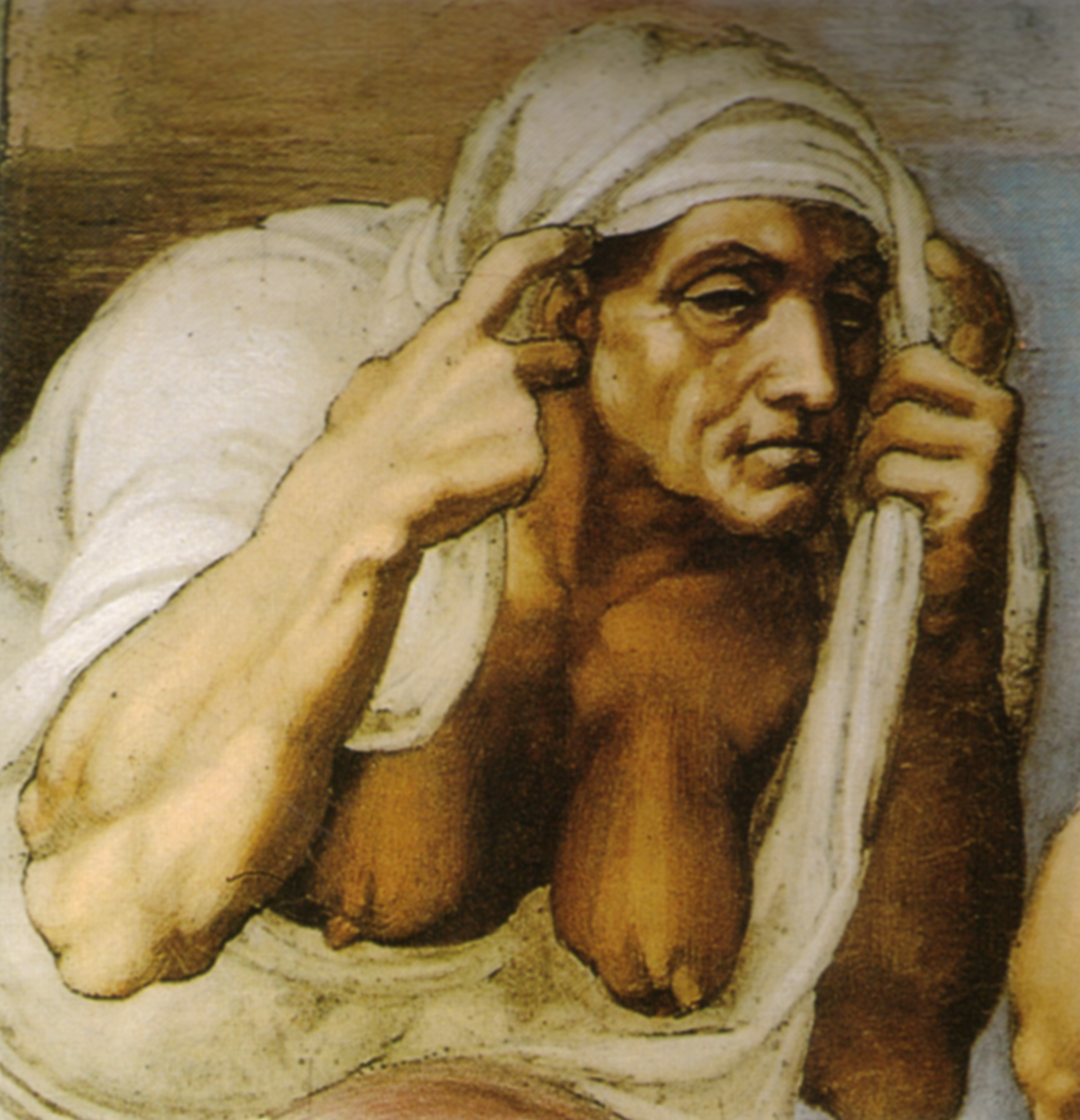
Détail.
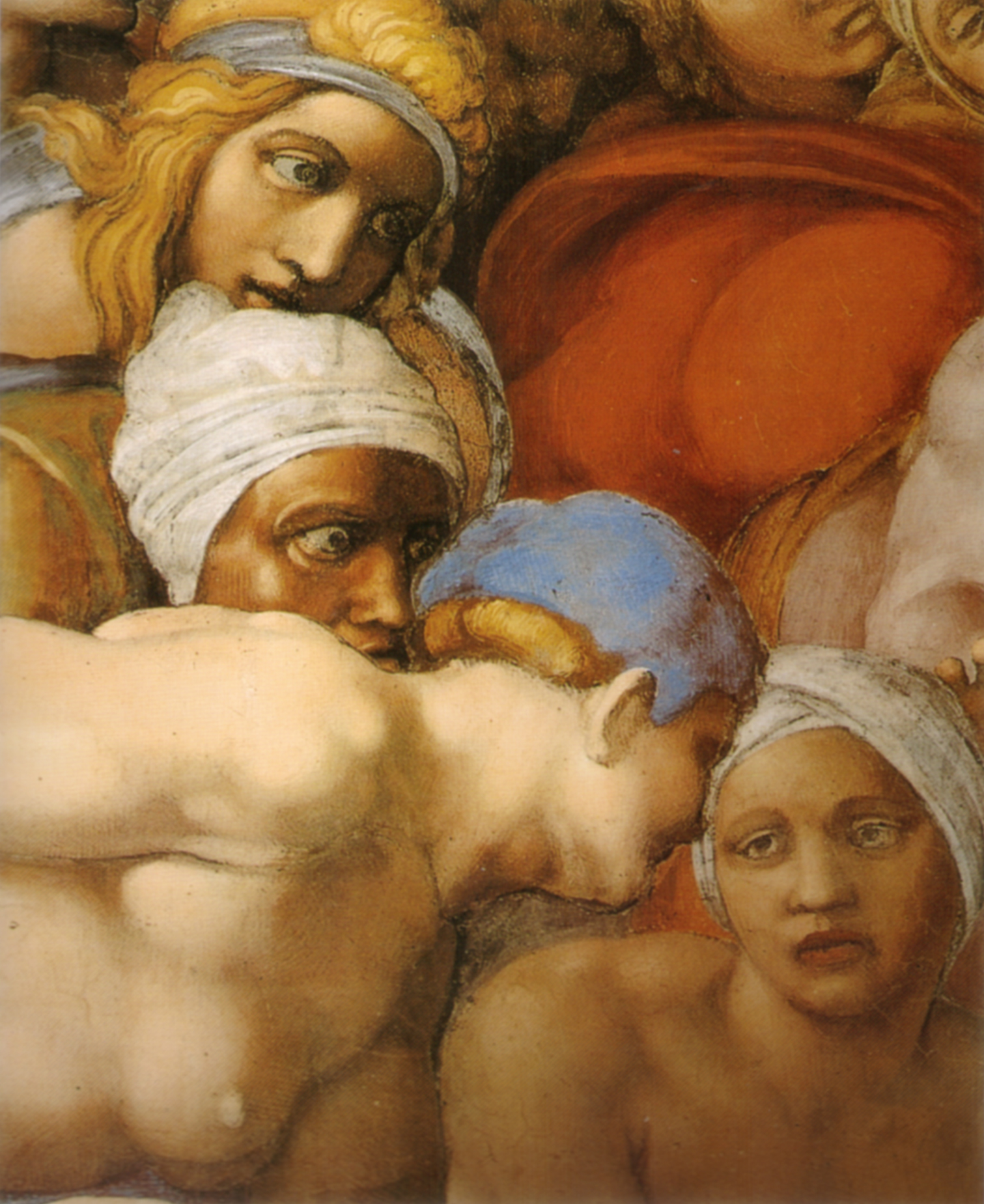
Détail.
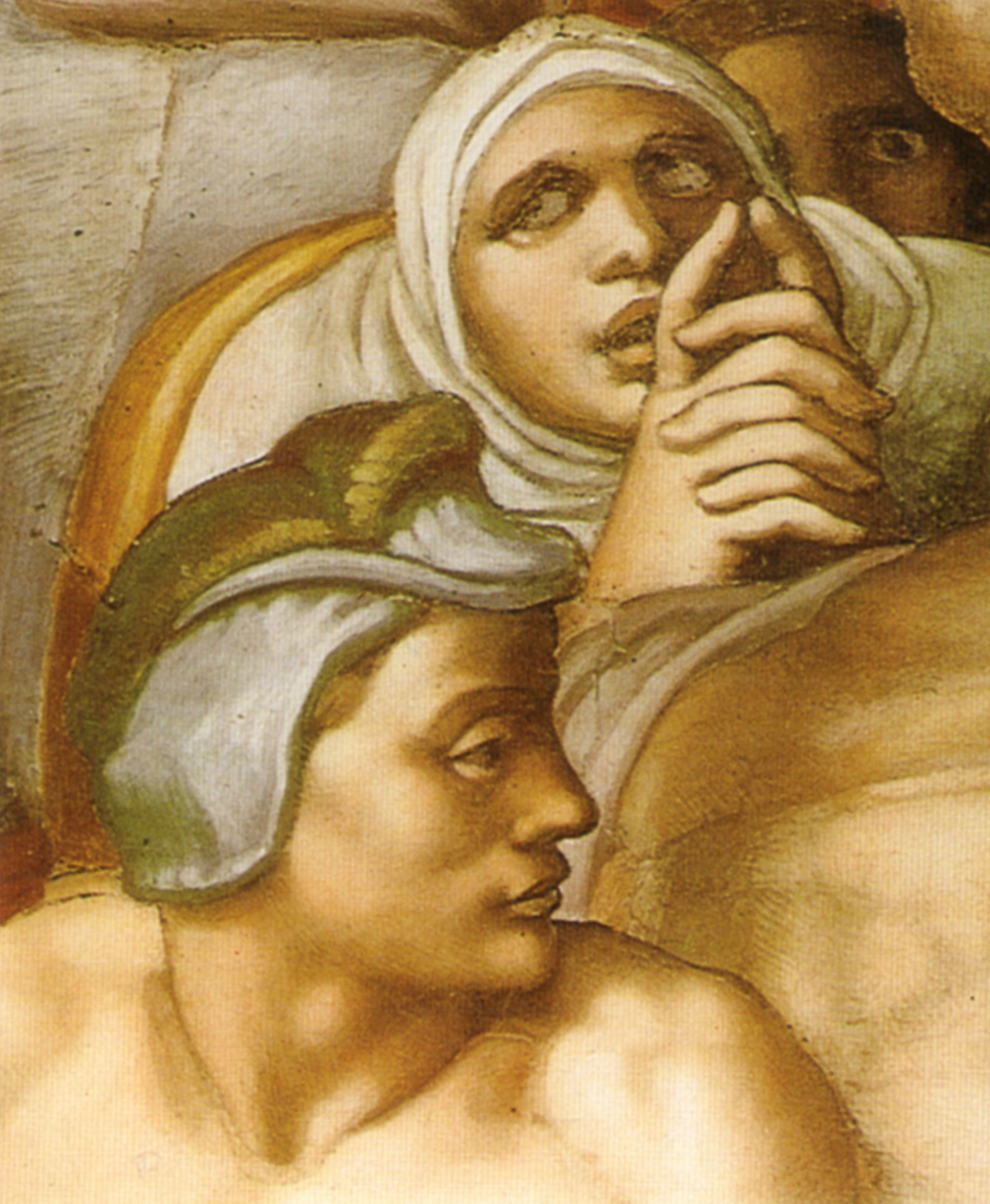
Détail.

#### Deuxième groupe à droite

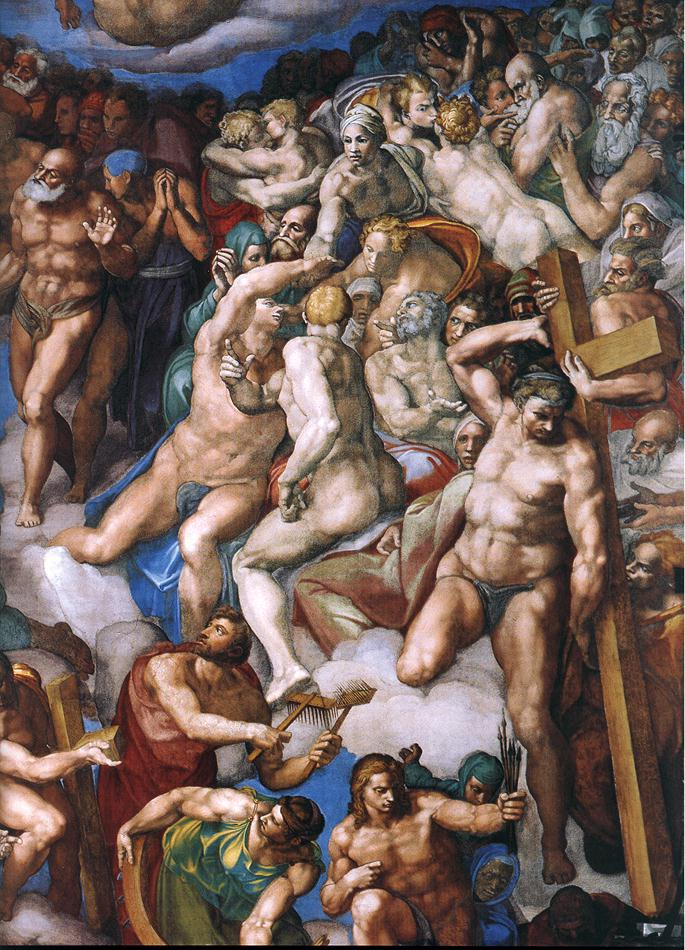
Second groupe à droite.

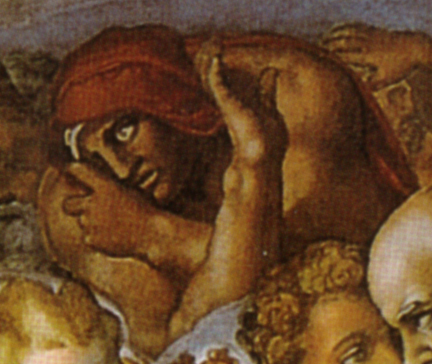
Détail.

Le groupe de droite est composé de martyrs, confesseurs et autres bienheureux, avec une prépondérance de figures masculines. À l'extrême droite, un homme puissant tient une croix avec l'aide d'autres personnes et la place de manière illusoire sur le cadre du mur latéral. Il a été identifié comme le Cyrénéen qui a aidé le Christ sur le chemin du Golgotha, ou comme le Bon Larron, Disma.
Au-dessous de lui se tient, agenouillé et avec un pied posé sur un nuage, saint Sébastien, tenant les flèches de son martyre avec son bras gauche étendu en avant, tandis que de sa main droite, il montre sa poitrine : sa position fière et monumentale est certainement un hommage de l'artiste au nu héroïque classique.
Un peu plus à gauche, il y a deux des figures les plus controversées de tout le cycle : saint Blaise de Sébaste, avec les deux peignes à carder avec lesquels il a été martyrisé, et sainte Catherine d'Alexandrie, avec la roue dentée cassée. Initialement, les deux ont été peints nus, la position couchée de la sainte devant l'homme, qui la regarde à l'origine avec un regard sombre, a été lue comme une représentation embarrassante d'un « acte malsain » nécessitant une intervention massive de Daniele da Volterra qui a modifié l'original pour repeindre entièrement a fresco toute la figure de saint Blaise, cette fois avec son visage tourné vers le Rédempteur, et toute la robe de Catherine, recouverte d'un basque vert afin de masquer tout souvenir de nudité.
À cette même hauteur, en procédant vers la gauche, saint Philippe avec la croix, Simon le Cananéen avec la scie, et Longin le Centurion, sont alignés de dos. Au-dessus, un vieil homme barbu tout en longueur marche avec une femme à côté de lui : c'est peut-être Adam et Ève, ou Abraham, ou Job avec sa femme. L'homme barbu dont on ne voit que le torse, à l'extrême droite, est peut-être Moïse. Plus loin, parmi les silhouettes sombres qui se perdent en arrière-plan, un couple de jeunes gens aux curieux chapeaux verts sont peut-être les saints Côme et Damien. Dans la variété des attitudes, deux saints sont représentés dans un baiser, deux autres enlacés.
Beaucoup d'autres, même parmi les plus grands saints, sont difficiles à identifier. Ascanio Condivi, le biographe autorisé et reconnu de Michel-Ange, dit que tous les Douze Apôtres sont représentés autour du Christ, « mais il n'essaie pas de les nommer et aurait probablement eu du mal à le faire ». Dans le coin supérieur droit, dans le groupe qui monte au ciel, il y a trois couples masculins qui s'étreignent et s'embrassent.
Dans ce groupe, il y a au moins quatre-vingts personnages.

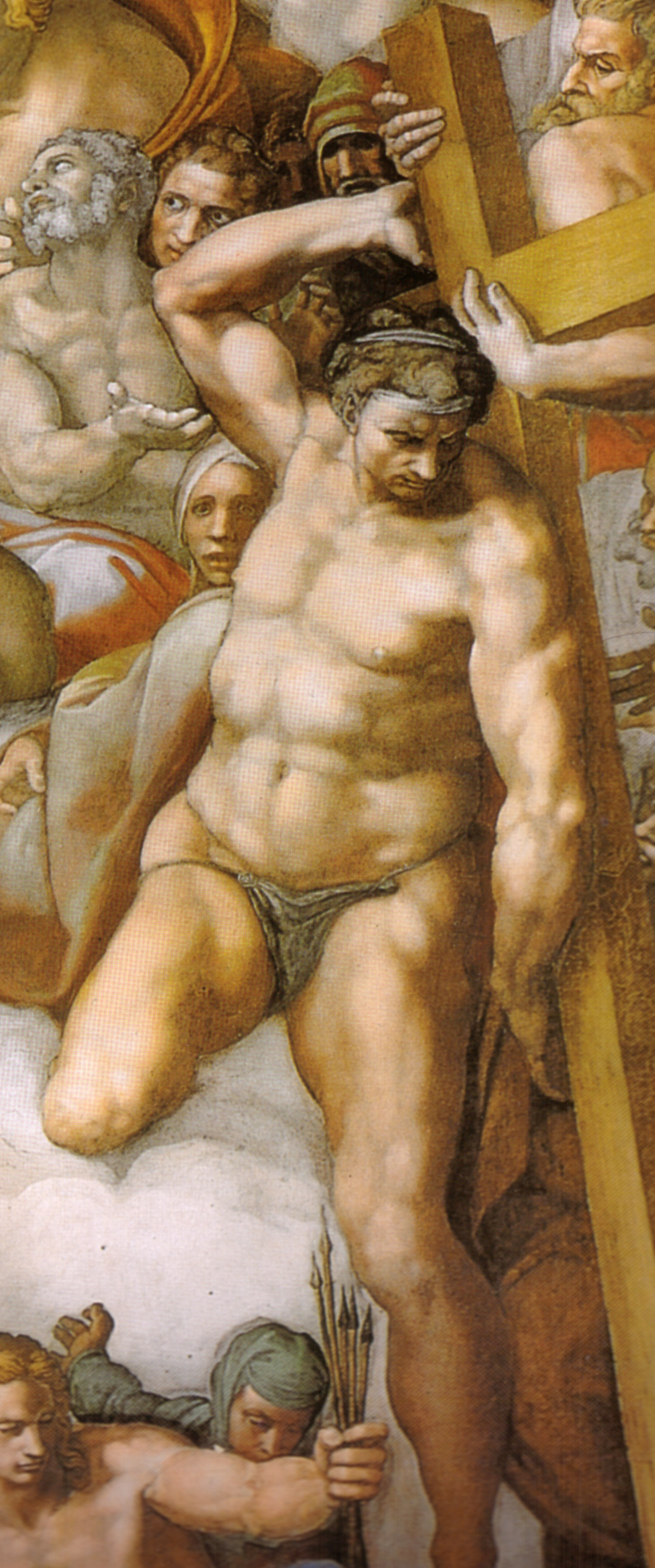
Disma.
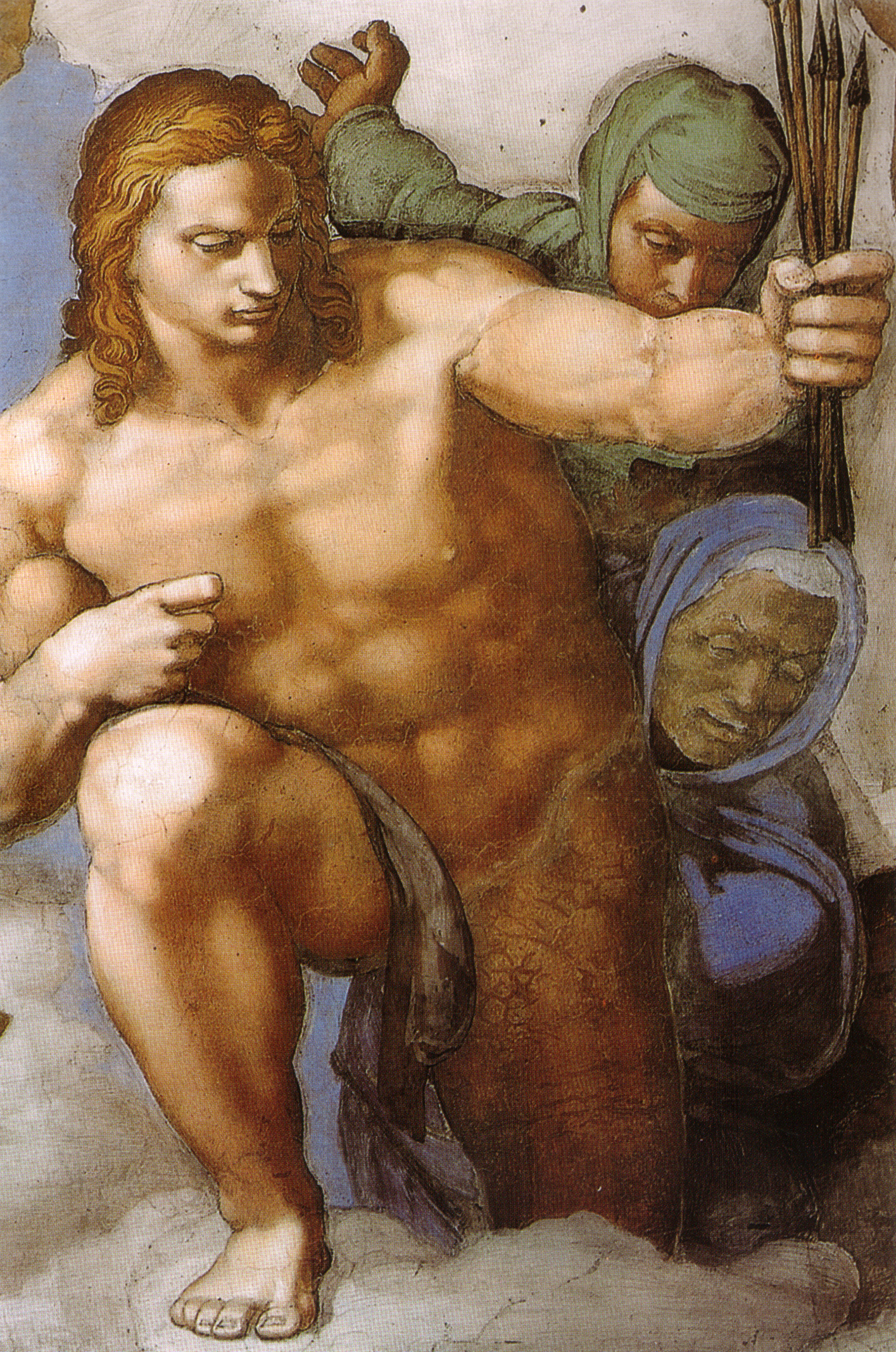
Saint Sébastien.
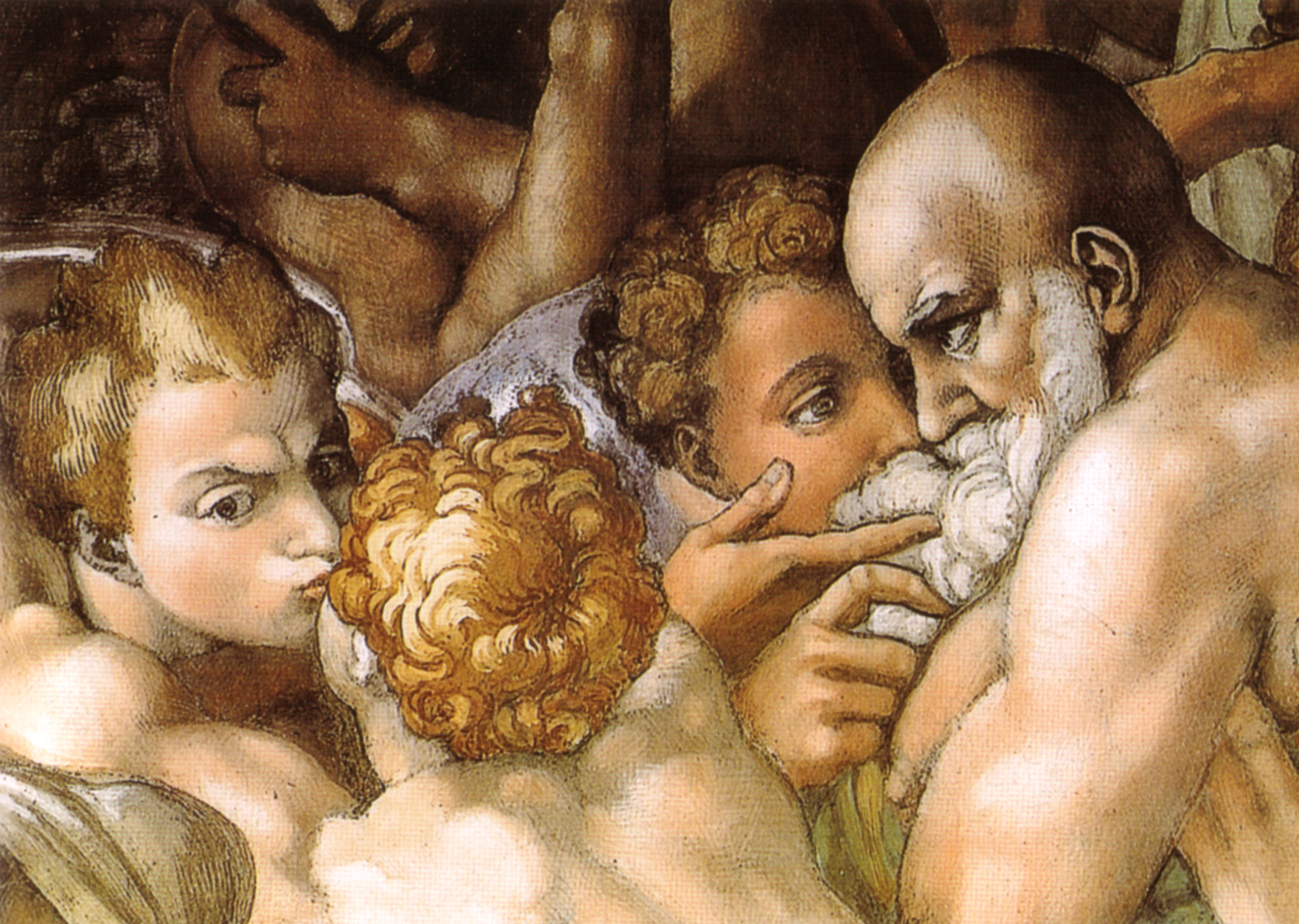
Détail.
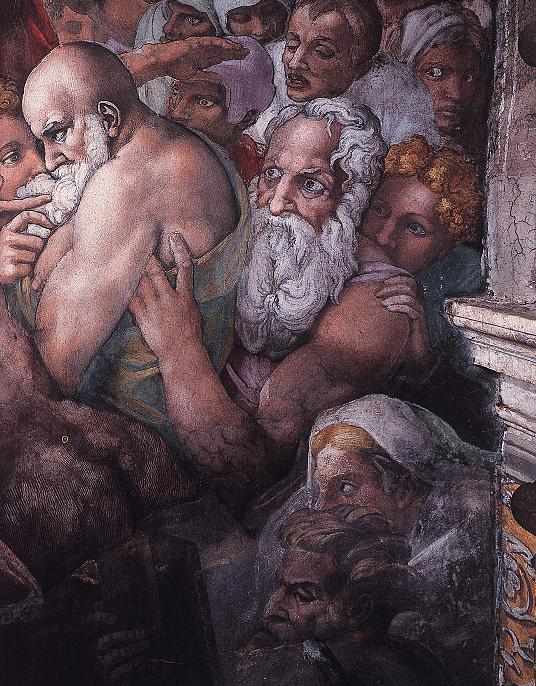
Moïse.
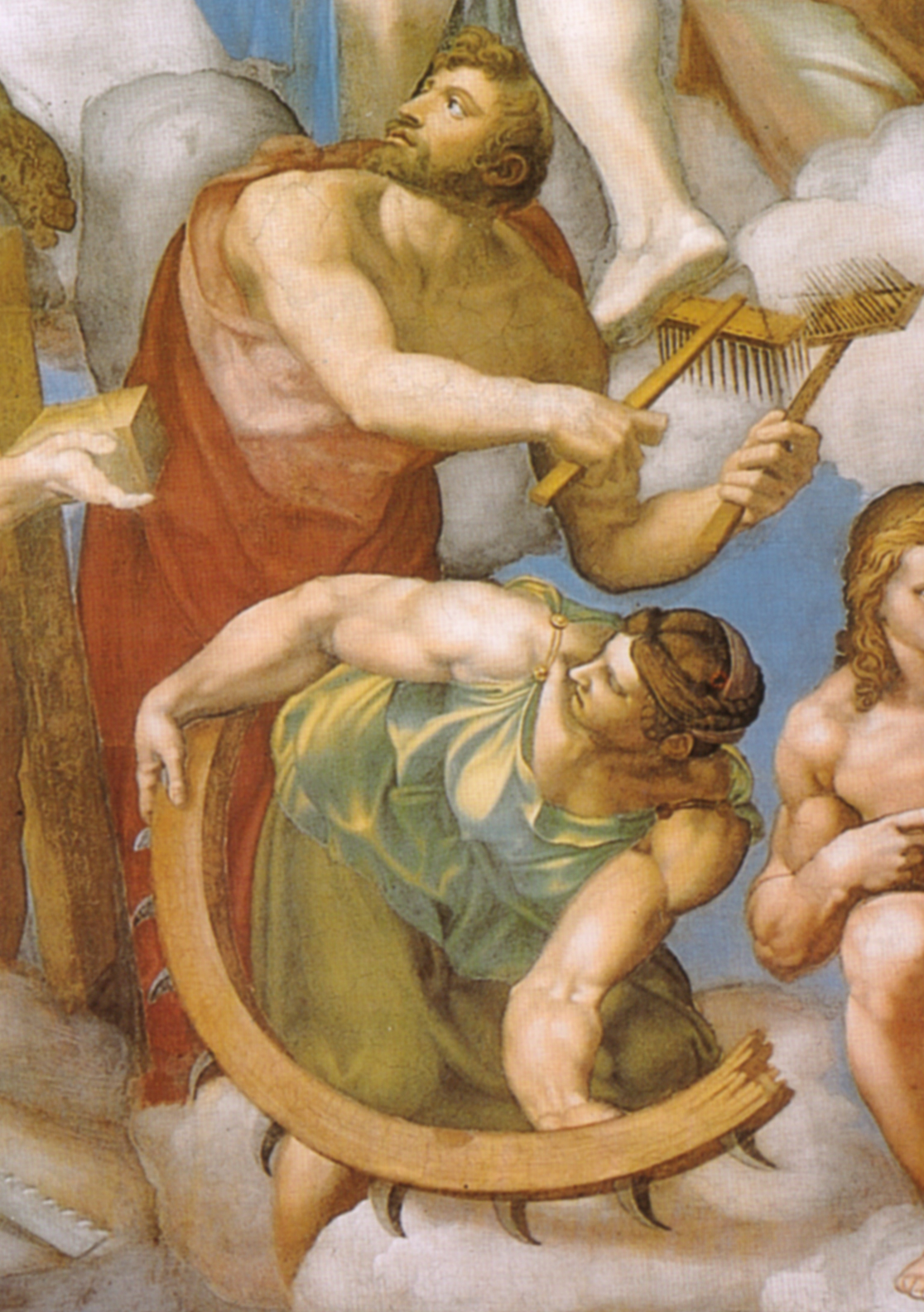
Saint Blaise et Sainte Catherine.
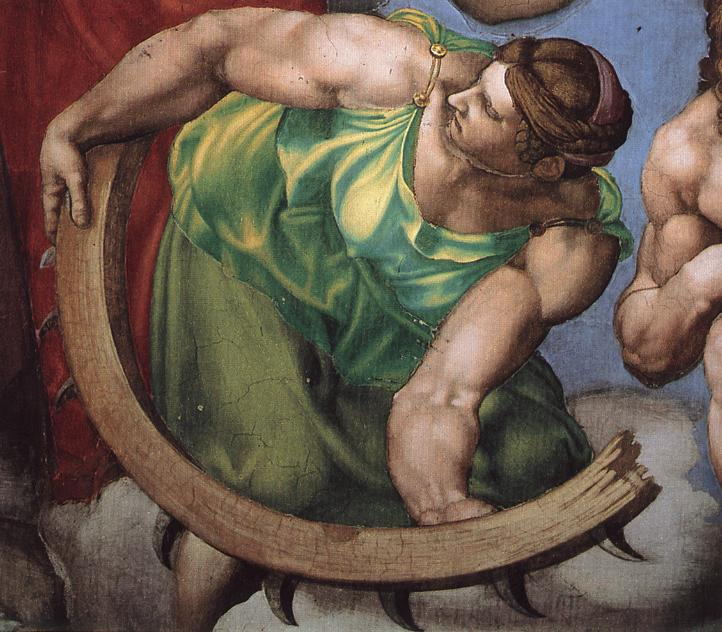
Catherine d'Alexandrie.
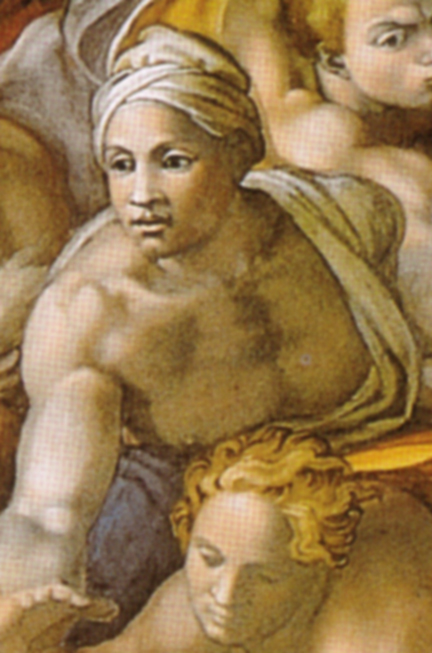
Détail.
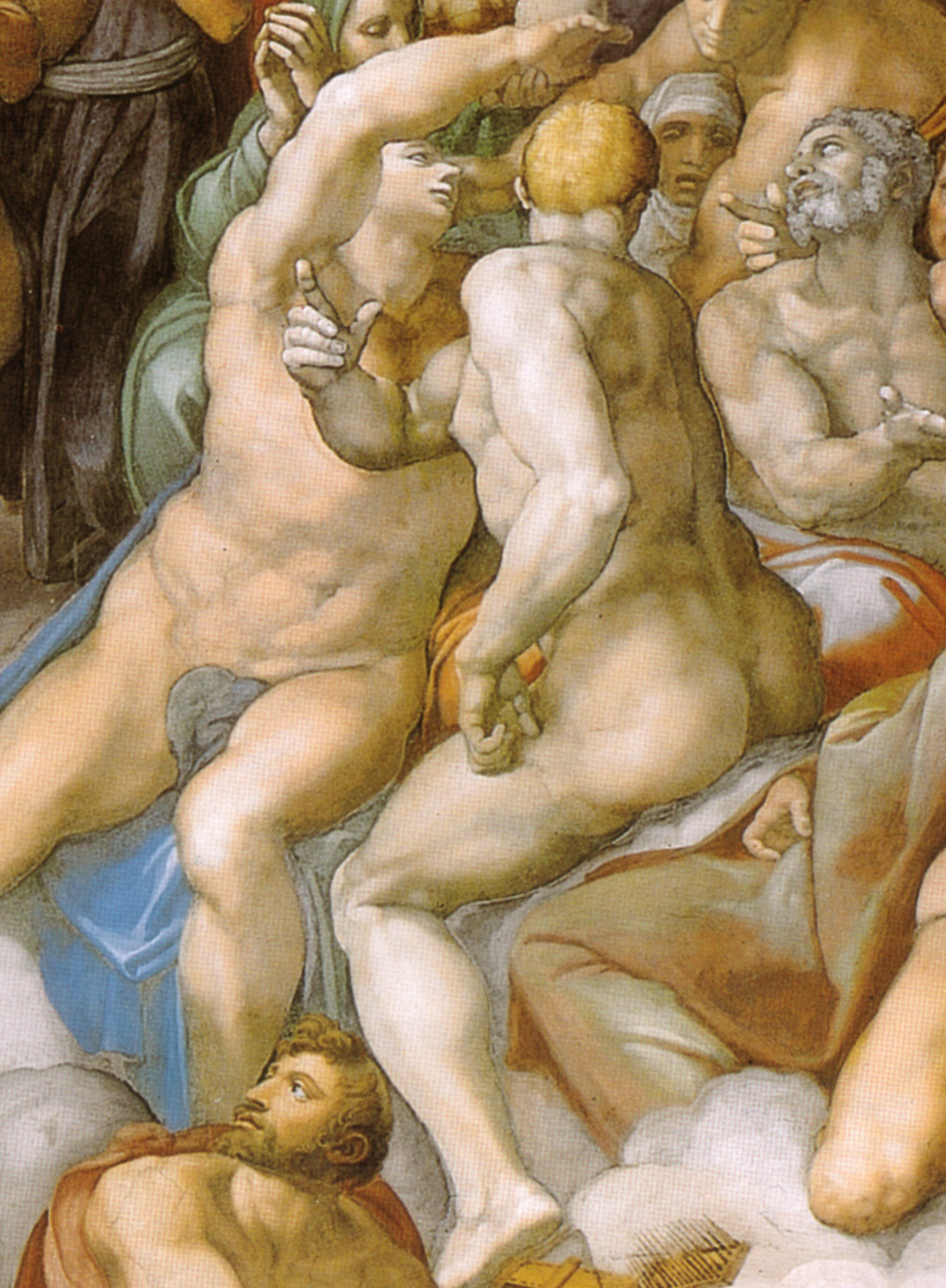
Détail.

### La fin des temps

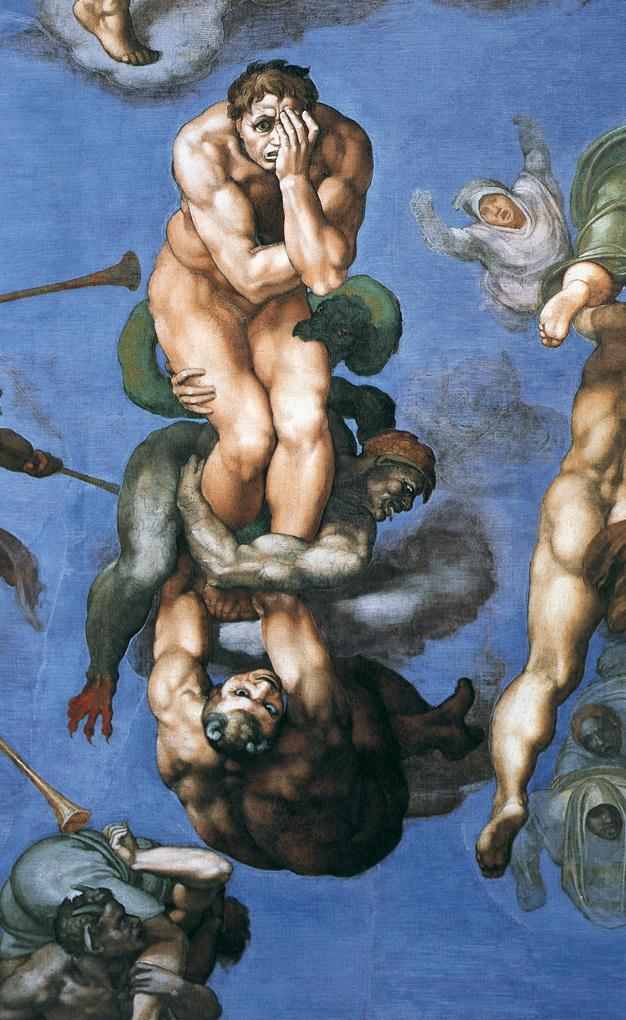
Détail de la Fin des temps.

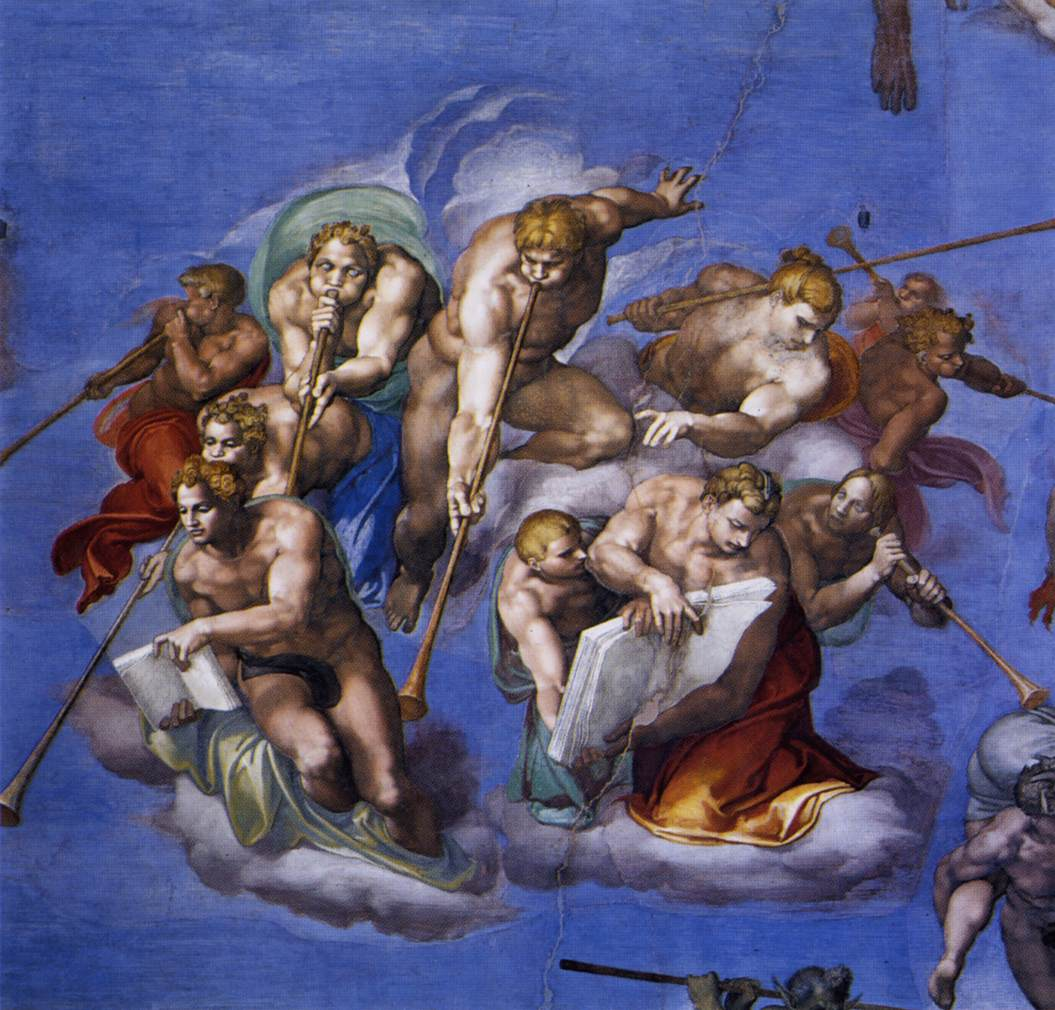
Anges annonçant la fin des temps.

Le groupe en-dessous peut quant à lui être divisé en cinq parties : au centre les anges avec des trompettes et des livres annonçant la fin des temps, le réveil des morts en bas à gauche, l'ascension des élus en haut à gauche, l'expulsion des damnés en haut à droite, et l'enfer en bas à droite. L'ensemble est donc régi par un double vortex vertical, ascendant et descendant, qui se poursuit également dans les groupes au-dessus des hôtes paradisiaques. L'amincissement de la foule des corps, par rapport à la zone au-dessus, fait ressortir les différents groupes de manière plus spectaculaire sur le fond bleu, générant la sensation d'un espace immense.
La partie inférieure de la fresque a été peinte après que l'échafaudage a été spécialement abaissé en décembre 1540, avec une interruption en mars 1541 en raison d'un accident impliquant l'artiste, dont Vasari rapporte : « Il lui arriva de tomber de l'échafaudage d'une bonne hauteur ; il se fit mal à une jambe, mais la douleur et la rage lui firent refuser tout soin. Le brillant médecin florentin maître Baccio Rontini , un de ses amis très attaché à son génie, le prit en pitié et vint frapper à sa porte ; personne, ni lui, ni ses voisins ne répondait ; il s'arrangea pour grimper par des détours cachés et à travers les chambres parvint jusqu'à Michel-Ange qui était au désespoir. Maître Baccio ne le quitta pas et refusa de le lâcher jusqu'à sa guérison. »
La première description de cette partie des fresques a été publiée dans la biographie de Michel-Ange par Ascanio Condivi.
Parmi les sources utilisées par Michel-Ange pour représenter les démons et les damnés, figurent les estampes allemandes et flamandes et, certainement, la Divine Comédie dont il était un lecteur enthousiaste. Sa représentation de l'enfer n'est cependant pas une illustration servile de Dante Alighieri, dont il s'inspire avec de nombreuses licences.
Pour la disposition dynamique des nus ascendants et chutant, tout comme pour celle des instruments de la passion, Michel-Ange s'est appuyé sur le portrait numismatique de Philippe de Médicis par Bertoldo di Giovanni.
L'ensemble compose une scène saisissante, à la fois ordonnée et bouillonnante. Les personnages, parfois contorsionnés, semblent emportés dans un gigantesque mouvement d'ellipse. Michel-Ange offre une vision torturée et douloureuse du jugement dernier, loin de la calme majesté des représentations habituelles.

#### Annonce de la fin des temps
Sous la figure du Christ Juge, onze anges, toujours sans ailes, disposés dans un espace majoritairement ovale, annoncent la fin des temps, réveillant les morts avec les trompettes de l'Apocalypse et montrant à l’humanité qui se réveille les livres prophétiques des Saintes Écritures qui se réalisent ou les livres dans lesquels est écrite la vie passée de chacun. Ils présentent aux ressuscités le livre relativement petit de la Vie et aux damnés le livre des morts nettement plus grand. Ces figures d'une beauté idéalisée sont très connues, rendues avec une expressivité extrême surtout celles qui jouent : leurs joues sont gonflées par le souffle et leurs yeux de fatigue.

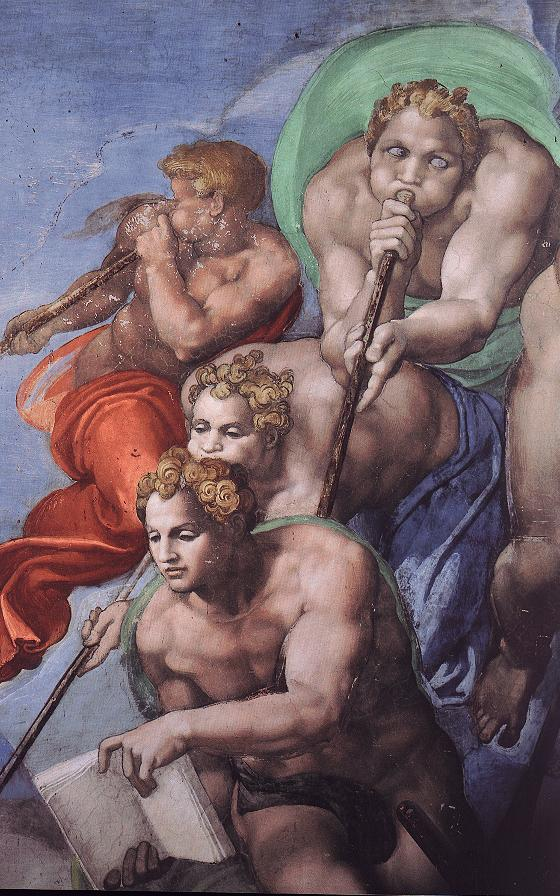
Détail.
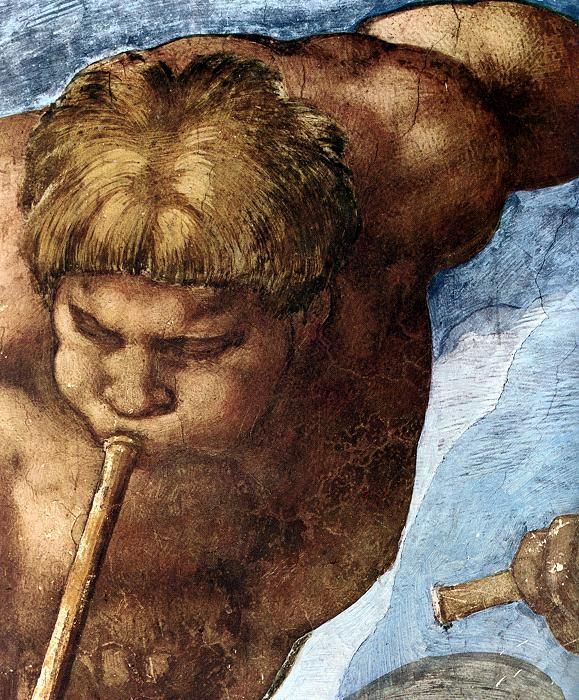
Détail.
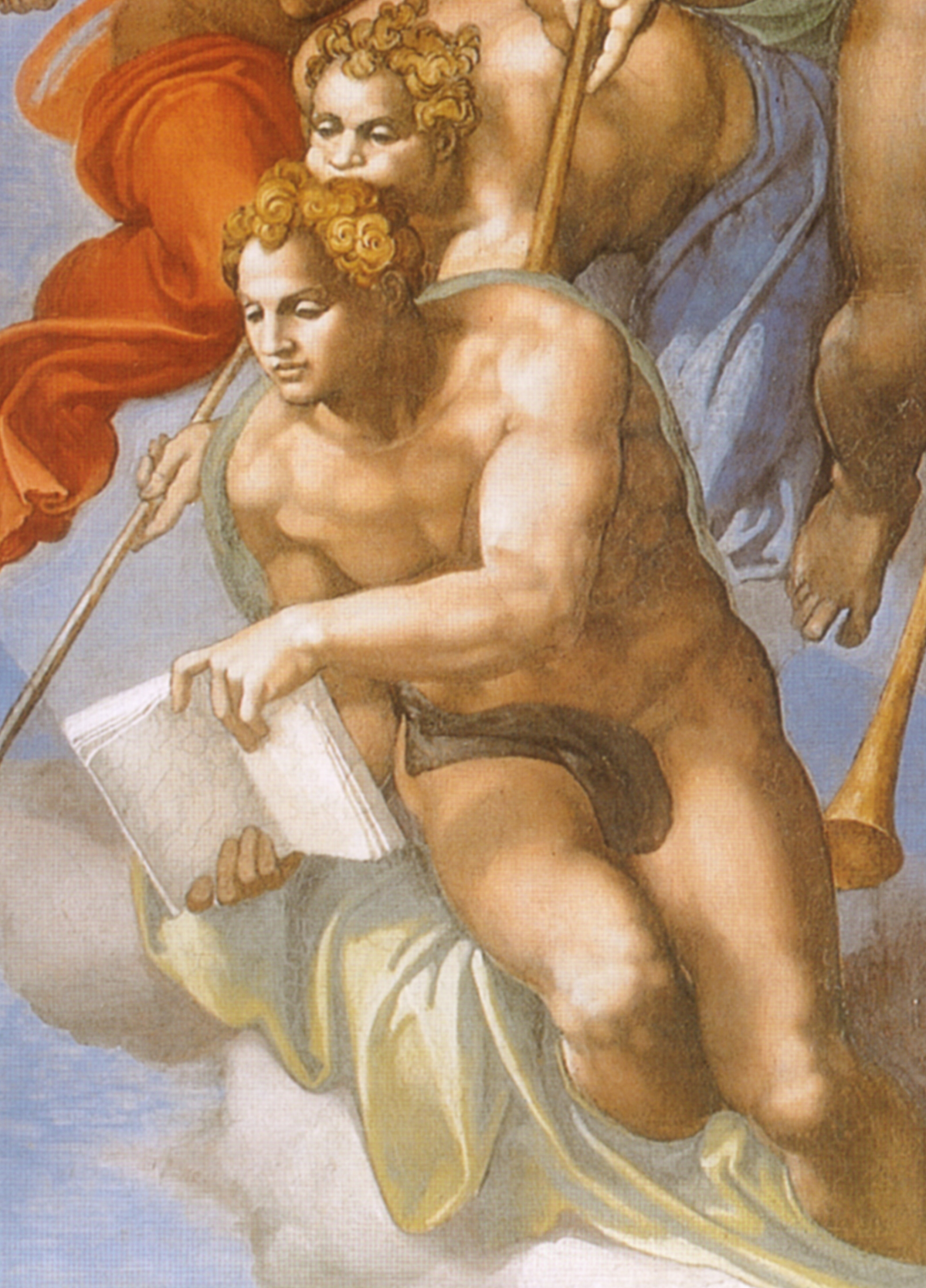
Détail.
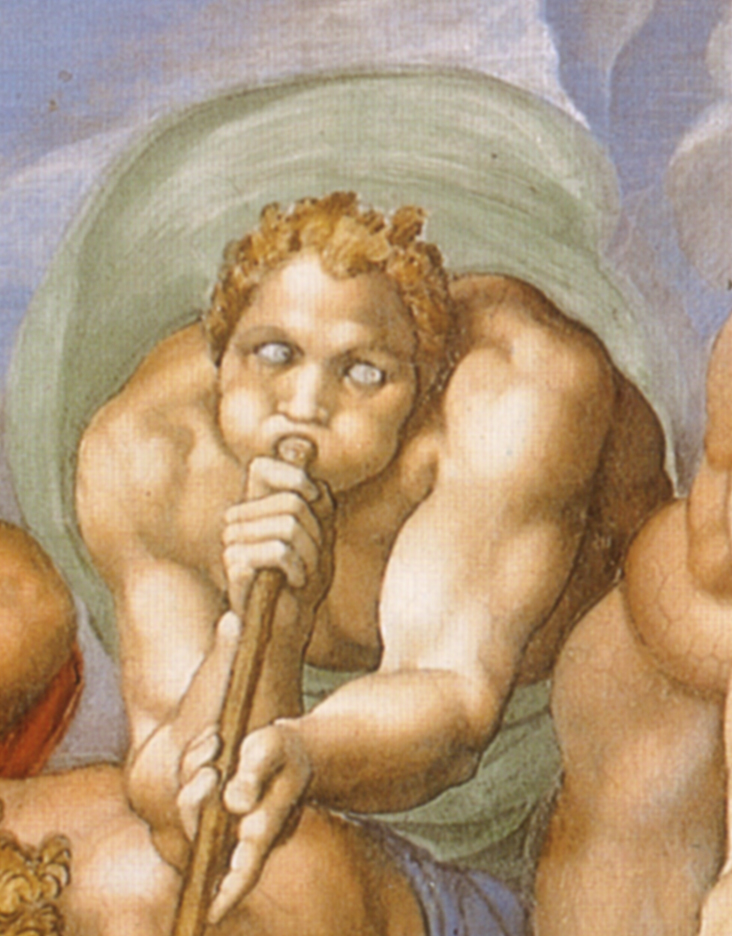
Détail.

#### Résurrection des corps

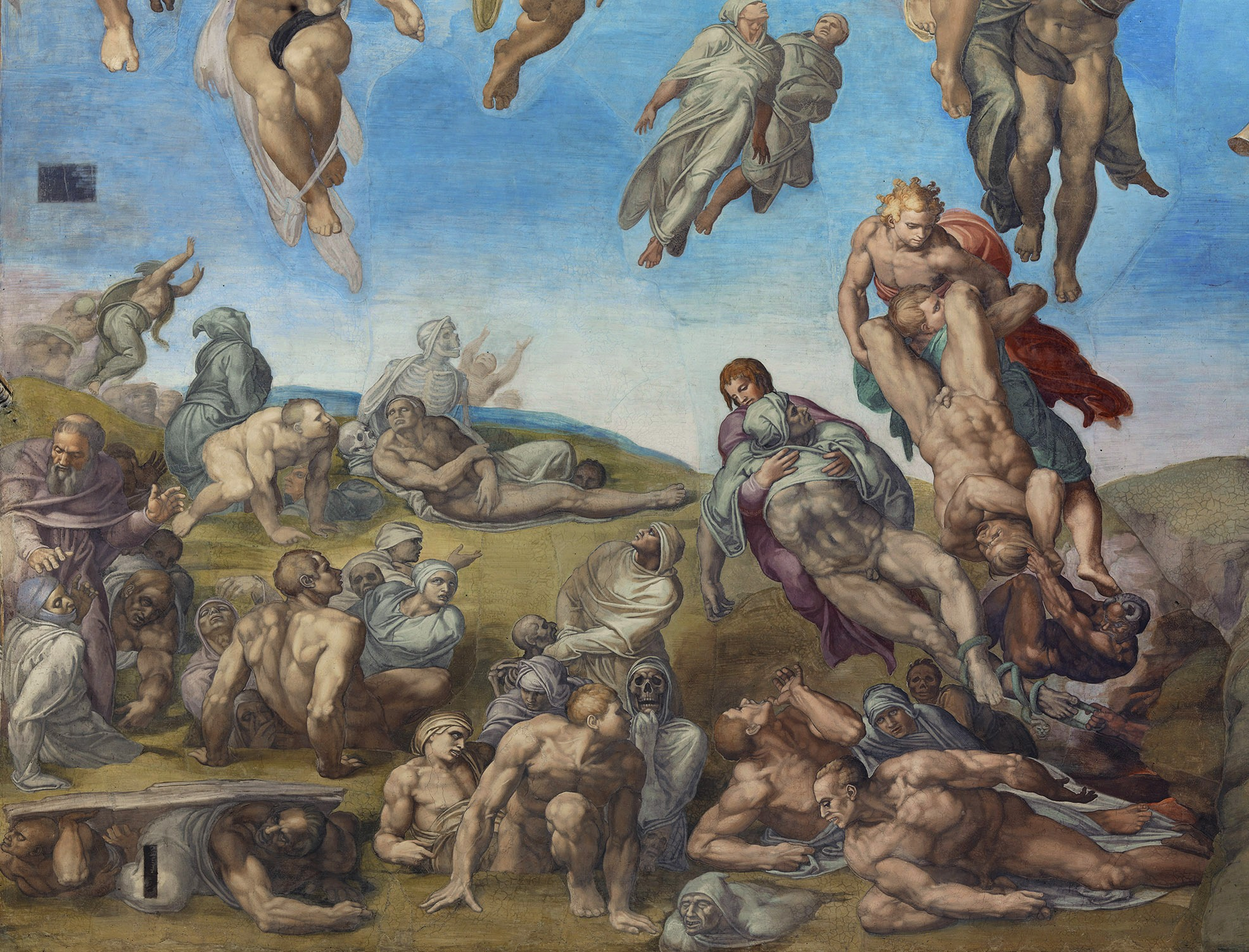
La résurrection des morts.

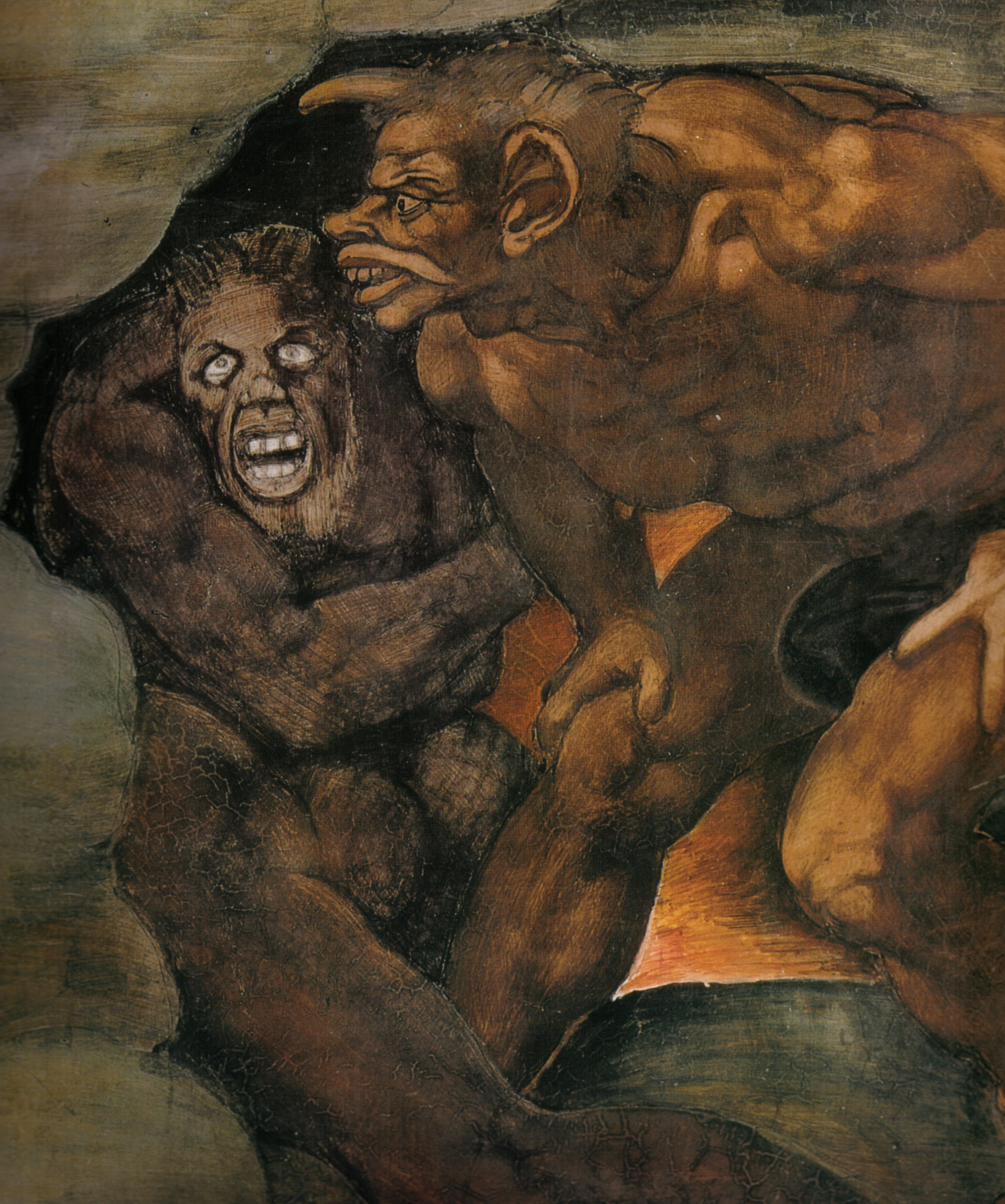
La grotte diabolique.

Les mouvements des ressuscités reflètent le schéma traditionnel : ils surgissent de leurs tombes en bas à gauche, et certains continuent vers le haut, aidés pour certains par des anges dans les airs (pour la plupart sans ailes), d'autres sont sur des nuages les tirant vers le haut,.
En-dessous, une grotte est peuplée de figures diaboliques. À sa gauche a lieu la résurrection des corps dans une terre désolée ; les morts sortent des tombeaux et retrouvent leur corporéité, dans des attitudes qui expriment bien un réveil difficile, revenant à la conscience après la torpeur de l'abîme. Des hommes sortent de terre, d'autres poussent les dalles de roche qui recouvrent le tombeau, d'autres encore surgissent des crevasses, tantôt vêtus, tantôt nus, parfois en pleine transformation encore composé de leur seul squelette.
À droite, quelques personnages en vol rejoignent la zone supérieure. Deux corps en particulier sont disputés entre des anges et des démons qui sont sortis de la grotte : l'un est tenu par les jambes par un ange tandis qu'un diable cornu tente de le rabattre en lui tirant les cheveux ; un autre est soulagé car la main d'un diable a attaché un serpent à ses chevilles qui le retient. Un personnage plus grand vient de se rendre compte qu'il est maudit et semble paralysé d'horreur. Deux démons le tirent vers le bas. À droite de celui-ci, les démons en abattent d'autres ; certains sont poussés vers le bas par des anges au-dessus d'eux,.
La richesse inventive des compositions individuelles est extraordinaire : certains ressuscités deviennent immédiatement sauveurs pour d'autres, élevant au ciel ceux qui n'ont pas encore repris pleine conscience, avec une série d'attitudes qui rappellent des thèmes iconographiques tels que les descentes de croix ou les déplorations du Christ.
Diverses propositions ont été faites pour identifier des portraits dans le groupe des ressuscités, non acceptées par tous les critiques. À gauche, par exemple, l'homme barbu devant un homme à la tête couverte, ont été indiqués comme un autoportrait de Michel-Ange et un profil de Dante. L'homme au capuchon qui s'élève d'une crevasse au centre était considéré comme Jérôme Savonarole.
La position de la grotte inquiétante habitée par des présences démoniaques se situe en plein centre, derrière l'autel. Ce choix a parfois été expliqué comme une controverse anticuriale, mais peut-être faut-il le lire comme la manifestation du diable et de l'Antéchrist avant la fin des temps.
Dans cette zone, comprenant la grotte infernale et les deux groupes disputés entre les anges et les démons, au moins cinquante figures sont visibles.

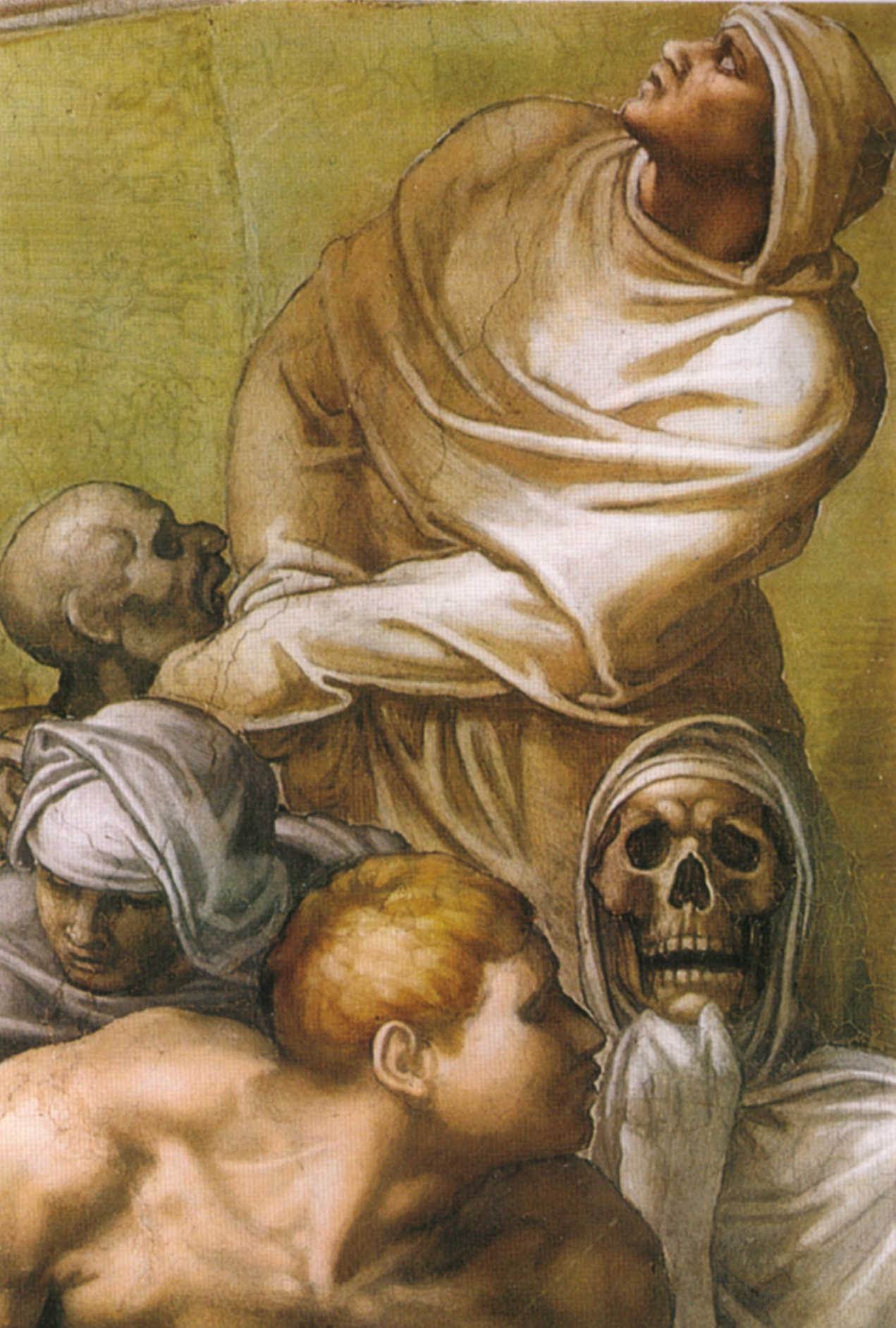
Détail.
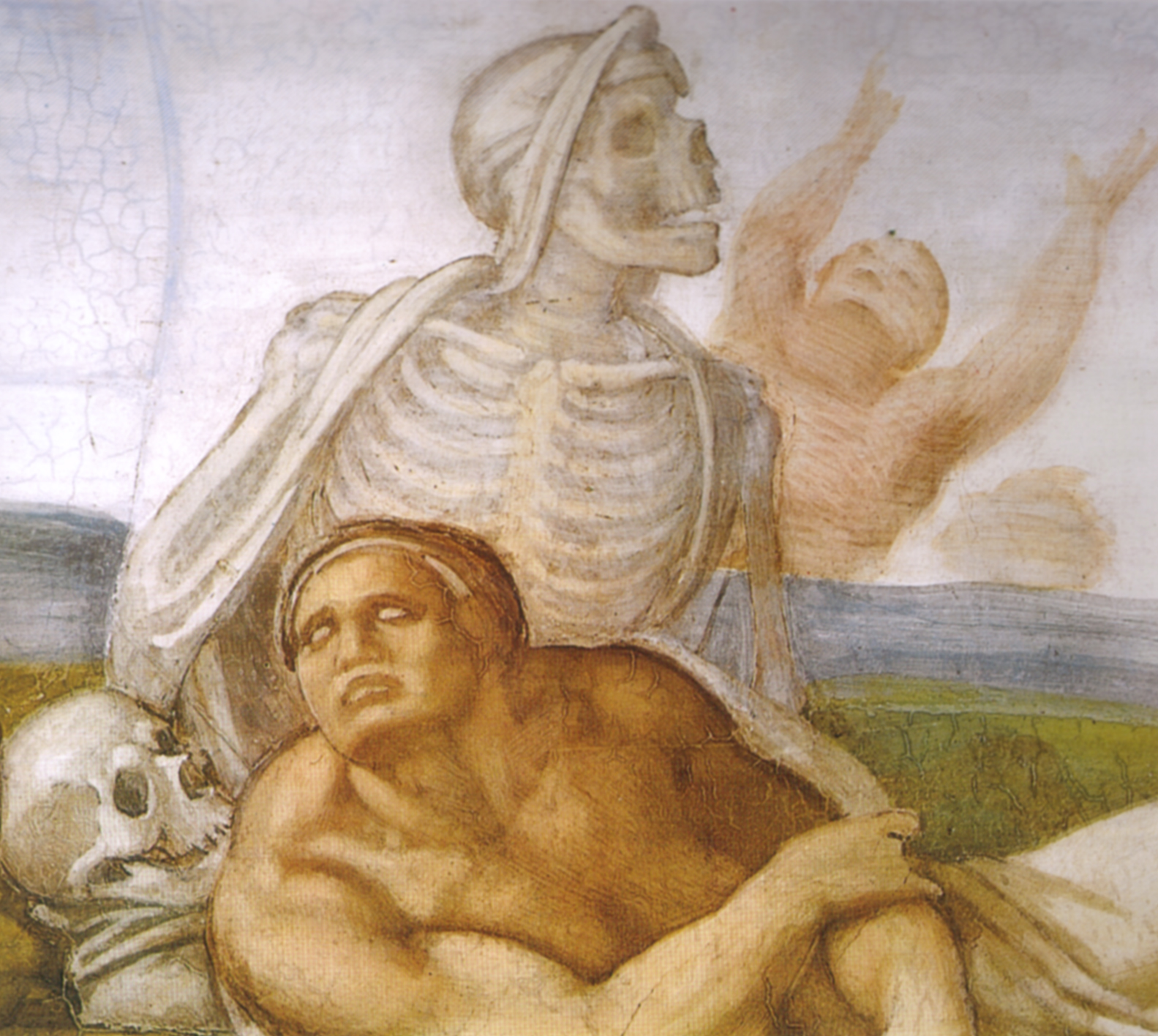
Détail.
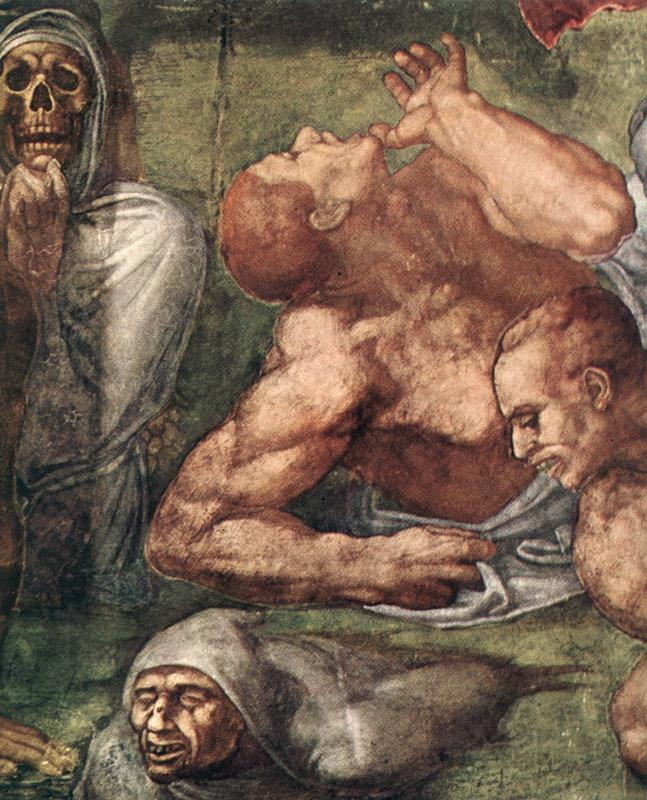
Détail.
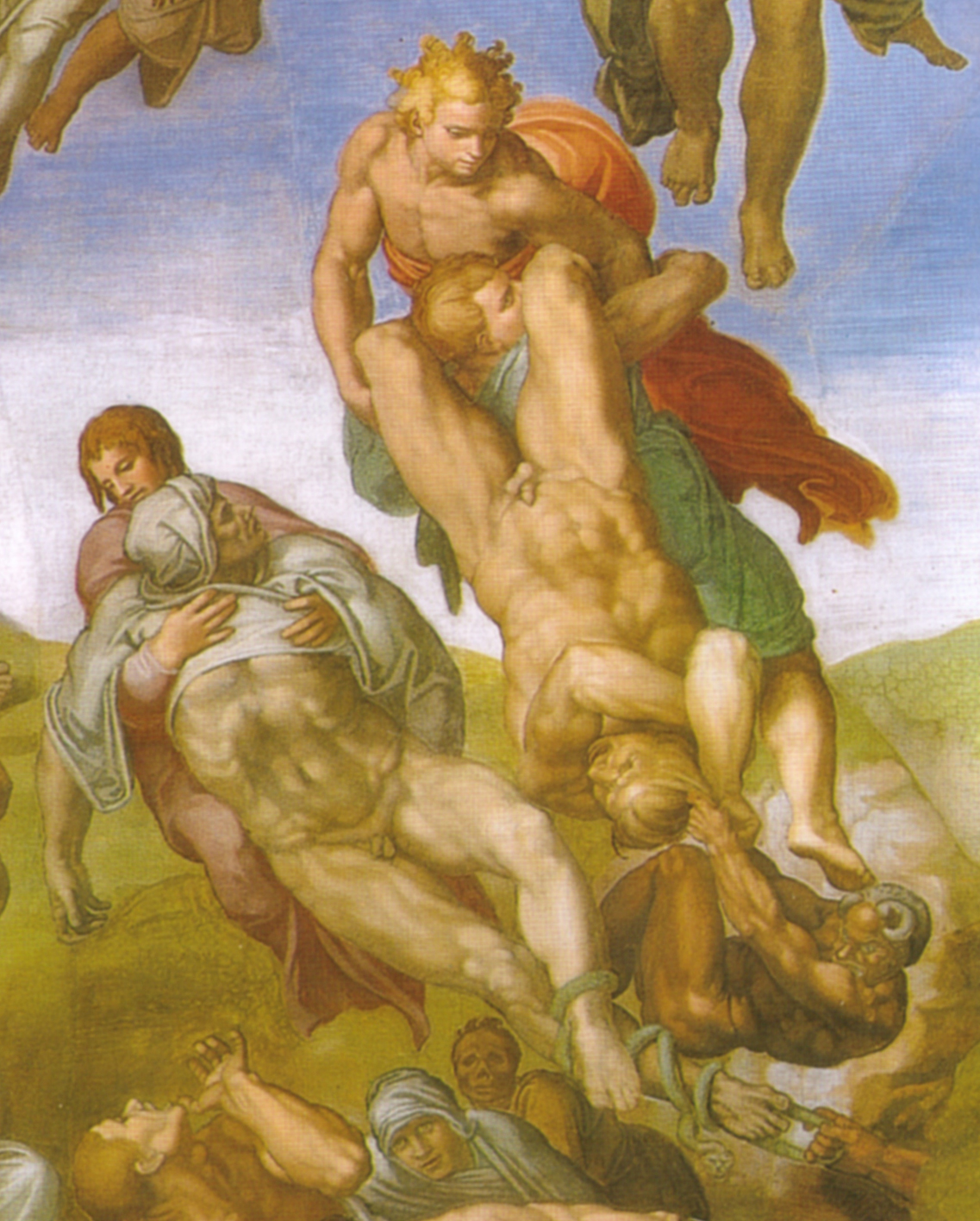
La dispute des corps.

#### Ascension des élus

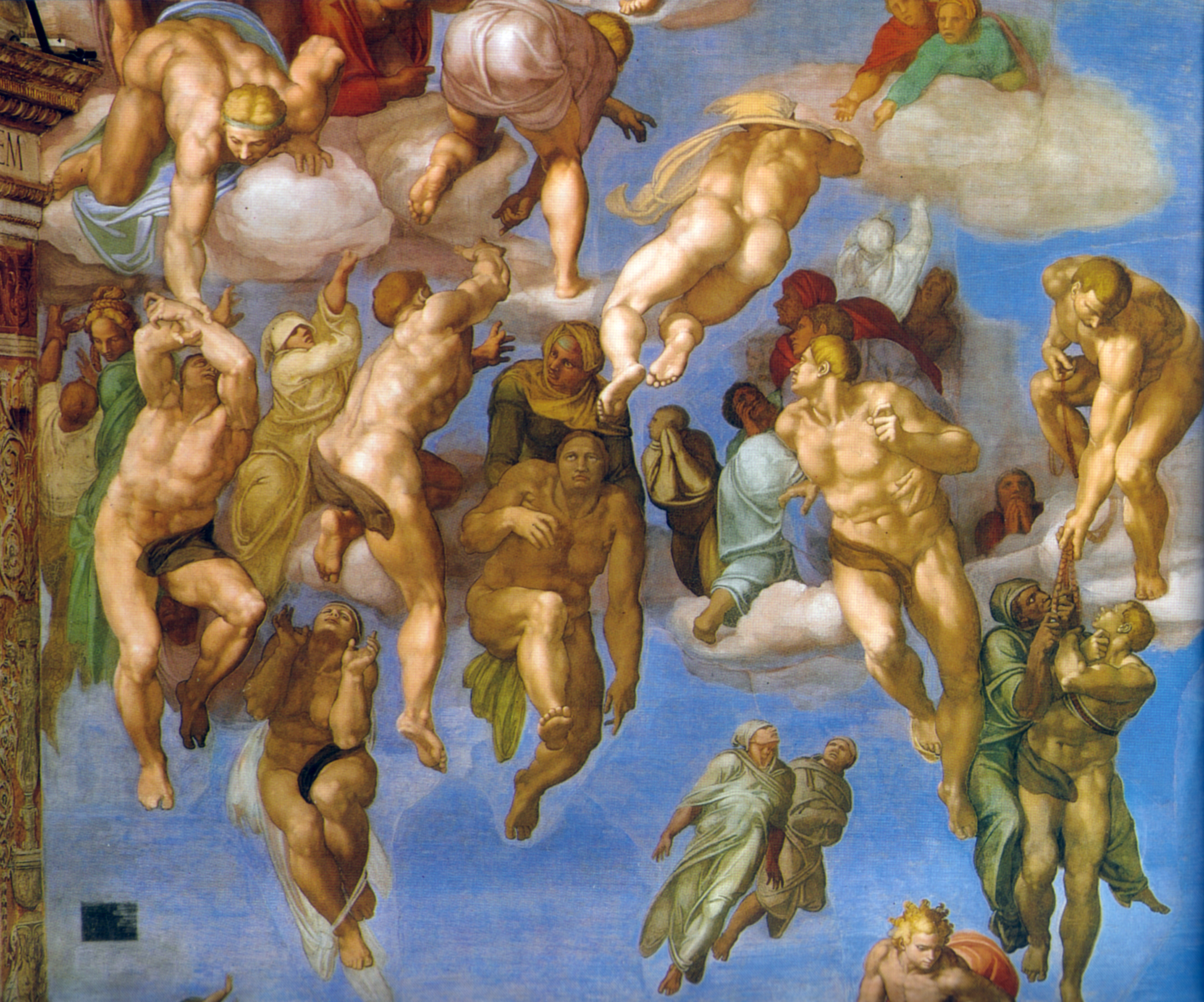
Un groupe de Sauvés.

La partie supérieure est occupée par un groupe d'élus qui montent vers les rangs des saints. Certains volent, d'autres semblent être poussés ou happés par une force incontrôlable, d'autres encore sont aidés par des anges et d'autres bénis de diverses manières : traînés en vol, poussés, chargés, tirés par les bras, hissés avec des cordes, ce que quelqu'un a lu comme un Rosaire, symbole de prière anti-luthérienne. L'un des deux personnages tirés par les cordes est de couleur.
Pour la représentation des corps en mouvement, Michel-Ange a puisé dans son imagination sans borne, choisissant des attitudes dynamiques toujours différentes, avec des aperçus qui montrent toutes les « difficultés de l'art ». Les critiques des détracteurs ont y également fait appel, comme l'écrit Ludovico Dolce : « [Michelangelo est] merveilleux et vraiment miraculeux et au-dessus de l'humain [...] mais d'une seule manière, qui est de faire un nu musclé et au corps raffiné, avec des raccourcis et des mouvements en cours [pour lesquels...] celui qui voit une seule figure de Michel-Ange les voit tous ».
Dans cette partie, il y a trente figures.

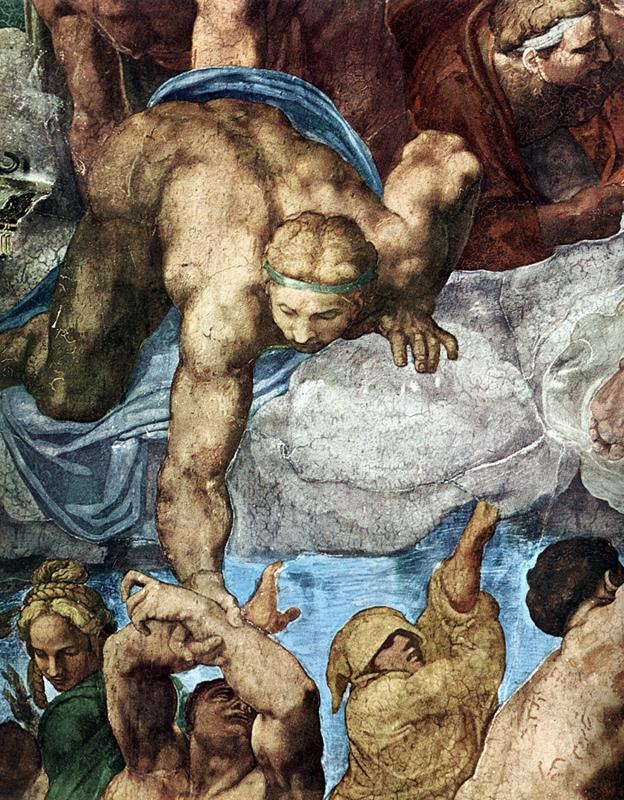
Détail.
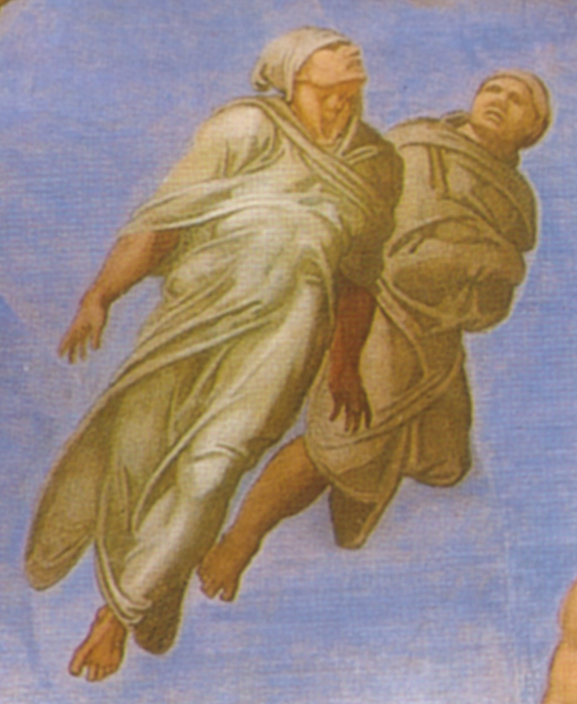
Détail.
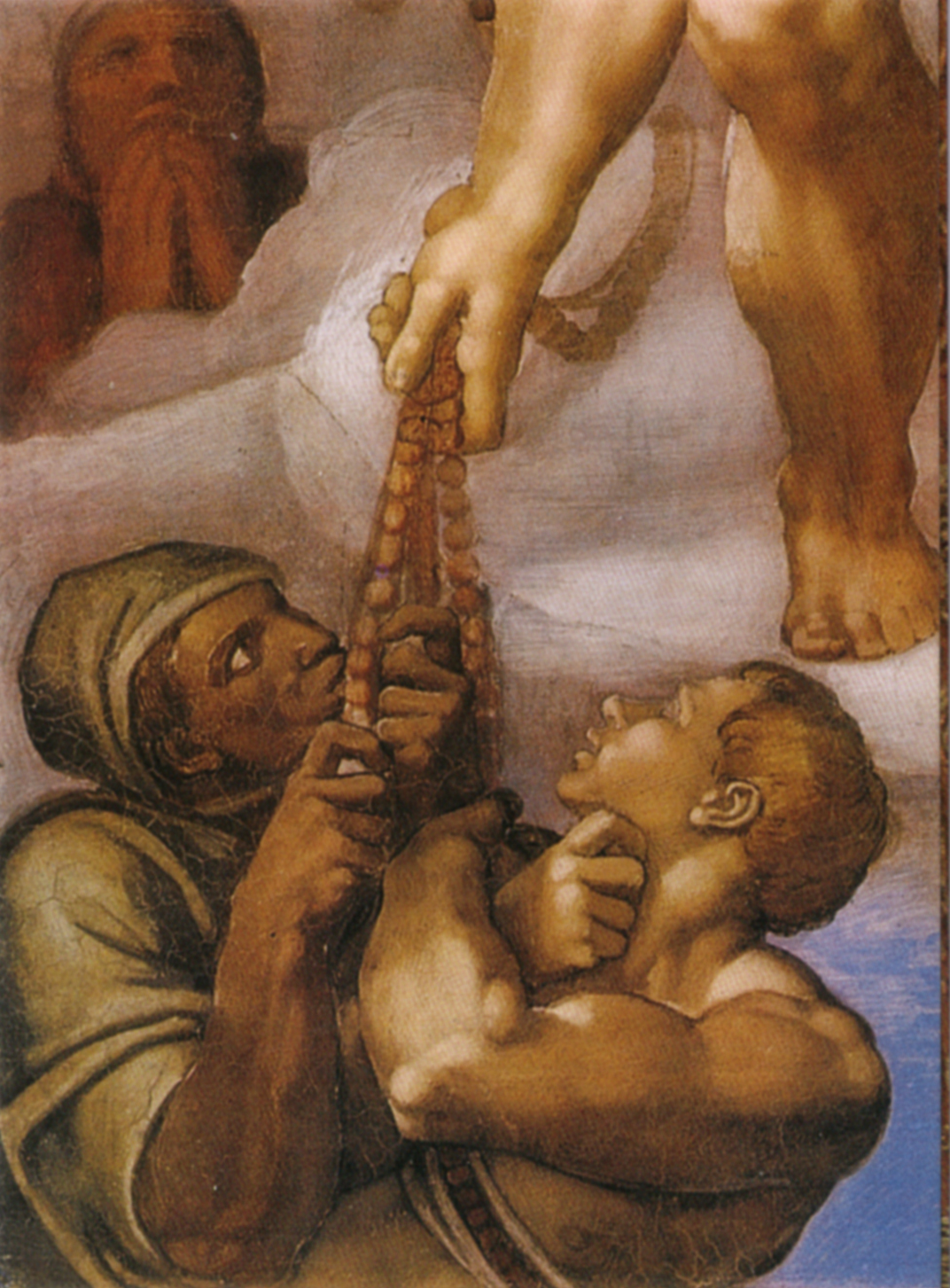
Détail, un homme de couleur est hissé avec une corde.

#### Descente des damnés

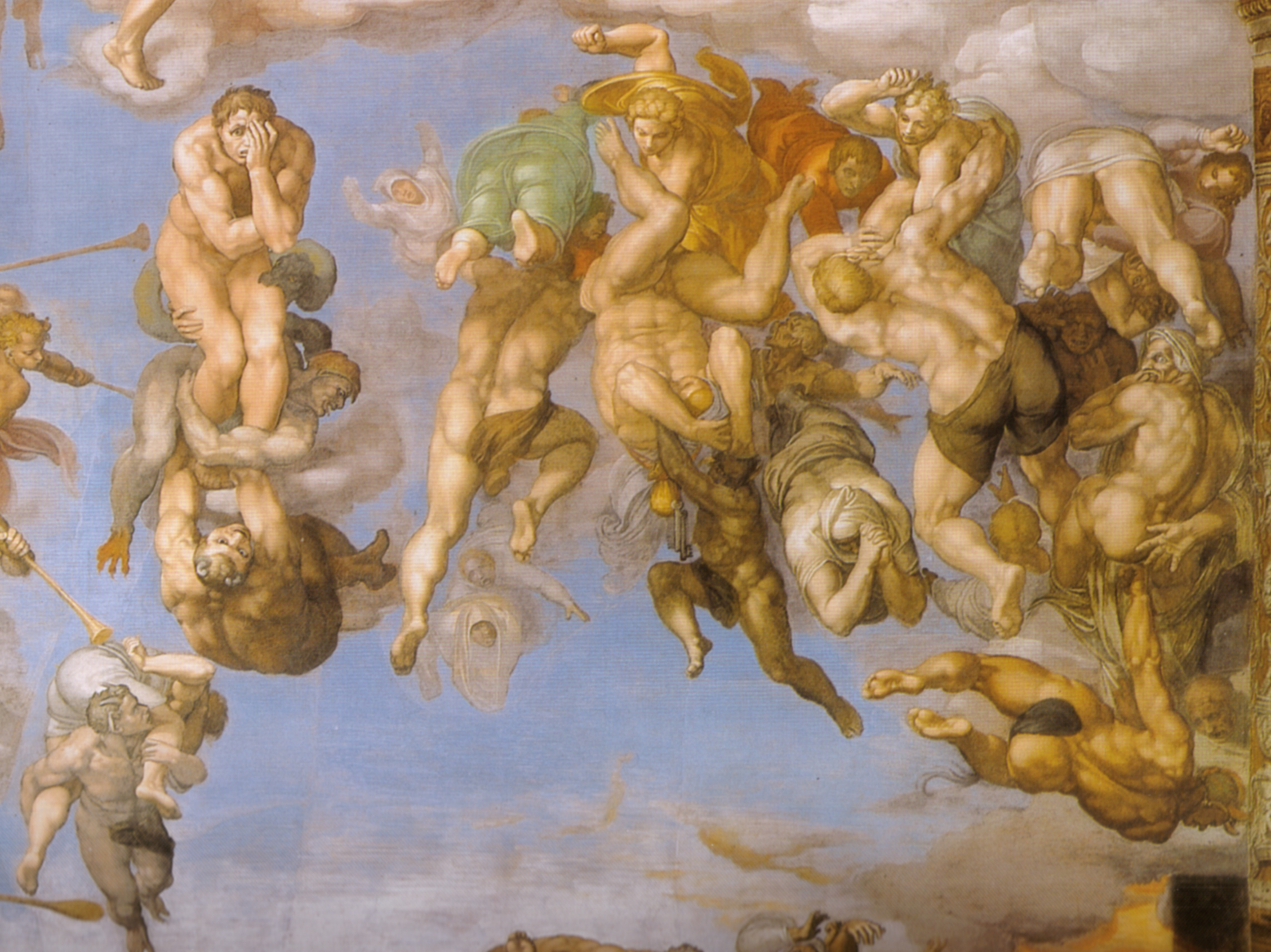
Descente des damnés.

De l'autre côté, la scène est contrebalancée par les damnés qui, luttant contre leur condamnation, sont inexorablement repoussés en enfer. C'est l'un des points les plus dynamiques et les plus violents de toute la représentation, avec des groupes de personnages qui se battent, émergeant tantôt au premier plan, frappés par une lumière incidente, tantôt disparaissant dans l'arrière-plan sombre. Les anges battent les réprouvés avec leurs poings, tandis que les démons les entraînent vers l'abîme de toutes les manières.
Pour certains, des attributs indiquent leur culpabilité : ainsi, par exemple, l'homme au centre du groupe à l'envers montre un sac avec de l'argent et deux clés suspendues à son manteau, symbole d'attachement aux biens terrestres jusqu'en éternité, tandis que celui de droite, un damné la tête couverte, qui est pris par les testicules, est un symbole du péché de luxure.
Le groupe avec un maudit assis qui se couvre le visage tandis que les diables le tirent vers le bas, se trouve isolé sur la gauche, emblème probablement du désespoir. Un serpent monstrueux le mord, symbole de remords, et un démon maléfique lui serre les jambes, avec son corps coloré en bleu et rouge, un hommage probable aux diables de Luca Signorelli dans la chapelle San Brizio à Orvieto. À côté, un démon à peine visible, est fabriqué sous forme de vapeur.
En bas, à gauche les morts sont tout juste ressuscités, que des anges emmènent vers le Christ pour être jugés ; au centre, deux hommes que se disputent anges et démons, s'accrochent à un chapelet, condamnation implicite des protestants, qui rejettent la dévotion à la Vierge.
Dans cette partie, vingt-six figures sont représentées.

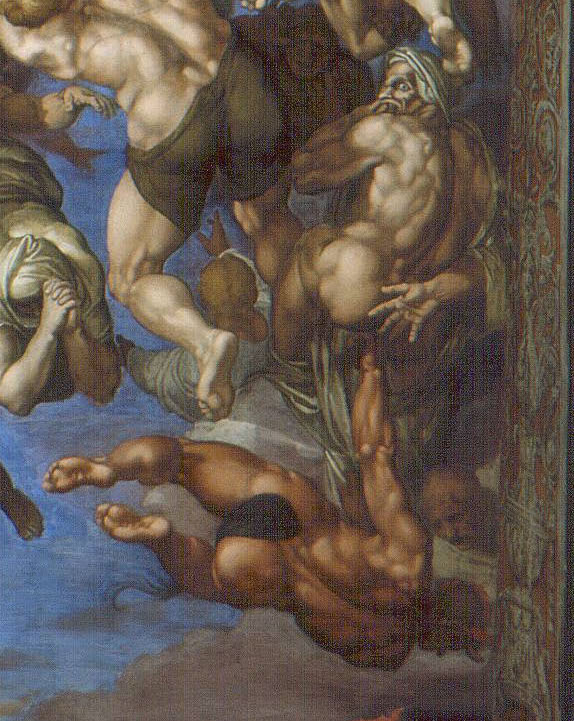
Détail, l'homme traîné par les testicules.
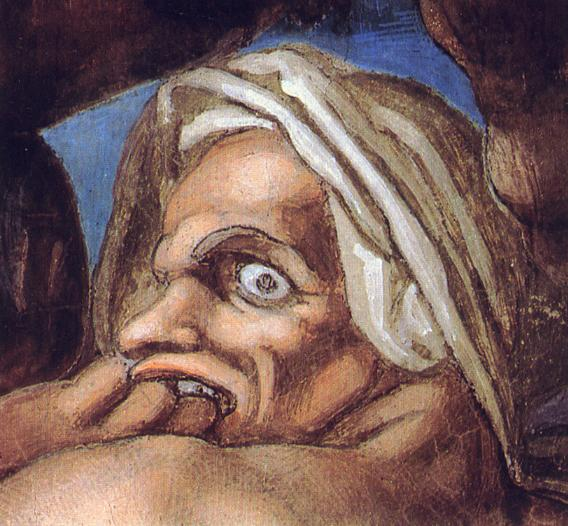
Détail.
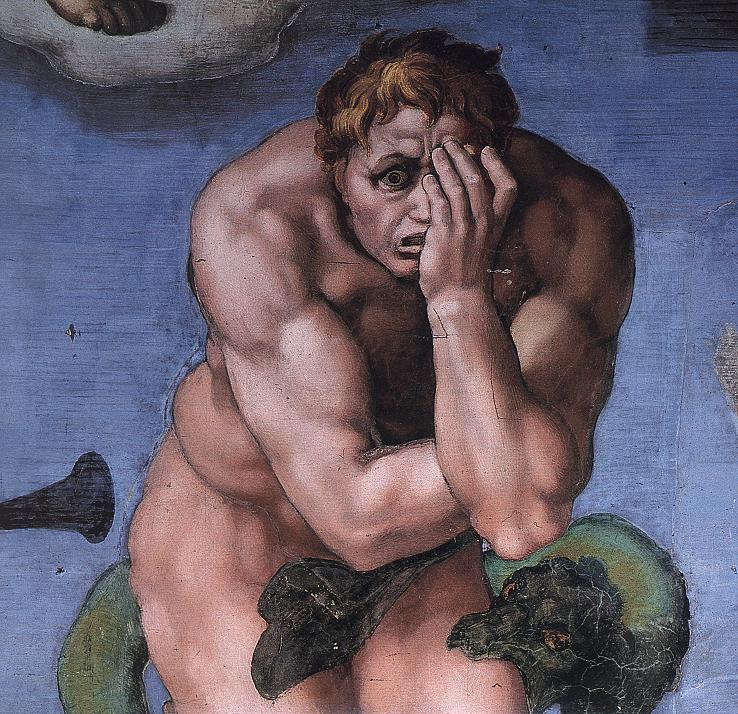
Détail.
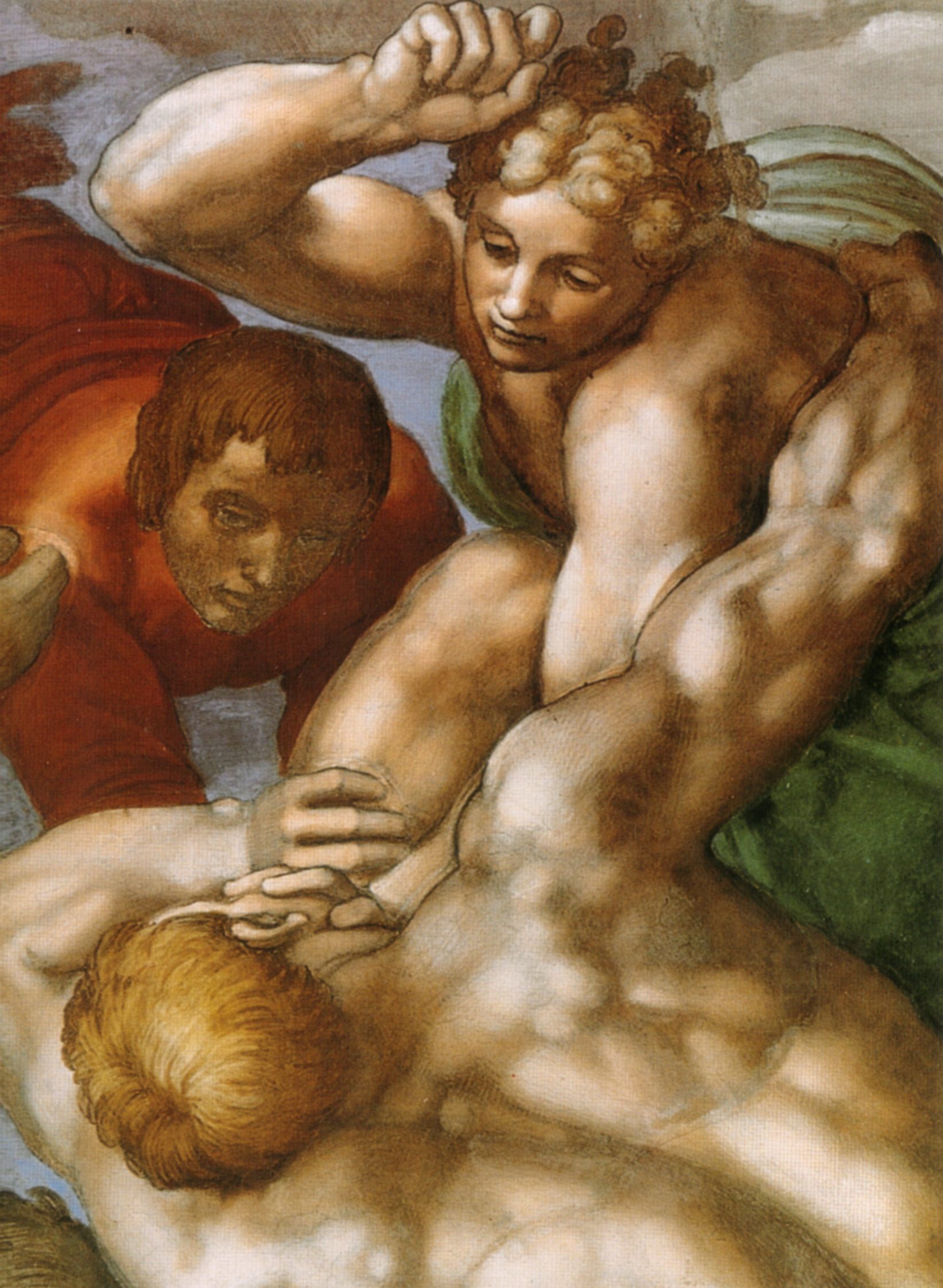
Détail.

#### L'enfer

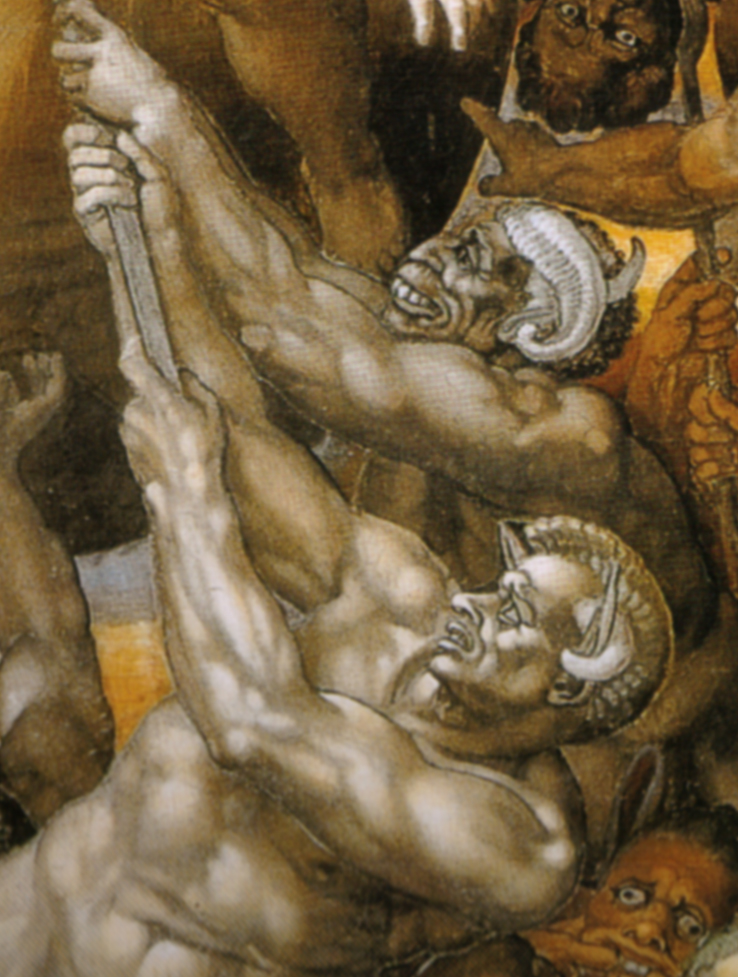
Détail.

En bas à droite, enfin, l'Enfer est évoqué par une fournaise sur fond de ciel rougi par les flammes. Un bateau ramé par un Charon agressif, qui transportait les âmes aux Enfers dans la mythologie classique et chez Dante Alighieri, les amène à débarquer à côté de l'entrée de l'Enfer; le rocher qui arme de fait sa rame pour battre les pêcheurs récalcitrants illustre presque littéralement les vers de Dante :
« Pendant ce temps, Charron, le diable aux yeux de braise,
Rassemble leur troupeau, les range avec des signes,
frappant de l'aviron ceux qui semblent trop lents. »
Satan, le diable chrétien traditionnel, n'est pas représenté, mais une autre figure classique, Minos, supervise l'admission des damnés en enfer, son rôle dans l'Enfer de Dante.
La brutalité des démons et la tragédie des pécheurs déclenchent un paroxysme d'intensité et de violence. Les démons sont représentés avec diverses nuances, de l'horrible au grotesque, du caricatural au moqueur : on y saisit les nuances comiques du Malebranche de Dante, souvent représentés comme dans les figures grimaçantes qui sont louées dans le Traité sur l'art de peindre de Giovanni Paolo Lomazzo : « [Michel-Ange fit] en elles selon ses actes le corps aux visages dédaigneux et fiers [...] les faisant d'ébène et avec des ailes de papillon de nuit, et d'autres avec des cornes et des dents à l'extérieur de la bouche ». Du bateau de Charon, les damnés, tantôt terrifiés, tantôt stupides comme des bêtes, sont traînés par les démons avec des harpons et jetés parmi les diables grotesques.
Sur la rame de Charon figure la signature de Domenico Carnevali et la date de 1566, apposés à la suite d'une restauration qui a occasionné certains dégâts.
L'artiste focalise à nouveau son attention sur le corps humain, sur sa perfection céleste et sa tragique déformation. Le tumulte est indescriptible, les corps enchevêtrés, les gestes désespérés et les visages étonnés, comme des masques bestiaux et macabres.
S'éloignant cependant de la tradition iconographique, Michel-Ange a évité la représentation directe des douleurs matérielles dans sa représentation de l'enfer, s'attardant plutôt sur le tourment, le remords, le désespoir, la peur et l'angoisse intérieure de chaque damné, effrayé par un anéantissement plus psychique que physique.
Lors d'une visite avec Paul III, avant que les travaux ne soient terminés, le maître de cérémonie du pape Biagio da Cesena, qui en tant que « personne scrupuleuse », après avoir observé l'achèvement des travaux, a été choqué par le tourbillon de corps nus et tordus, aurait déclaré selon Vasari : « qu'il était inconvenant d'avoir fait dans un lieu si noble tant de figures nues qui montrent même leurs parties honteuses. Ce n'était pas un ouvrage pour la chapelle du pape mais pour des bains publics ou des auberges » en présence du pape, offense que Michel-Ange, rancunier, n'a pas pardonnée ; il se vengea à travers l'art. Michel-Ange, qui comme on le sait n'aimait pas pratiquer le portrait, fit alors une exception pour l'effigie du juge des enfers (coin inférieur droit du tableau), intégrant le visage de Cesena de mémoire dans la scène en tant que Minos, avec des oreilles d'âne (qui indiquent une humiliation publique), tandis que sa nudité est couverte par un serpent enroulé. On dit que lorsque Cesena s'est plaint au pape, le pontife a plaisanté en disant que sa juridiction ne s'étendait pas à l'enfer et que donc le portrait devrait rester.
Une zone au milieu inférieur est vide de personnages. Soixante figures sont représentées dans cette partie.

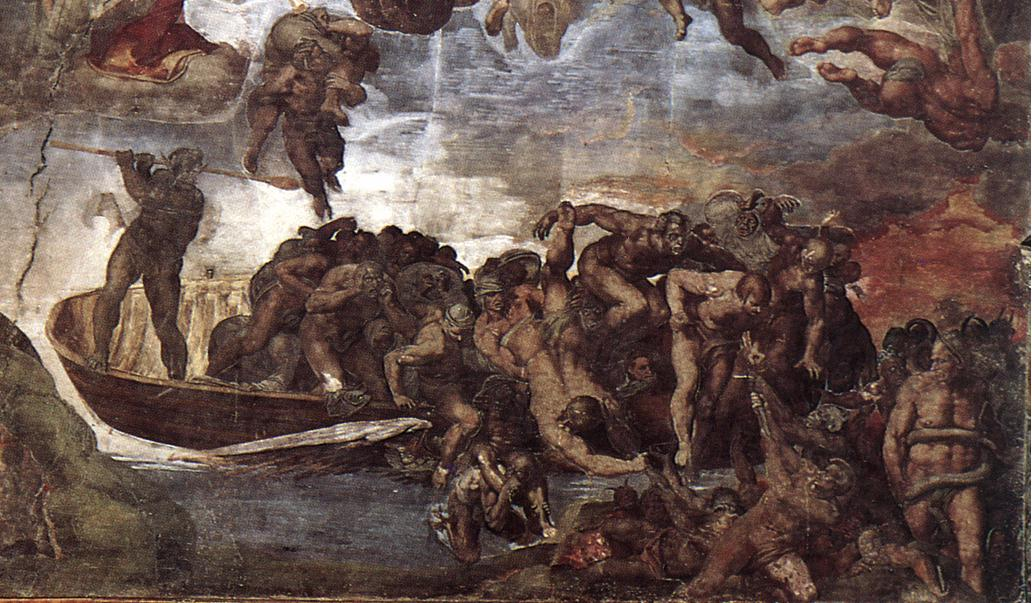
L'Enfer avant la restauration.
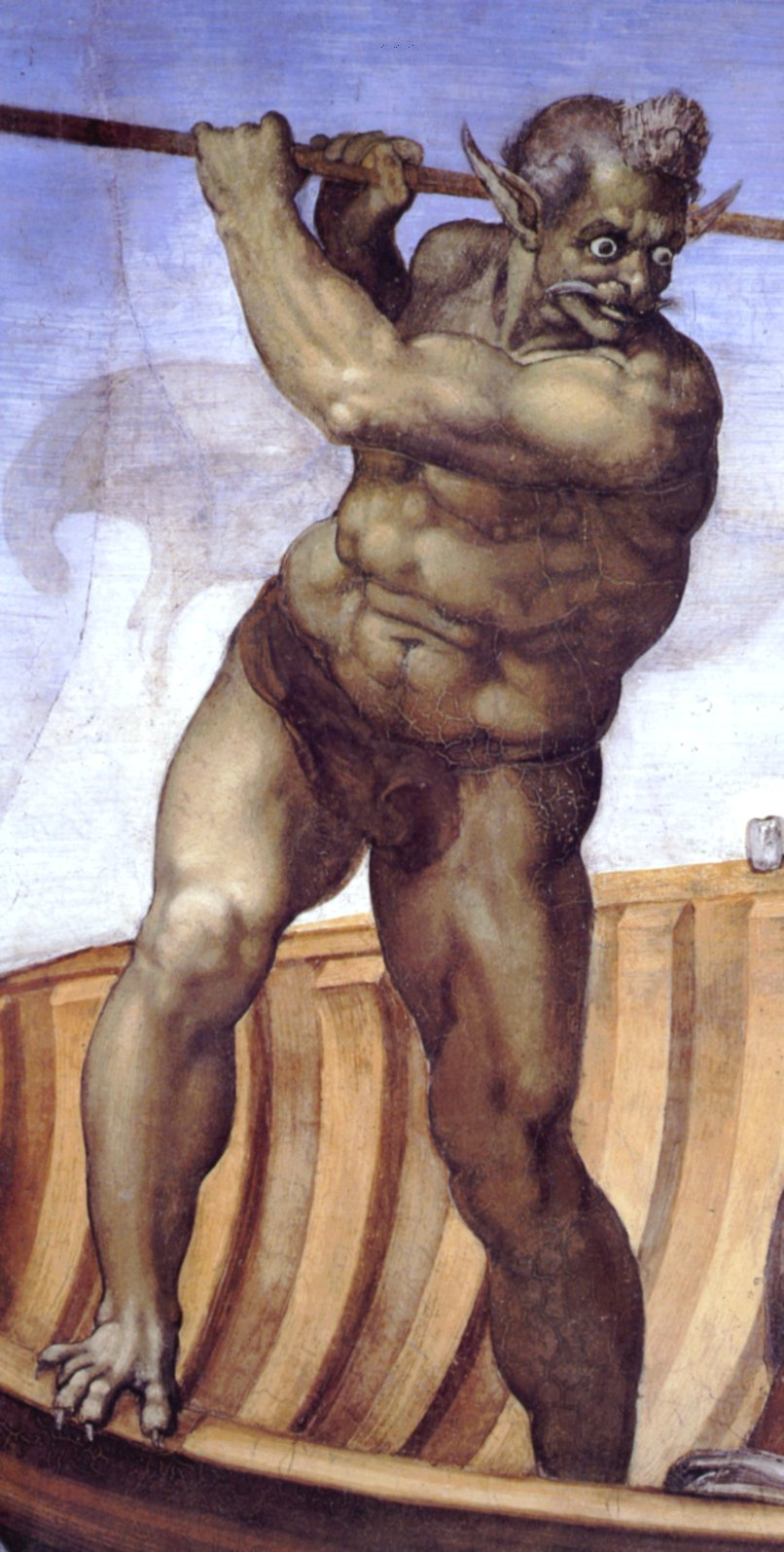
Charon.
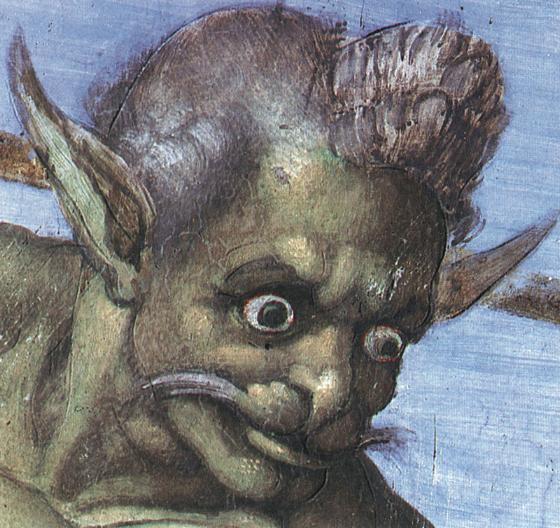
Charon.
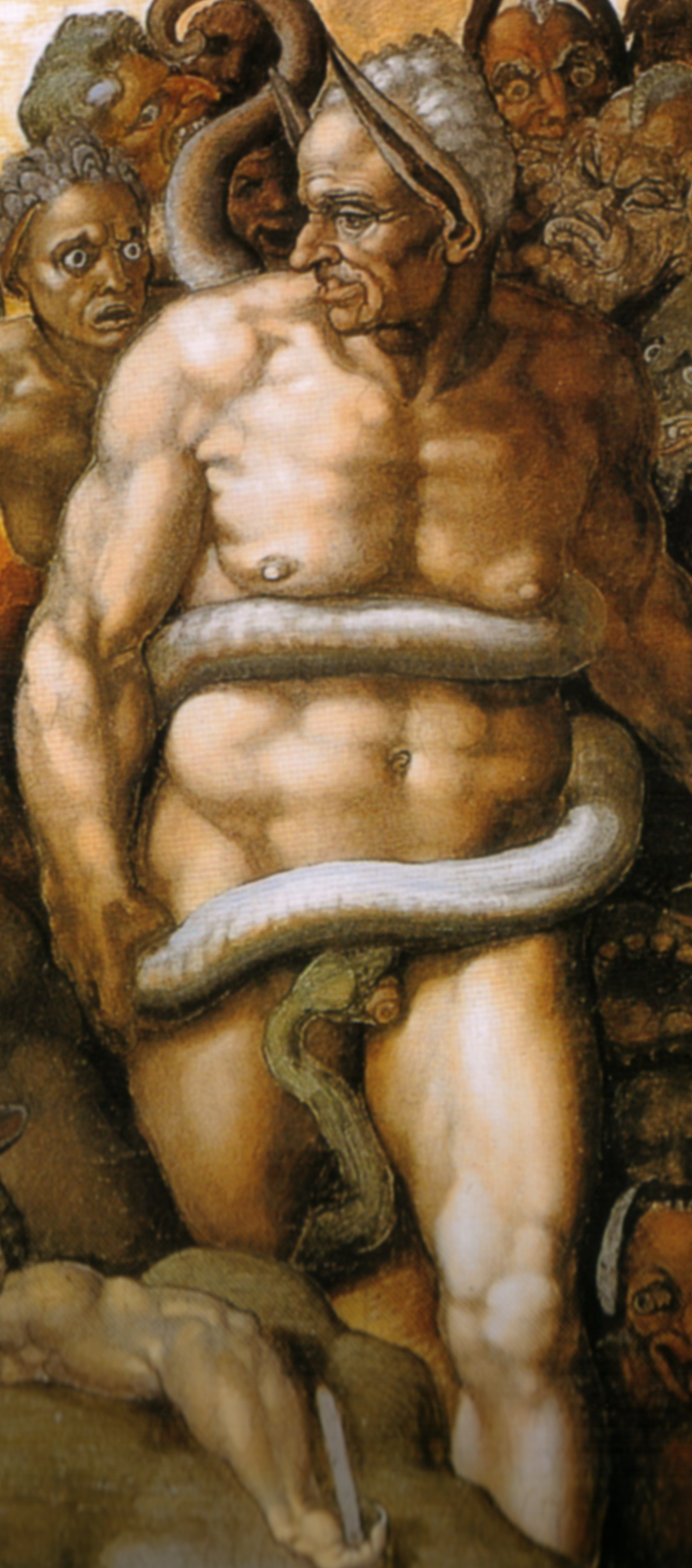
Minos.
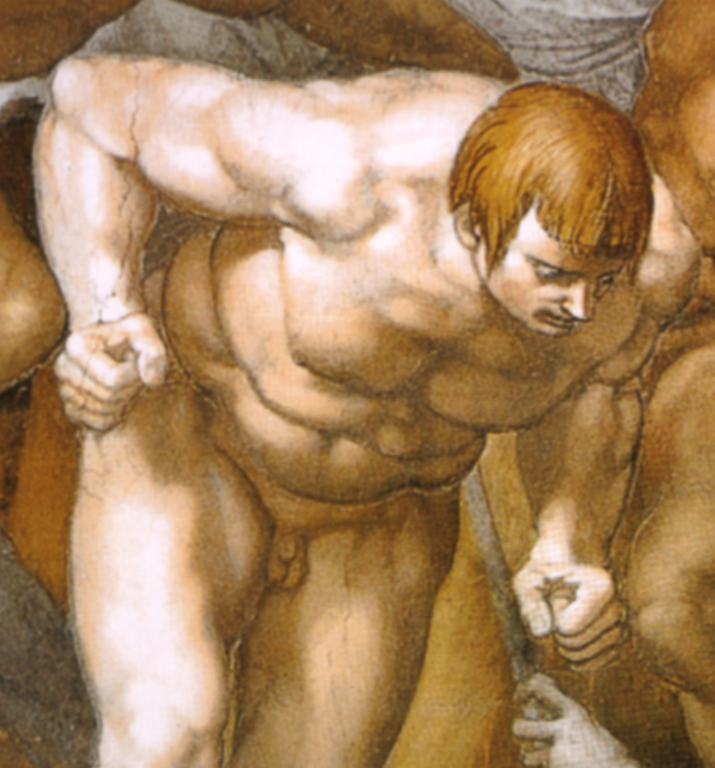
Détail.
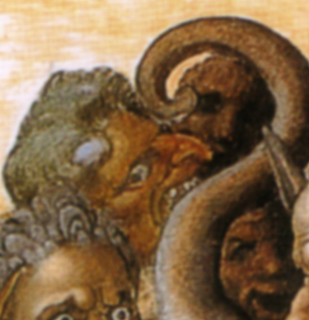
Détail.
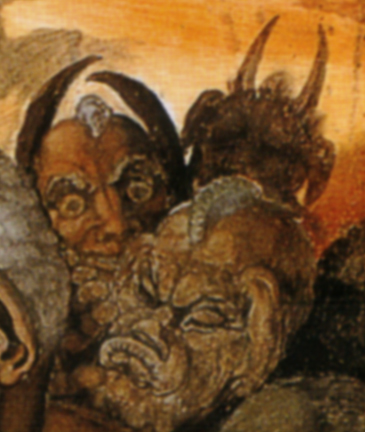
Détail.
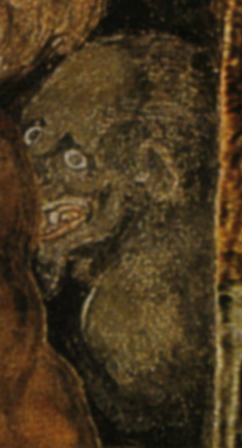
Détail.

## Accueil

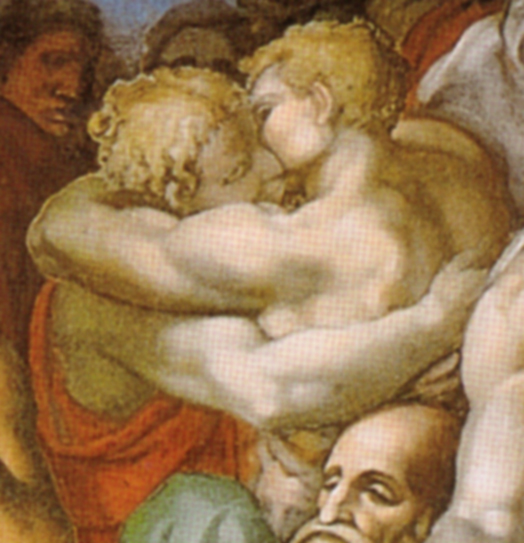
Détail.

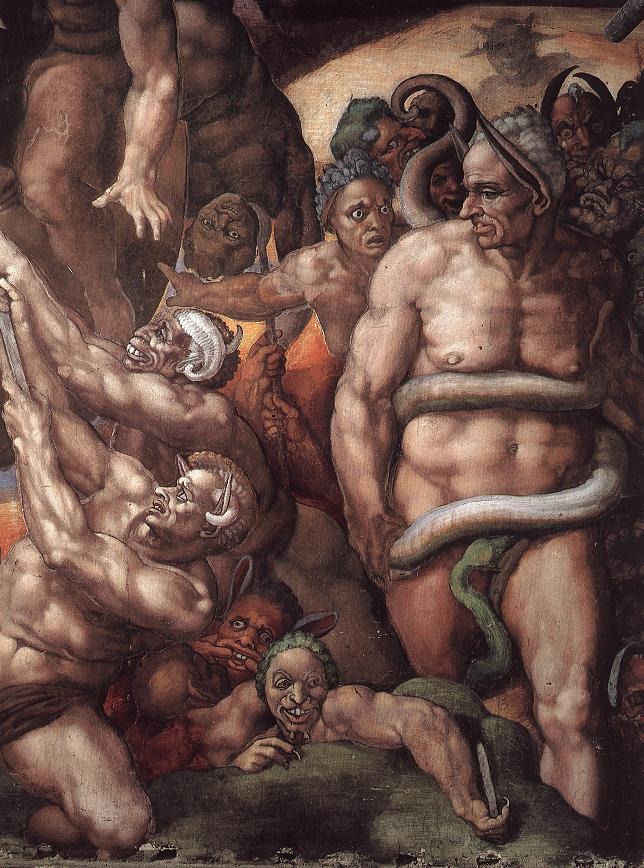
Groupe des damnés, avec Biagio da Cesena comme Minos à droite.

Avant même l'achèvement de la fresque, des réactions contrastées commencent à apparaître : d'un côté une admiration sans bornes et inconditionnelle, de l'autre des critiques virulentes, des scandales voire des invectives, tant sur le plan moral que formel.
En particulier, le maître de cérémonie papal Biagio da Cesena, Pierre l'Arétin, Ambrogio Catarino, Andrea Gilio, ainsi qu'un nombre indéterminé d'accusations anonymes, se prononcent contre le « très révérend Chietini ». Bientôt, de manière plus ou moins ouverte et menaçante, même l'accusation d'hérésie pour l'artiste est venue s'immiscer, tandis que des instigations sont entreprises pour faire détruire la fresque.

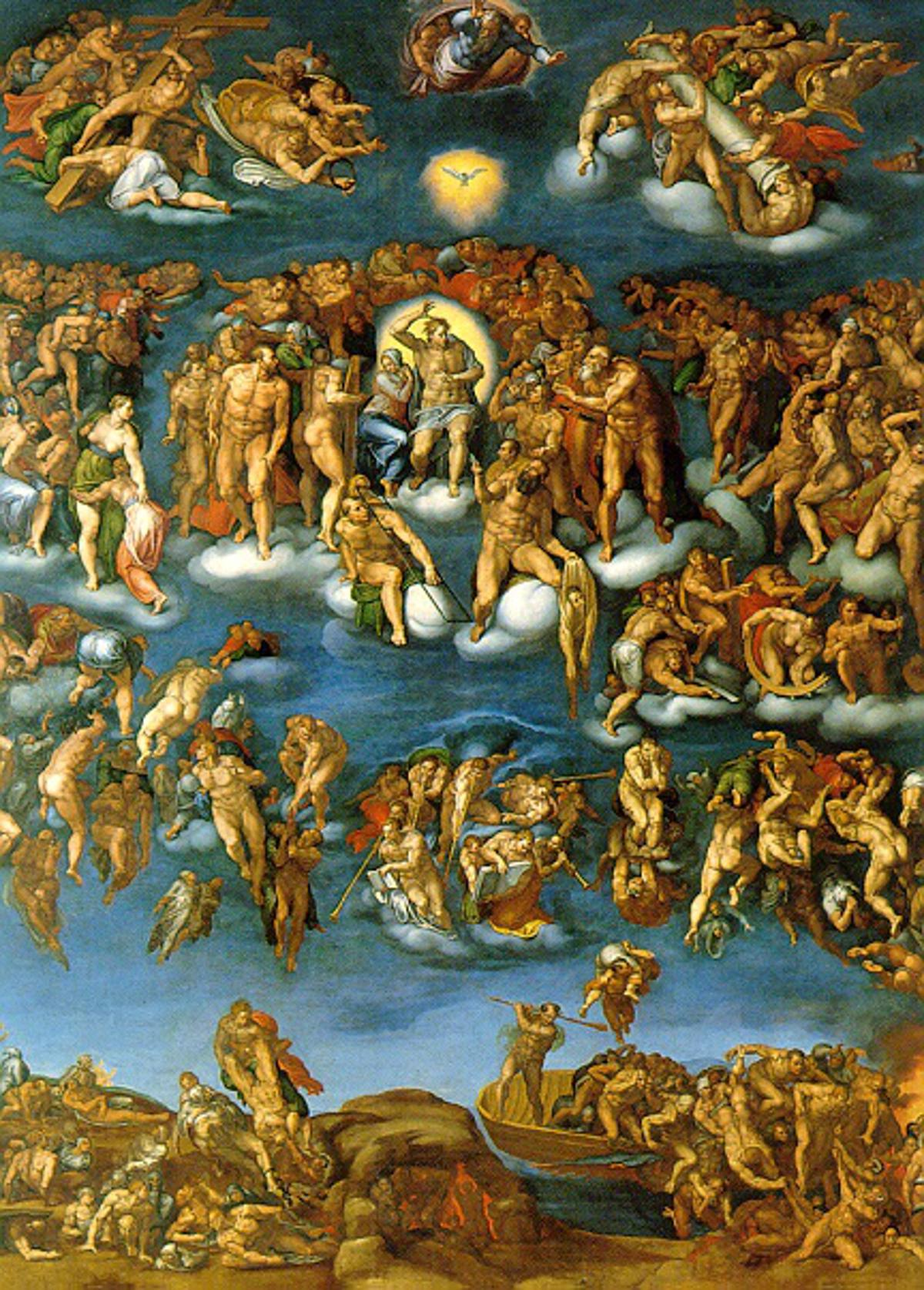
Copie de la peinture murale encore non retouchée de Marcello Venusti, 1549, Museo di Capodimonte, Naples.

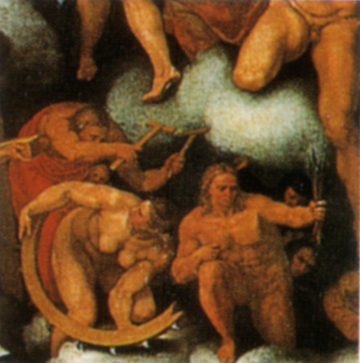
copie de Marcello Venusti ; détail montrant une version non censurée de sainte Catherine en bas à gauche et saint Blaise au-dessus d'elle avec une position de tête différente.

Le Jugement dernier est controversé dès qu'il est vu, avec des disputes entre les critiques de la Contre-Réforme catholique et les partisans du génie de l'artiste et du style de la peinture. Michel-Ange est accusé d'être insensible au décorum approprié à l'égard de la nudité et sur d'autres aspects de l'œuvre, et de rechercher un effet artistique plutôt que de suivre la description scripturaire de l'événement,,.
Le pape Paul III lui-même est attaqué par certains pour avoir commandé et protégé l'œuvre, et subit des pressions pour modifier sinon supprimer entièrement le Jugement dernier. La situation perdure sous ses successeurs.
Le mélange de figures de la mythologie païenne dans des représentations de sujets chrétiens est contesté. Outre les figures de Charon et de Minos, et les anges sans ailes, le Christ très classique est critiqué : les Christs imberbes n'avaient en effet finalement disparu de l'art chrétien que quatre siècles plus tôt, mais la figure de Michel-Ange est incontestablement apollinienne,,.
D'autres objections sont liées au non-respect des références scripturaires : les anges soufflant des trompettes sont tous dans un seul groupe, alors que dans le livre de l'Apocalypse, ils sont envoyés aux « quatre coins de la terre » ; Le Christ n'est pas assis sur un trône, contrairement à l'Écriture ; des draperies telles que peintes par Michel-Ange sont souvent montrées comme soufflées par le vent alors qu'il a été affirmé que tout temps cesserait le jour du jugement ; les ressuscités sont dans un état mixte, certains figurent en squelettes, mais la plupart apparaissent avec leur chair intacte. Toutes ces objections ont finalement été rassemblées dans un livre, le Due Dialogi publié juste après la mort de Michel-Ange en 1564 par le théologien dominicain Giovanni Andrea Gilio (da Fabriano), qui est devenu l'un des nombreux théologiens surveillant l'art pendant et après le Concile de Trente,,. En plus des objections théologiques, Gilio s'oppose aux dispositifs artistiques comme la perspective, qui auraient intrigué ou distrait les spectateurs non initiés. Dans sa copie, Marcello Venusti a ajouté la colombe du Saint-Esprit au-dessus du Christ, peut-être en réponse à la plainte de Gilio selon laquelle Michel-Ange aurait dû montrer toute la Trinité. Un décret explicite du 21 janvier 1564 précise : « Les images de la chapelle apostolique devraient être recouvertes et celles des autres églises devraient être détruites si elles présentent quelque chose d'obscène ou de clairement faux ».
Du vivant de Paul III, mais aussi de son successeur Jules III, les critiques n'ont aucun effet. La situation change sous Paul IV et Pie IV lorsque Michel-Ange risque sérieusement de se retrouver devant le Saint-Office.
Les défenses de la peinture par Vasari et d'autres, ont manifestement eu un certain impact sur la pensée cléricale. En 1573, lorsque Paul Véronèse est convoqué devant l'Inquisition vénitienne pour justifier son inclusion de « bouffons, d'Allemands ivres, de nains et d'autres absurdités de ce genre » dans ce qu'on désignait alors comme une peinture de la dernière Cène (rebaptisée plus tard Le Repas chez Levi), il a tenté d'impliquer Michel-Ange dans une violation comparable du décorum, mais a été rapidement repoussé par les inquisiteurs.
Outre les critiques d'ordre moral et religieux, il y eut d'emblée de nombreuses critiques fondées sur des considérations purement esthétiques, qui n'avaient guère été vues dans les premières réactions au plafond de la chapelle Sixtine du même Michel-Ange. Deux figures clés de la première vague de critiques sont Pierre l'Arétin et son ami Ludovico Dolce, un humaniste vénitien prolifique. L'Arétin avait fait des efforts considérables pour devenir aussi proche de Michel-Ange qu'il l'était de Titien, mais avait toujours été repoussé ; en 1545, sa patience céda et il écrivit à Michel-Ange cette lettre sur le Jugement dernier qui est maintenant célèbre comme un exemple de pudibonderie hypocrite »,,, lettre écrite en vue de sa publication. L'Arétin n'avait en effet pas vu le tableau terminé et fondait ses critiques sur l'une des estampes qui avaient été rapidement mises sur le marché. Cependant, il semble qu'au moins le public acheteur d'estampes, ait préféré la version non censurée des peintures, comme la plupart des estampes l'ont montré jusqu'au XVIIe siècle.
Dolce a suivi en 1557, l'année après la mort de l'Arétin, avec un dialogue publié, L'Aretino, presque certainement une collaboration avec son ami. Bon nombre des arguments des critiques théologiens sont répétés, mais au nom du décorum plutôt que de la religion, soulignant que l'emplacement particulier et très important de la fresque rendait la quantité de nudité inacceptable ; un argument commode pour l'Arétin, dont certains projets étaient franchement pornographiques, mais destinés à un public privé,. Dolce se plaint également que les figures féminines de Michel-Ange sont difficiles à distinguer des hommes, et ses figures montrent un « exhibitionnisme anatomique », critiques dont beaucoup se sont fait écho,,,.
Vasari a répondu à cette critique et à d'autres dans la 1re édition de sa Vie de Michel-Ange en 1550. La représentation du corps humain en mouvement dans des poses infinies, pour Vasari le plus grand signe de la « perfection de l'art », est stigmatisée comme une démonstration monotone de virtuosité anatomique. Dans la deuxième édition des Vies (1568) Vasari répond aux critiques, soulignant davantage la plasticité écrasante et la vision particulière des mouvements et des attitudes des personnages comme dans une architecture unifiée de personnages et de sentiments.
Sur ces points, une comparaison rhétorique de longue date de Michel-Ange et de Raphaël s'est développée, à laquelle ont même participé des partisans de Michel-Ange tels que Vasari. Raphaël est présenté comme l'exemple de toute la grâce et du décorum qui manquent à Michel-Ange, dont la qualité exceptionnelle a été appelée par Vasari, sa Terribilità, la qualité impressionnante, sublime ou (au sens littéral) terrifiante de son art,,,. Vasari en est venu à partager en partie ce point de vue au moment de la 2e édition augmentée de ses Vies, publiée en 1568, bien qu'il ait explicitement défendu la fresque sur plusieurs points soulevés par les attaquants (sans les mentionner), tels que le décorum et « une étonnante diversité des figures », et a affirmé qu'il était « directement inspiré par Dieu »,.

## Modifications ultérieures

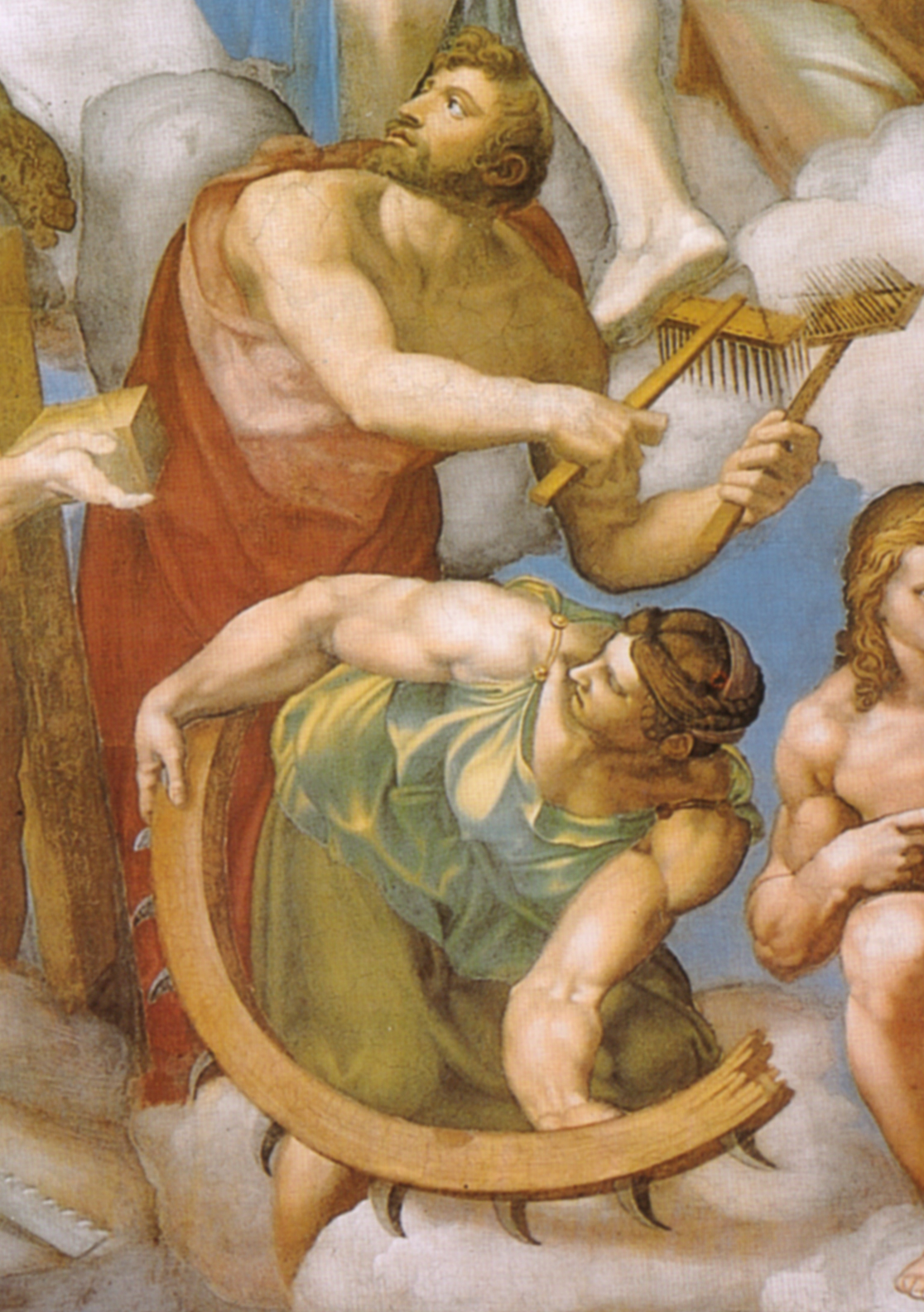
Versions repeintes par Daniele da Volterra de sainte Catherine et saint Blaise.

Paul IV envisagera même de détruire la composition, mais il se contentera d'en faire voiler pudiquement certains personnages. Certaines mesures, pour répondre aux critiques et adopter la décision du conseil, sont devenues inévitables ; les organes génitaux de la fresque sont recouverts de draperies par le peintre maniériste Daniele da Volterra, probablement principalement après la mort de Michel-Ange en 1564. Daniele est « un admirateur sincère et fervent de Michel-Ange » qui réduit ses changements au minimum, et qui a dû recevoir l'ordre de revenir en arrière et d'en ajouter d'autres,,,. Pour cette action, il reçoit le surnom « Il Braghettone », « le culottier ». Il cisèle également et repeint entièrement la plus grande partie de sainte Catherine d'Alexandrie et toute la figure de saint Blaise de Sébaste derrière elle parce que dans la version originale, Blaise semble regarder le derrière nu de Catherine, et parce que pour certains observateurs la position de leurs corps suggère des rapports sexuels,. La version repeinte montre Blaise regardant loin de sainte Catherine, vers le haut et vers le Christ.
Gilio écrivit au pape : « Afin de mieux faire rire les gens, il la fit s'incliner [Sainte Catherine] devant Saint Biagio avec un acte pas très honnête, qui, debout sur elle avec des peignes, semble le menacer de rester elle se tourne vers lui sous un déguisement qui dit « qu'est-ce que tu vas faire ? » ou quelque chose de similaire ».
Son travail, commençant dans les parties supérieures du mur, a été interrompu lorsque le pape Pie IV décède en décembre 1565 : la chapelle devait être libre d'échafaudage pour les funérailles et le conclave. Le Greco avait fait une offre pour repeindre tout le mur avec une fresque « modeste et décente, et non moins bien peinte que l'autre ». La censure se poursuit ensuite, après la mort de Daniele, avec Girolamo da Fano et Domenico Carnevali. D'autres campagnes de repeint, souvent « moins discrètes ou respectueuses », suivirent sous les règnes ultérieurs, et « la menace de destruction totale... refit surface lors des pontificats de Pie V, de Grégoire XIII, et probablement à nouveau sous Clément VIII ».
Au XVIIIe siècle, la surface est repeinte avec une peinture à la colle par Stefano Pozzi, tout comme en 1825,. Selon Anthony Blunt, « des rumeurs couraient en 1936 selon lesquelles Pie XI avait l'intention de poursuivre les travaux ».
Au total, près de 40 personnages ont été drapés, en dehors des deux repeints. Ces ajouts étaient en fresco secco, ce qui les a rendus plus faciles à enlever lors de la restauration la plus récente (1990-1994), quand environ quinze ont été supprimés, qui concernaient ceux ajoutés après 1600. Il a été décidé de laisser les changements du XVIe siècle comme témoignage historique de la Contre-Réforme.
En 1572-1585, la fresque subit un raccourcissement d'environ 70 cm dans la zone inférieure, en raison du rehaussement du plancher. Les premières tentatives de restauration sont enregistrés en 1903 et en 1935-1936, sous la direction de Biagio Biagetti, directeur des Musées du Vatican.

## Iconographie
Le Jugement dernier était un sujet traditionnel pour les grandes fresques d'église, mais il était inhabituel de le placer à l'extrémité est, au-dessus de l'autel. La position traditionnelle était sur le mur ouest, au-dessus des portes principales à l'arrière de l'église, de sorte que la congrégation emporte ce rappel de ses options en sortant. Il peut être soit peint à l'intérieur, par exemple par Giotto à l'église de l'Arena de Padoue, soit dans un tympan sculpté à l'extérieur,,,. Cependant, un certain nombre de peintures sur panneaux de la fin du Moyen Âge, principalement des retables, étaient basées sur le sujet avec des compositions similaires, bien qu'adaptées à un espace horizontal. Il s'agit notamment du retable de Beaune de Rogier van der Weyden et d'artistes tels que Fra Angelico, Hans Memling et Hieronymus Bosch. De nombreux aspects de la composition de Michel-Ange reflètent la représentation occidentale traditionnelle bien établie, mais avec une approche nouvelle et originale.

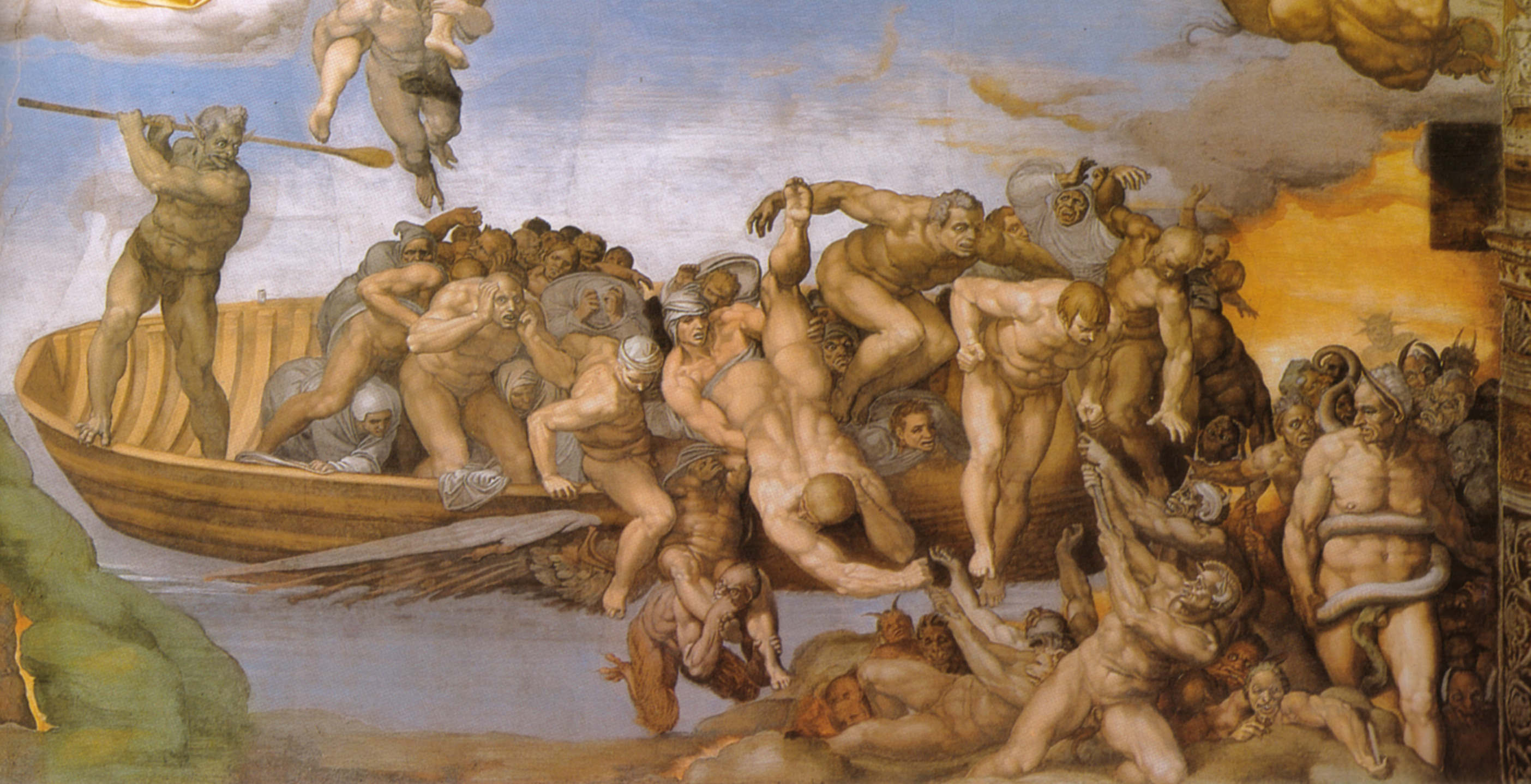
Charon et sa barque d'âmes damnées.

La plupart des versions traditionnelles ont une figure du Christ en gloire à peu près dans la même position que celle de Michel-Ange, et même plus grande que la sienne, avec une plus grande disproportion d'échelle par rapport aux autres figures. Comme ici, les compositions contiennent un grand nombre de figures, réparties entre les anges et les saints autour du Christ en haut, et les morts étant jugés en bas. Typiquement, il y a un fort contraste entre les rangs ordonnés de figures dans la partie supérieure, et l'activité chaotique et frénétique en dessous, en particulier sur le côté droit qui mène à l'Enfer. La procession des jugés commence généralement en bas (à gauche du spectateur), comme ici, alors que les ressuscités sortent de leurs tombes et se dirigent vers le jugement. Certains continuent vers le haut pour rejoindre la compagnie au ciel, tandis que d'autres passent à la main gauche du Christ, puis descendent vers l'Enfer dans le coin inférieur droit (les compositions avaient du mal à intégrer visuellement le purgatoire),,. Les damnés peuvent être montrés nus, comme une marque de leur humiliation alors que les démons les enlèvent, et parfois les nouveaux ressuscités aussi, mais les anges et ceux allant au Ciel sont entièrement habillés, les vêtements constituant un des principaux indices de l'identité des groupes et des individus,.
Le sujet, bien que moins adapté à l'iconographie du reste de la chapelle, convient bien à l'état d'esprit de Rome après le Sac, ressenti comme un jugement divin sur la ville et l'Église. Une majorité de la recherche ancienne reprend le principe de ce choix thématique et de la composition de la fresque comme reflet plus ou moins direct des évènements de l'époque,,,. Tous les martyres représentés dans la fresque indiqueraient une resacralisation de Rome dont la nécessité se serait fait sentir après le pillage de la Ville sainte. Toutefois, la recherche la plus récente envisage plutôt aussi une réorientation politique constructive de la part de la papauté romaine dans les années après le sac, et donc dans une atmosphère générale exempte de toute connotation apocalyptique devant être illustrée par la fresque de la chapelle pontificale,,.

## Étude des corps nus
Quelques croquis (un au Musée Bonnat-Helleu de Bayonne, un à la Casa Buonarroti et un au British Museum) éclairent la genèse de l'œuvre. Michel-Ange est parti de l'étude des précédents iconographiques traditionnels pour s'en détacher rapidement : le motif de l'ascension des bienheureux est développé dans un enchevêtrement de corps comme dans une lutte violente, semblable à la bagarre des damnés qui, dans le bas, sont envoyés en enfer. Aux Jugements ordonnés de la tradition, il oppose une composition beaucoup plus dynamique, basée sur des mouvements enchaînés ou contrastés, à la fois de figures isolées et de groupes. La décision d'éliminer les cadres et les cloisons qui dominent le reste des murs, ouvrant l'espace peint vers une « seconde réalité » démesurée, en témoigne également.
L'étude de ces dessins et des copies qui se sont conservées d'après les projets de Michel-Ange donne le sentiment que l'artiste s'est proposé avant tout de représenter le plus grand nombre de nus possible dans les poses et les mouvements dramatiques les plus divers. Le thème réel de Michel-Ange réside dans la dynamique et la maîtrise picturale des corps nus. Ce thème apparait à droite dans la chute des damnés et leur lutte avec les démons, mais s'étend même à la représentation du Christ, contrastant au plus haut point avec la tradition des représentations monumentales du Jugement dernier. Un christ imberbe, musculeux, plus grand que nature, s'élevant dans une attitude puissante, entièrement nu à l'exception d'un pagne, est jusqu'alors inusité. Si Bertoldo di Giovanni en avait donné une représentation approchante dans une médaille, genre artistique relevant de la miniature et d'un cadre plutôt privé, seul Michel-Ange, incontestablement le plus grand artiste de l'époque, peut oser un acte aussi audacieux et seulement parce que le nu imberbe se rattache directement à l'idéalité antique du nu incarné par l'Apollon du Belvédère. La figure nue du gardien des enfers représentée dans la zone inférieure de la composition fait l'effet d'une note sarcastique à l'adresse de cet idéal du nu et de l'étalage de la chair.

## Sources d'inspiration

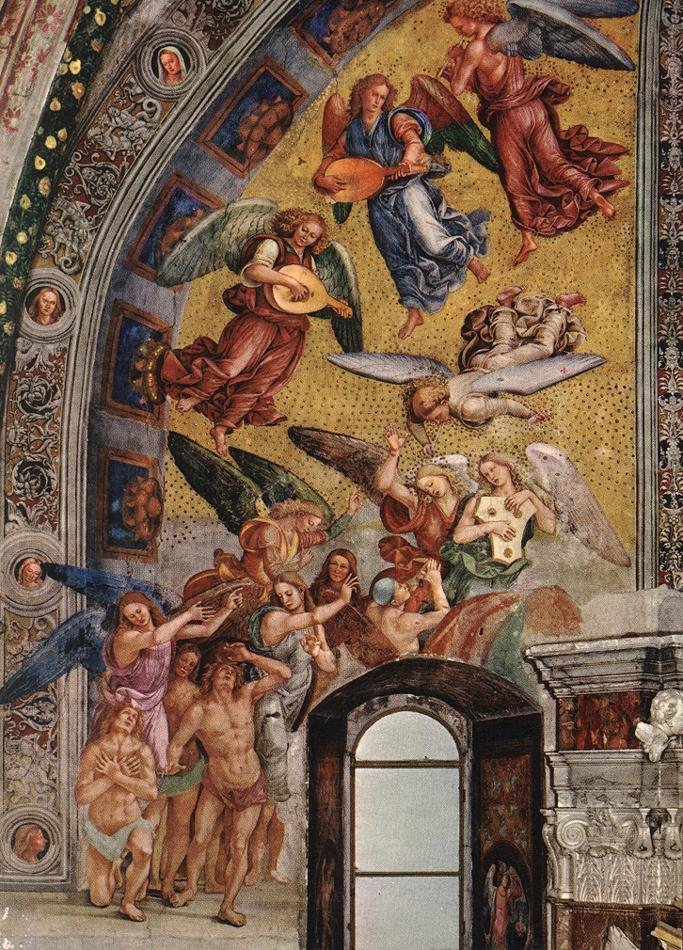
Luca signorelli, détail du Jugement dernier dans la chapelle saint Brizio.

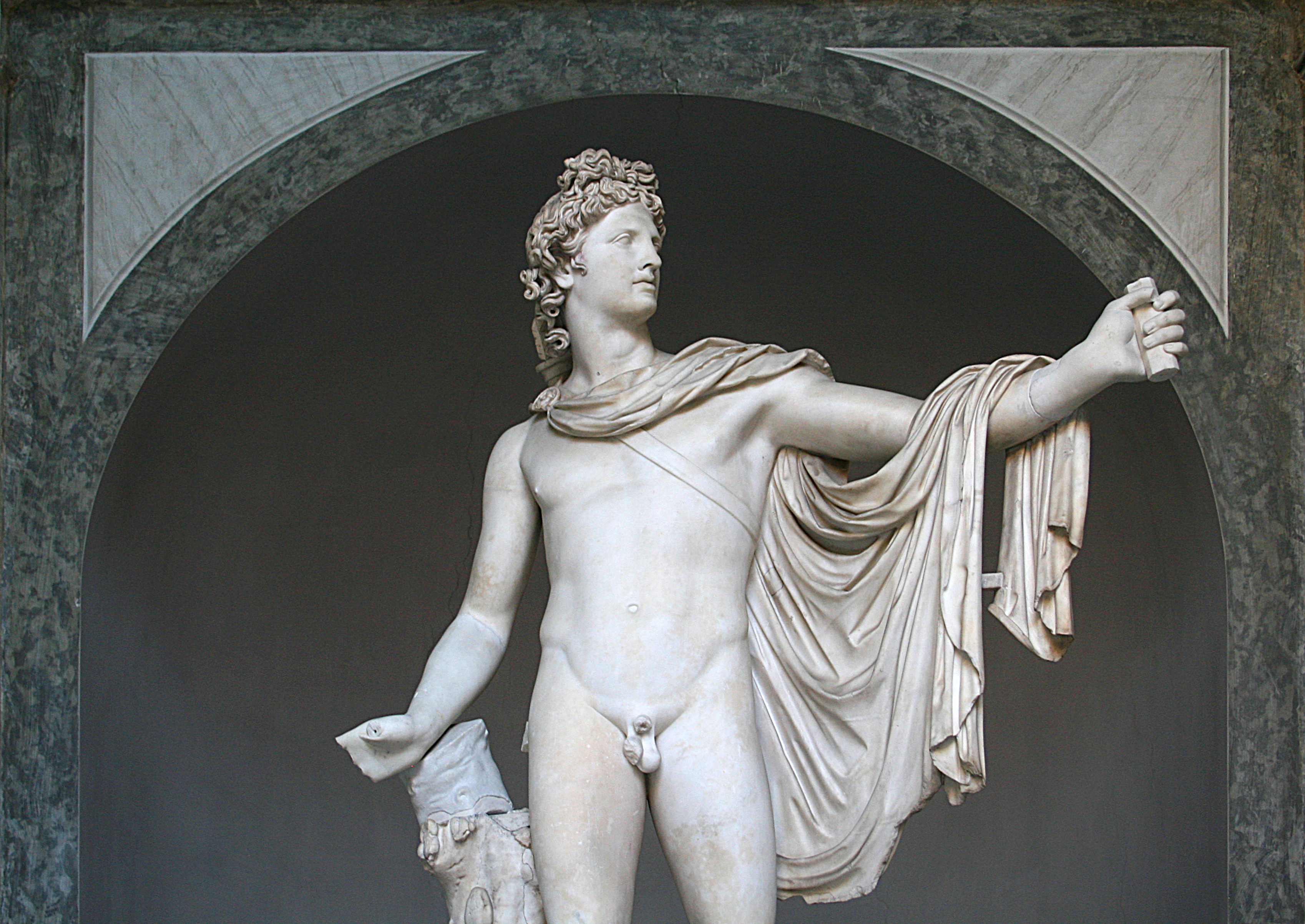
Apollon du Belvédère.

Le Jugement dernier de Signorelli dans la Chapelle San Brizio d'Orvieto est de tous ceux du passé celui qui approche le pathétique et la pénétration de la peinture de Michel-Ange. Signorelli avait compris que l'homme était plus inhumain et plus cruel que les diables imaginaires ; ceux de ses damnés sont donc humains, livides comme la chair pourrissante, mais pleins d'énergie et de la violence que seuls les hommes apportent à la torture de leurs semblables. Michel-Ange va plus loin en présentant des diables à forme humaine, grotesques et horribles, mais traités comme des hommes déformés par leurs vices et leurs péchés. Ils sont les instruments des actions de l'homme contre lui-même. Les véritables esprits malins sont ceux qui sont exclus de la communion avec Dieu, donc de la compagnie des justes, et qui comprennent trop tard ce qu'ils ont fait. Les vers de Dante et la vision d'Ézéchiel ont aussi servi de modèle à Signorelli pour cet ouvrage. On trouve déjà chez Signorelli un même intérêt artistique pour les nus dramatiques et dynamiques.
La médaille de Bertoldo di Giovanni montrant, à l'avers, le portrait de Philippe de Médicis et au revers, une représentation dynamique du Jugement dernier avec une disposition analogue de la croix et de la colonne de la flagellation, est une autre référence. Les correspondances compositionnelles avec cette médaille apparaissent clairement dans la première étude d'ensemble pour le Jugement dernier. La médaille réalisée pour Philippe de Médicis a ainsi pu revêtir un intérêt particulier pour Michel-Ange en raison de sa devise : « ET INCARNE MEA/VIDEBO DEVM SALVATOREM/MEVN ». Ce verset du Livre de Job se réfère à l'espoir de la résurrection de la chair au jour du Jugement dernier, qu'exprime aussi peut-être la peau de Saint Barthélemy peinte par Michel-Ange.
Dans son Jugement dernier au Camposanto de Pise (1330-1345), Bonamico Buffalmacco avait aussi placé des anges avec les instruments de la Passion et, contrairement à la plupart des autres représentations du Jugement dernier, avait réuni la Vierge et le Christ.
La pose et le type de visage de l'Apollon du Belvédère ont souvent été rapprochés du Christ de Michel-Ange,,,. Le Torse du Belvédère est considéré comme le modèle de saint Barthélemy et de saint Simon de Cyrène,,,, l'Hercule Farnèse aujourd'hui au musée archéologique national de Naples, comme le modèle du Baptiste,, et une Vénus agenouillée du British Museum comme une source d'inspiration formelle pour la Vierge,. Les correspondances s'imposent le plus manifestement que pour Barthélemy, Simon de Cyrène et la figure du Christ. Un Christ de conception apollinienne aurait sa place dans une vision globalement cosmique du Jugement dernier, dans laquelle fusionneraient des idées chrétiennes et antiques,.

## Analyse

### Comparaison avec l'iconographie traditionnelle
Une vision grandiose de l'humanité découle du style, une idée d'un « homme-héros » qui se magnifie aussi dans le péché. Michel-Ange fait donc référence au concept d'anthropocentrisme de la Renaissance . À cet égard, Giulio Carlo Argan note : « Le péché a rompu le partenariat entre l'homme et le reste de la création ; l'homme est maintenant seul dans son entreprise rédemptrice ; mais la cause de son malheur, l'orgueil devant Dieu (le classique ύβρις, [übris]) est aussi sa grandeur ».
Là où les compositions traditionnelles présentent généralement en contraste un monde céleste ordonné et harmonieux au-dessus, avec les événements tumultueux qui se déroulent dans la zone terrestre en-dessous, dans la conception de Michel-Ange, l'arrangement et la pose des personnages sur l'ensemble du tableau donnent une impression d'agitation et d'excitation, et même dans les parties supérieures, subsiste « une profonde perturbation, tension et commotion » dans les figures. Sydney J. Freedberg interprète leurs « réponses complexes » comme « celles de puissances géantes ici rendues impuissantes, liées par une anxiété spirituelle », car leur rôle d'intercesseurs auprès de la divinité avait pris fin, et peut-être qu'ils regrettent certains des verdicts. On a l'impression que tous les groupes de figures tournent autour de la figure centrale du Christ dans un immense mouvement de rotation,.
Du schéma iconographique traditionnel, réglé à un déroulement ordonné du Jugement, sans hésitation et sans doute, Michel-Ange est passé à un système basé sur le chaos, l'instabilité et l'incertitude angoissante d'une catastrophe immense et bouleversante, qui cause encore aujourd'hui un malaise et d'autant plus .. il a dû le provoquer aux yeux de contemporains choqués. L'impact violent de l'œuvre, en un certain sens, justifie et rend plus compréhensible les attaques exaspérées qu'elle a subies, mais aussi les nombreuses tentatives pour lui donner des interprétations et des lectures unilatérales, qui la ramèneraient à un schéma ordonné et rationnel, qui ne lui appartient pas.

### Autoreprésentation de Michel-Ange
L'œuvre est plutôt une transposition à un niveau universel des doutes et tourments personnels de l'artiste face à la terrible crise du christianisme qui minait les racines et les présupposés de l'art de la Renaissance, à l'image de ce que l'on peut également lire dans ses Comptines. Les relations de Michel-Ange avec des personnages des milieux romains dans lesquels circulaient les doctrines réformées, comme Vittoria Colonna ou le cardinal Reginald Pole, ont eu un poids dans l'élaboration de l'image globale, l'orientant vers des choix iconographiques et formels particuliers : ils espéraient une réconciliation entre chrétiens après une réforme interne de l'Église elle-même.

Dans le Jugement dernier, Michel-Ange a de toute évidence traité un autre de ses thèmes favoris : la représentation de sa propre personne. Ses traits sont reconnaissables dans le visage de la dépouille que saint Barthélemy présente de manière presque ostentatoire au spectateur. L'artiste a voulu thématiser une fois de plus ses souffrances personnelles, car les attitudes doloristes font notoirement partie de son répertoire particulier.

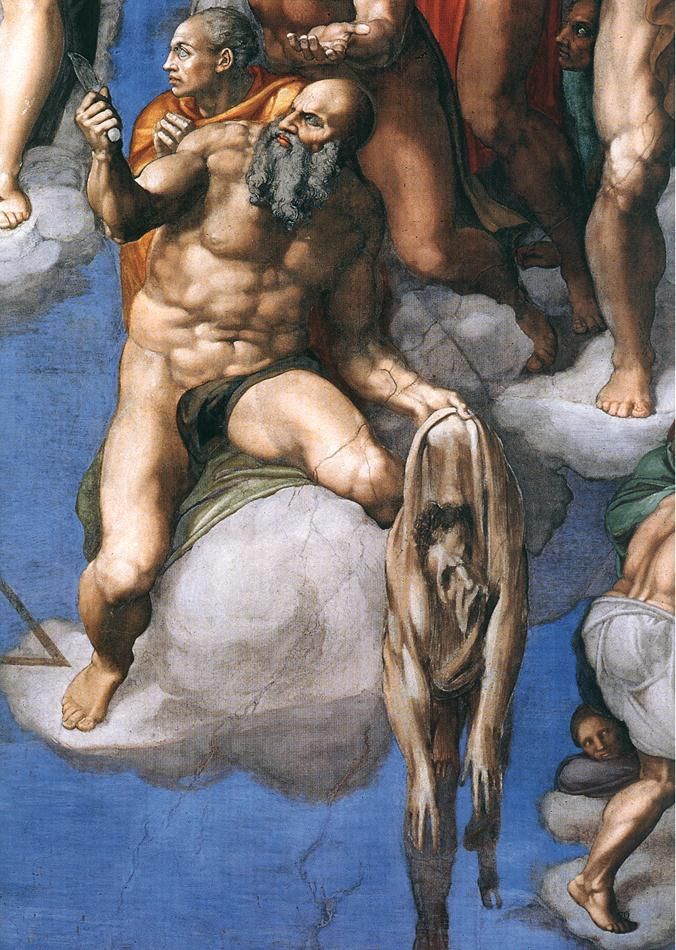
Saint Barthélemy exhibant sa peau écorchée, avec le visage de Michel-Ange.

La plupart des écrivains s'accordent à dire que Michel-Ange a représenté son propre visage dans la peau écorchée de saint Barthélemy. Cette identification date de 1925 et Mario La Cava en serait à l'origine. Avant le XXe siècle, cet autoportrait ne renvoie qu'à une gravure sur cuivre contemporaine de Nicolas Beatrizet comportant une inscription correspondante. Malgré le silence de la part des commentateurs de plusieurs siècles, cette identification ne peut pas être écartée du fait de la ressemblance entre le visage de la dépouille et les portraits connus de Michel-Ange.
Michel-Ange se serait vu dans le rôle du martyr Barthélemy, mais aussi dans celui de l'antique Marsyas, tel que Dante le décrit dans la Divine comédie. Ce portrait illustrerait le poncif de l'artiste souffrant et celui de l'inspiration divine que Marsyas tirerait de son dépouillement par Apollon, dieu des arts,,,,,. Avec son autoportrait, Michel-Ange ferait allusion au motif du renoncement, exprimé dans ses sonnets à Tommaso de' Cavalieri. Le visage se réfèrerait à l'espoir thématisé dans le Livre de Job de reparaitre à la face de Dieu dans sa propre peau et sa propre chair,,,.
Edgar Wind a vu cela comme « une prière pour la rédemption, que par la laideur l'homme extérieur puisse être rejeté, et l'homme intérieur ressuscité pur », dans une humeur néoplatonicienne, celle que l'Arétin a détectée et à laquelle il s'est opposé,,. L'un des poèmes de Michel-Ange avait utilisé la métaphore d'un serpent se dépouillant de sa vieille peau espérant une nouvelle vie après sa mort,. Bernadine Barnes écrit que « les spectateurs récents ont trouvé dans [la peau écorchée] des preuves du doute de Michel-Ange, puisque la peau sans vie est maintenue de manière précaire au-dessus de l'enfer. Cependant, aucun critique du XVIe siècle ne l'a remarquée « comme le visage de Michel-Ange. »
On peut y voir un certain sarcasme caractéristique de l'artiste, car la dépouille suspendue est étonnamment proche de la zone des damnés, vers lesquels semble aussi se tourner le visage de Michel-Ange. Il se peut qu'il ait aussi voulu exprimer l'idée que seul le dépouillement de l'enveloppe corporelle extérieure pouvait sauver l'homme de ses souffrances terrestres. La recherche récente rapproche la peau que Barthélemy tient à la main d'un passage de la Divine comédie de Dante, où un cas similaire, le dépouillage de Marsyas, est interprété comme un symbole de l'inspiration divine chez les artistes.
On pensait parfois que la figure barbue de saint Barthélemy tenant la peau avait les caractéristiques de l'Arétin, mais le conflit ouvert entre Michel-Ange et celui-ci n'a eu lieu qu'en 1545, plusieurs années après l'achèvement de la fresque. « Même le bon ami d'Aretino, Vasari, ne l'a pas reconnu. »

### Signification des croix
Les croix sont inhabituellement grandes et nombreuses : sous forme d'immense instrument de la Passion du Christ dans une des lunettes, comme attributs respectifs d'André, de Simon de Cyrène et du bon larron Disma. Dans les représentations antérieures du sujet ne figure le plus souvent d'une seule croix, même impressionnante, symbolisant la Passion. Les représentations de Simon de Cyrène et de Disma semblent ici renvoyer à la Crucifixion elle-même, et donc directement à l'autel placé devant la fresque, où est répétée rituellement la mort sacrificielle du Christ. Par la présence des croix, Michel-Ange caractérise aussi sa fresque comme une peinture d'autel, notamment dans la mesure où il s'agit en quelque sorte de remplacer celle détruite du Pérugin. Elles constituent aussi un renvoi à la dévotion pour la Passion du Christ qui connaissait alors un fort regain et se manifestera un peu plus tard dans les dessins de Michel-Ange dédiés à Vittoria Colonna.

### Critiques
La critique, en particulier la critique moderne, a proposé de nombreuses lectures du sens du Jugement, souvent contradictoires et jamais totalement convaincantes. Il y a ceux qui ont parlé d'une image alignée sur les doctrines officielles de l'Église, un Memento mori de la fragilité de la nature humaine et de sa propension au péché, ou, au contraire, un manifeste anticlérical qui occulte les motivations de Jérôme Savonarole, ou de Juan de Valdés ou encore du Luthéranisme. Une analyse rigoureuse et globalement cohérente, à partir de présupposés doctrinaux précis, s'est avérée impossible, car des ambiguïtés et des contradictions surgissent continuellement.
À bien des égards, les historiens de l'art moderne discutent des mêmes aspects de l'œuvre que les écrivains du XVIe siècle : le groupement général des figures et le rendu de l'espace et du mouvement, la représentation distinctive de l'anatomie, la nudité et l'utilisation de la couleur, et parfois les implications théologiques de la fresque. Cependant, Bernadine Barnes souligne qu'aucun critique du XVIe siècle ne fait écho le moins du monde au point de vue d'Anthony Blunt : « Cette fresque est l'œuvre d'un homme ébranlé de sa position de sécurité, n'étant plus à l'aise avec le monde et incapable d'y faire face directement. Michel-Ange ne traite plus directement de la beauté visible du monde physique »,. À l'époque, poursuit Barnes, « c'était censuré comme le travail d'un homme arrogant, et il se justifiait comme un travail qui rendait les figures célestes plus belles que celles naturelles ». De nombreux autres critiques modernes adoptent des approches similaires à celles de Blunt, soulignant la « tendance de Michel-Ange à s'éloigner du matériel et à se tourner vers les choses de l'esprit » au cours de ses dernières décennies,,.
En théologie, la seconde venue du Christ a mis fin à l'espace et au temps. Malgré cela, « la curieuse représentation de l'espace de Michel-Ange », où « les personnages habitent des espaces individuels qui ne peuvent être combinés de manière cohérente », est souvent commentée,,.
Indépendamment de la question du décorum, le rendu de l'anatomie a souvent été discuté. De la figure du Christ, Clark dit :« Michel-Ange n'a pas essayé de résister à cette étrange compulsion qui lui a fait épaissir un torse jusqu'à ce qu'il soit presque carré. »
SJ Freedberg a commenté que « le vaste répertoire d'anatomies que Michel-Ange a conçu pour le Jugement dernier semble souvent avoir été déterminé plus par les exigences de l'art que par des besoins impérieux de sens... destinés non seulement à divertir mais à nous submerger avec leurs effets. Souvent aussi, les figures adoptent des attitudes dont un sens majeur est celui de l'ornement. » Il note que les deux fresques de la chapelle Pauline, les dernières peintures de Michel-Ange commencées en novembre 1542, presque immédiatement après le Jugement dernier, montrent d'emblée un changement majeur de style, loin de la grâce et de l'effet esthétique, avec un souci exclusif d'illustrer le récit, sans égard pour la beauté.
Pour De Vecchi, le sens profond de l'image est « la vision du naufrage d'une humanité douloureuse qui, après l'effondrement des derniers refuges intellectuels et moraux, ne reste plus qu'à attendre avec appréhension l'accomplissement de la promesse de la résurrection des justes ». La tempête humaine et le chaos de la peinture se prêtent bien à représenter la religiosité tourmentée de ces années, caractérisées par des contrastes, à la fois théologiques et politiques, entre catholiques et protestants et la solution de Michel-Ange ne cache pas le sentiment d'une profonde angoisse à l'égard de la dernière phrase.
Des auteurs comme Feldhusen, Von Einem, de Maio considèrent que la fresque de Michel-Ange serait l'illustration d'un nouveau concept théologique de la Contre-Réforme développé seulement à partir de Paul III. La fresque serait dirigée contre la doctrine luthérienne de la Justification et exposerait au spectateur que la Grâce peut résulter non pas uniquement de la foi, mais aussi des bonnes actions, un aspect reconnaissable à la présence des rosaires à l'aide desquels les ressuscités sont hissés vers le ciel,.
Charles de Tolnay voit dans le Christ imberbe d'impression apollinienne, et dans les corps groupés autour de lui, une anticipation des idées de Nicolas Copernic. Dans le dernier tome de sa monographie, sans plus citer Copernic, il souligne tout de même l'existence d'une conception héliocentrique du monde telle qu'elle serait exprimée dans le Christ apollinien. Michel-Ange aurait fait passer la figure antique du Sol invictus vers un Sol iustutiae chrétien. Ce symbolisme solaire qui, du point de vue purement phénoménologique, s'appuie avant tout sur l'auréole du Christ et la disposition des corps dans le Jugement dernier, a ensuite été accepté ou développé par plusieurs auteurs, notamment Redig de Campos, Herbert von Einem, Hibbard et Shrimplin.
Hall voit dans le Jugement dernier un reflet du débat autour de la Résurrection qui était alors d'actualité : y serait thématisé la résurrection prédestinée de la chair du point de vue de la théologie paulienne, ce qui expliquerait la prédominance de l'aspect corporel. Greenstein considère la mise en regard de Pierre et Jean-Baptiste comme importante et y décèle une allusion à la transfiguration du Christ. Fillitz interprète la figure de Pierre comme un cryptoportrait de Clément VII qui tiendrait dans ses mains deux clefs endommagées, qui renverraient à la position affaiblie de la papauté d'alors. Schmidt voit les clefs totalement intactes et considère un renforcement du rôle de la papauté sous Paul II comme le thème principal de la fresque.
La fresque fait partie du musée imaginaire de l'historien français Paul Veyne, qui le décrit dans son ouvrage justement intitulé Mon musée imaginaire.

### Style
Par rapport à la voûte, l'atmosphère est plus sombre, comme la palette, et l'imagerie souligne l'importance du nu comme principal outil de la gamme d'expression. Les changements d'échelle favorisent une approche en fonction du sens plus que purement visuelle ; les reproductions de taille réduite déforment l'effet de ces changements d'échelle qui, à cause de la perspective, sont moins frappants dans la chapelle.

## Influence

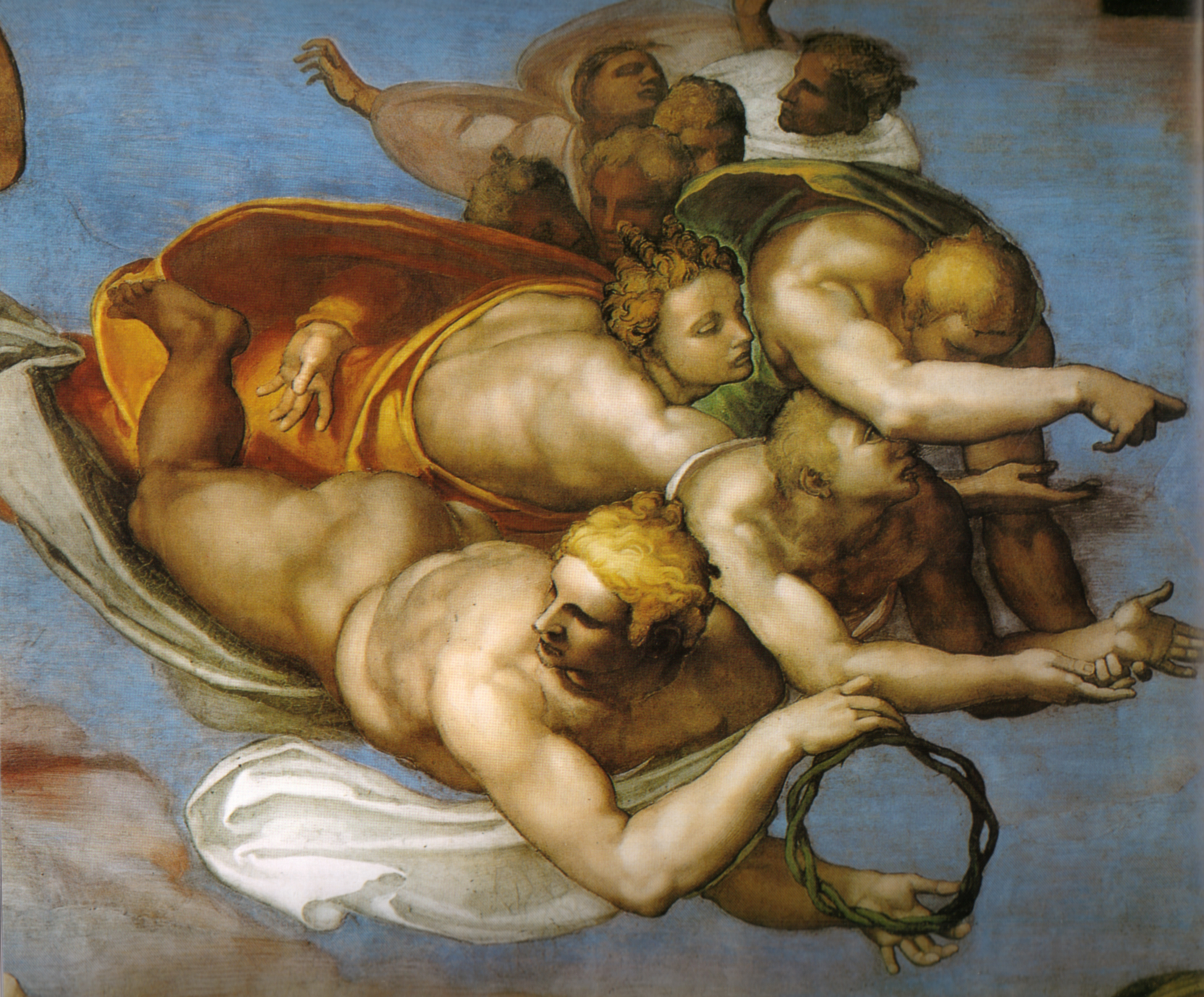
Anges en haut à gauche, un avec la couronne d'épines.

La recherche de poses exprimant le mouvement et d'émotions inhérentes au sujet, l'isolement délibéré des figures, chacune prisonnière de son destin, et la concentration sur le nu comme seul moyen d'expression, encouragèrent d'autres artistes à créer des œuvres avec des nus dans des poses complexes en torsion où chaque figure est là pour produire un certain effet plus que pour s'inscrire dans un tout. L'émergence de cette évolution, mêlée à l'influence de Raphaël et de l'art antique tardif, apparait chez d'autres peintres comme Vasari et Francesco Salviati, qui se concentrent sur la figura serpentinata très admirée. Elle devient presque l'élément principal de leurs œuvres, en tout cas le plus frappant. Le Jugement dernier de Michel-Ange est quasi la dernière œuvre sur ce thème : Pierre Paul Rubens peint plus tard une Chute des anges rebelles qui serait inspiré d'un dessin de Michel-Ange pour le mur d'entrée de la chapelle, mais aucun artiste ne rivalise avec sa vision cosmique du dernier acte de l'histoire terrestre de l'homme.

## Polémique sur la restauration
Les premières appréciations de la fresque s'étaient concentrées sur les couleurs, en particulier dans les petits détails, mais au fil des siècles, l'accumulation de saleté sur la surface les avait en grande partie masquées,. Le mur construit a entraîné un dépôt supplémentaire de suie des bougies sur l'autel. En 1953 (certes en novembre) Bernard Berenson écrit dans son journal : « Le plafond a l'air sombre, lugubre. Le Jugement dernier encore plus... qu'il est difficile de se rendre compte que ces fresques de la Sixtine sont aujourd'hui à peine agréables dans l'original et plus encore dans les photographies ».
La fresque a été restaurée avec la voûte Sixtine entre 1980 et 1994 sous la supervision de Fabrizio Mancinelli, conservateur des collections post-classiques des Musées du Vatican et de Gianluigi Colalucci, restaurateur en chef au laboratoire du Vatican. Au cours de la restauration, environ la moitié de la censure de la « Campagne de la feuille de vigne » a été retirée. De nombreux détails enfouis, pris sous la fumée et la crasse de dizaines d'années, ont été révélés après la restauration. Il a été découvert que Biagio de Cesena en Minos avec des oreilles d'âne était mordu dans les organes génitaux par un serpent enroulé. La vision et l'interprétation de l'œuvre ont été renouvelées par la longue restauration qui a aussi dévoilé des couleurs étonnantes — bien que typiques du maniérisme — chez celui qu'on surnommait le « terrible souverain de l'ombre » : de hardis roses pastel, des jaunes citron, des verts acides, des bleus Outremer véritable, des mauves saturés... La polémique se poursuit quant au bien-fondé de cette restauration. Des ombres portées a secco par Michel-Ange auraient été définitivement effacées.
Avec l'achèvement des travaux et la découverte du résultat étonnant, enfin dépourvu de la saleté des siècles, Jean-Paul II dit, comme pour mettre une pierre à l'ancienne controverse sur les nus représentés, que le Jugement est « le sanctuaire de la théologie du corps humain ».

## Postérité
La fresque fait partie des « 105 œuvres décisives de la peinture occidentale » constituant Le Musée imaginaire de Michel Butor.